# نئاندرتال
نئاندرتال‌ها (نام علمی: Homo neanderthalensis یا Homo sapiens neanderthalensis) گروهی منقرض‌شده از انسان‌های باستانی بودند که عموماً گونه‌ای جداگانه در نظر گرفته می‌شوند؛ اگرچه برخی آن‌ها را زیرگونه‌ای از انسان خردمند محسوب می‌دارند. نئاندرتال‌ها تا حدود ۴۰ هزار سال پیش در اوراسیا زندگی می‌کردند. نئاندرتال ۱، نمادِ گونه، سال ۱۸۵۶ در درهٔ نئاندرتال آلمان کشف شد و این گونه به همین دلیل نئاندرتال نام گرفته است.
زمان جداییِ تبار نئاندرتال‌ها از انسان‌های امروزی روشن نیست. دانشمندان زمان‌های مختلفی از ۳۱۵٬۰۰۰ تا بیش از ۸۰۰٬۰۰۰ سال پیش را پیشنهاد کرده‌اند. تاریخ واگرایی نئاندرتال‌ها از جدشان انسان هایدلبرگی نیز نامشخص است. قدیمی‌ترین استخوان‌های احتمالی نئاندرتال به ۴۳۰ هزار سال پیش برمی‌گردد، اما طبقه‌بندی آن‌ها همچنان قطعی نیست. از نئاندرتال‌ها به‌ویژه از ۱۳۰ هزار سال پیش فسیل‌های متعددی باقی مانده است. علل انقراض نئاندرتال‌ها مناقشه‌برانگیز است. از جمله نظریه‌های مطرح‌شده دربارهٔ انقراض آن‌ها عوامل جمعیتی مانند جمعیت کوچک و تولیدمثل خویشاوندی، جایگزینی رقابتی، آمیزش با انسان‌های امروزی و حل شدن میان آن‌ها، تغییرات اقلیمی، بیماری، یا ترکیبی از این عوامل است.
پژوهشگران اروپایی در آغاز سدهٔ بیستم نئاندرتال‌ها را موجوداتی ابتدایی، کم‌هوش و وحشی به تصویر می‌کشیدند. اگرچه دانش و اطلاعات موجود دربارهٔ نئاندرتال‌ها از آن زمان در جامعهٔ علمی به‌طور شگرفی تغییر کرده است، اما نئاندرتال‌ها همچنان در فرهنگ عامه اغلب کهن‌الگوی انسان غارنشین و فرگشت‌نیافته به‌شمار می‌آیند. در واقعیت، فناوری نئاندرتال‌ها بسیار پیشرفته بود. این فناوری‌ها در بر گیرندهٔ ابزارهای سنگی موستری، توانایی ساخت آتش، ساخت اجاق‌های سنگی در غارها (برای پخت غذا، گرم نگه داشتن خود، محافظت در برابر جانوران و قرار دادن آن در مرکز خانه‌هایشان)، تهیهٔ قطران چسبنده از پوست درخت توس، ساخت لباس‌های سادهٔ شبیه پتو و پانچو، بافندگی، دریانوردی در مدیترانه، استفاده از گیاهان دارویی، درمان زخم‌های شدید، ذخیرهٔ غذا و فنون مختلف آشپزی مانند برشته‌کردن، جوشاندن و دودی کردن است. نئاندرتال‌ها غذاهای مختلفی مصرف می‌کردند، عمدتاً گوشت پستانداران سم‌دار، اما همچنین گوشت جانوران بزرگ، گیاهان، پستانداران کوچک، پرندگان و منابع آبزی و دریایی. نئاندرتال‌ها احتمالاً شکارچی رأس هرم بودند، اما رقیبانی مانند شیر غارزی، کفتار غارنشین و دیگر شکارچیان بزرگ داشتند. برخی آثار هنر پارینه‌سنگی و دارای ارزش نمادین به‌طور غیرقطعی به نئاندرتال‌ها نسبت داده شده است؛ از جمله ابزارهای تزئینی احتمالی ساخته‌شده از صدف و چنگال و پر پرندگان، مجموعهٔ اشیای نامعمول نظیر کریستال و فسیل، حکاکی، آلات موسیقی (که شاید مثالش فلوت دیوی بیب باشد) و نقاشی‌های غارهای اسپانیا که برخی آن‌ها را به پیش از ۶۵٬۰۰۰ سال گذشته نسبت داده‌اند. احتمال وجود اعتقادات مذهبی در میان نئاندرتال‌ها نیز مطرح شده است. نئاندرتال‌ها به احتمال زیاد می‌توانستند سخن بگویند و منظورشان را منتقل کنند، اگرچه پیچیدگی زبانشان مشخص نیست.
نئاندرتال‌ها در مقایسه با انسان‌های امروزی، بدنی تنومندتر و اندام‌هایی به نسبت کوتاه‌تر داشتند. پژوهشگران اغلب این ویژگی‌ها را سازگاری‌هایی برای حفظ گرما در آب و هوای سرد یا برای دویدن سریع در مناطق گرم‌تر و جنگلی که نئاندرتال‌ها اغلب در آن سکونت داشتند، محسوب می‌کنند. نئاندرتال‌ها سازگاری‌های خاص زندگی در سرما داشتند، همانند ذخیرهٔ چربی بدن و بینی بزرگ‌تر برای گرم کردن هوا (اگرچه بزرگی بینی می‌توانسته ناشی از رانش ژنی باشد). میانگین قد مردان نئاندرتال حدود ۱۶۵ سانتی‌متر و زنان ۱۵۳ سانتی‌متر بود که اندازهٔ قد مردم اروپای پیش از انقلاب صنعتی است. حجم جمجمهٔ مردان و زنان نئاندرتال به‌طور متوسط به ترتیب حدود ۱٬۶۰۰ و ۱٬۳۰۰ سانتی‌متر مکعب بود که به‌طور قابل توجهی بزرگ‌تر از میانگین انسان‌های امروزی (به ترتیب ۱٬۲۶۰ و ۱٬۱۳۰ سانتی‌متر مکعب برای مرد و زن) است. جمجمهٔ نئاندرتال‌ها کشیده‌تر بود و مغزشان لوب‌های آهیانه‌ای و مخچه کوچک‌تر اما ناحیه‌های گیجگاهی، پس‌سری و اوربیتوفرونتال بزرگ‌تری داشت.
جمعیت نئاندرتال‌ها کم بود که سبب تنوع ژنتیکی پایین/تکثیر واریانت‌های ژنی زیان‌بار شد. آنها شبکه‌های ارتباطی مؤثری که گروه‌های دور از هم را به هم وصل کند نداشتند. با وجود این، شواهدی از فرهنگ‌های منطقه‌ای و ارتباط منظم بین این جوامع وجود دارد. شاید آن‌ها به‌طور مرتب از غارها بازدید و به صورت فصلی بین آن‌ها نقل مکان می‌کردند. نئاندرتال‌ها در محیطی با استرس بالا زندگی می‌کردند، نرخ مصدومیت در آن‌ها بالا بوده و حدود ۸۰ درصدشان پیش از ۴۰ سالگی می‌مردند. پیش‌نویس پروژهٔ ژنوم نئاندرتال در سال ۲۰۱۰ شواهدی از آمیزش میان نئاندرتال‌ها و انسان‌های امروزی ارائه کرد. این آمیزش احتمالاً بین ۳۱۶٬۰۰۰ تا ۲۱۹٬۰۰۰ سال پیش یا به احتمال بیشتر ۱۰۰٬۰۰۰ سال پیش و دوباره ۶۵٬۰۰۰ سال پیش روی داده است. همچنین به نظر می‌رسد که نئاندرتال‌ها در سیبری با دنیسوواها، گروه دیگری از انسان‌های باستانی، آمیزش داشته‌اند. حدود ۱ تا ۴٪ از ژنوم اوراسیایی‌ها، بومیان استرالیا، ملانزیایی‌ها، بومیان آمریکا و مردم شمال آفریقا دارای‌تبار نئاندرتال است؛ اما اکثر ساکنان جنوب صحرای آفریقا فقط حدود ۰٫۳ درصد ژن نئاندرتال دارند. در مجموع، حدود ۲۰٪ از واریانت‌های متمایز ژنی نئاندرتال‌ها در انسان‌های امروزی برجای مانده است. گرچه بسیاری از واریانت‌های ژنی به ارث رسیده از نئاندرتال‌ها ممکن است زیان‌بار بوده و حذف شده باشند، اما به نظر می‌رسد که ورود ژن‌های نئاندرتال بر دستگاه ایمنی انسان‌های امروزی تأثیر گذاشته است. همچنین در چند ساختار و کارکرد زیست‌شناختی دیگر انسان‌های امروزی ردی آز آن دیده می‌شود، هرچند ظاهراً بخش زیادی از آن دی‌ان‌ای بی‌رمز است.

## نام‌گذاری
نام نئاندرتال‌ها برگرفته از درهٔ نئاندرتال در آلمان است که اولین نمونهٔ شناسایی‌شدهٔ نئاندرتال‌ها در آنجا یافت شد. در زبان آلمانی، نام این گونه همیشه «Neandertaler» (به معنی «ساکن درهٔ نئاندر») است و «Neandertal» همواره به دره اشاره دارد. خود دره به افتخار یواخیم نئاندر، الهی‌دان و سرودنویس آلمانی پایان سدهٔ هفدهم که اغلب از این منطقه بازدید می‌کرد، نام‌گذاری شده است. نام او به نوبهٔ خود به معنی «مرد جدید» و برگرفته از واژهٔ یونانی «νεός» (نئوس) به معنی «جدید» و «ἀνήρ» (آنر) به معنی «مرد» است که برگردانی تحت‌اللفظی از نام خانوادگی آلمانی «نیومان» است. جمجمهٔ نئاندرتال نامی بود که در مطالب و منابع انسان‌شناسی به نئاندرتال ۱، نماد گونه، داده بودند و فردی که بر اساس این جمجمه بازسازی شده بود نیز، گه‌گاه مرد نئاندرتال نامیده می‌شد. نام علمی «Homo neanderthalensis» — که نام مرد نئاندرتال را از این فرد به کل گونه تعمیم می‌دهد و به‌طور رسمی آن را گونه‌ای مجزا از انسان به رسمیت می‌شناسد — نخستین بار توسط ویلیام کینگ، زمین‌شناس ایرلندی، در مقاله‌ای برای انجمن علمی بریتانیا در سال ۱۸۶۳ پیشنهاد شد. با این حال، کینگ در سال ۱۸۶۴ توصیه کرد که نئاندرتال‌ها و انسان‌های امروزی در سرده‌های مختلف طبقه‌بندی شوند؛ او کاسهٔ مغزی نئاندرتال را با کاسهٔ مغزی شامپانزه مقایسه و استدلال کرد که آن‌ها «توانایی درک مفاهیم اخلاقی و خداشناسانه ندارند.»

## آرایه‌شناسی

### تاریخچهٔ تحقیقات

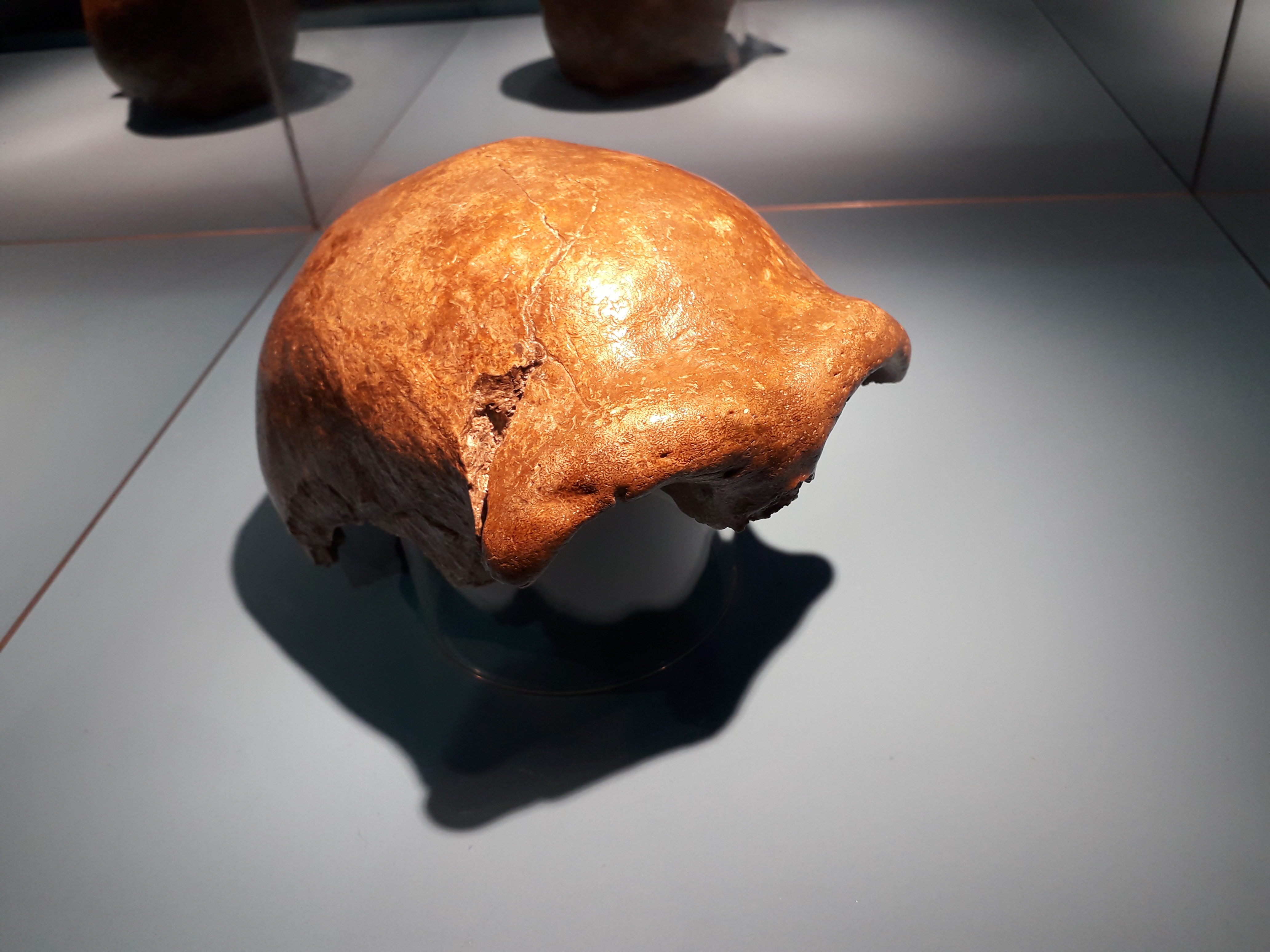
فرق سر نئاندرتال ۱، نمادِ گونهٔ نئاندرتال‌ها، در موزهٔ انسان پاریس

نخستین بقایای نئاندرتال‌ها — جمجمه‌ای موسوم به انگیس ۲ — در سال ۱۸۲۹ توسط فیلیپ چارلز شمرلینگ، پیشاتاریخ‌شناس هلندی/بلژیکی، در غارهای شمرلینگ در بلژیک کشف شد. او نتیجه گرفت که این بقایای انسانی «نه چندان فرگشت‌یافته» باید همزمان و به دلایل مشابه با بقایای جانوران منقرض‌شدهٔ یافت‌شده در همان منطقه دفن شده باشند. جمجمهٔ دیگری به نام جبل‌الطارق ۱ از معدن فوربس در سال ۱۸۴۸ توسط ستوان ادموند هنری رنه فلینت به انجمن علمی جبل‌طارق ارائه شد، اما تصور می‌شد که جمجمه‌ای متعلق به یک انسان امروزی باشد. یوهان کارل فولروت، معلم مدرسهٔ محلی، در سال ۱۸۵۶ تشخیص داد که استخوان‌های یافت‌شده در کلاین فلدهوفر گروت در درهٔ نئاندرتال — همان نئاندرتال ۱ که نام خود را هم به این گونه داده — گونه‌ای مجزا از انسان‌های امروزی هستند و آن‌ها را در سال ۱۸۵۷ برای مطالعه به هرمان شافهاوزن، انسان‌شناس آلمانی، تحویل داد. این استخوان‌ها شامل جمجمه، استخوان‌های ران، بازوی راست، استخوان بازو و زند زیرین چپ، استخوان تهیگاهی چپ، بخشی از کتف راست و قطعه‌هایی از دنده‌ها بود. فولروت و شافهاوزن، پس از انتشار کتاب خاستگاه گونه‌ها از چارلز داروین، بدان نتیجه رسیدند که این استخوان‌ها متعلق به نوعی انسان امروزی باستانی است. شافهاوزن که داروین‌گرای اجتماعی بود، باور داشت که انسان‌ها به‌صورت خطی از توحش به تمدن پیشرفت کرده‌اند و بنابراین نتیجه گرفت که نئاندرتال‌ها انسان‌های غارنشین و درنده‌ای بوده‌اند. فولروت و شافهاوزن با مخالفت‌هایی به‌ویژه از سوی رودلف ویرشو، آسیب‌شناس پرکار آن زمان، روبرو شدند که با تعریف گونه‌ای جدید بر اساس تنها یک یافته مخالف بود. ویرشو در سال ۱۸۷۲ به‌اشتباه، ویژگی‌های نئاندرتال را به‌عنوان نشانه‌هایی از زوال عقل، بیماری و بدشکلی تفسیر کرد. اشتباه او باعث توقف تحقیقات روی نئاندرتال‌ها تا پایان این سده شد.

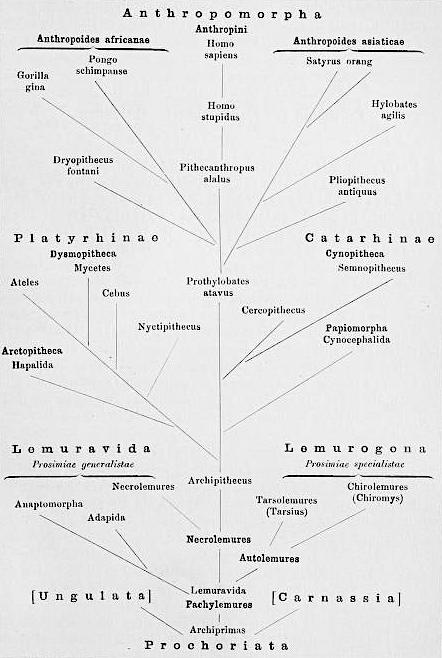
طرح ارنست هکل از نخستی‌سانان؛ او نئاندرتال‌ها را با نام علمی H. stupidus نیای انسان امروزی معرفی کرده است؛ سال ۱۸۹۵

تا آغاز سدهٔ بیستم، کاوش‌های متعدد دیگری در رابطه با نئاندرتال‌ها انجام شد و «انسان نئاندرتال» را به عنوان گونه‌ای مجزا تثبیت کرد. مهم‌ترین نمونه، لا-شاپل-او-سن ۱ («پیرمرد») به‌دست آمده از منطقه لا-شاپل-او-سن در فرانسه بود. مارسلن بول، دیرینه‌شناس فرانسوی، در چندین مقاله با جزئیات به این نمونه پرداخت اما او را خمیده‌پشت، شبیه به میمون و دارای ارتباطی بسیار کم با انسان‌های امروزی توصیف کرد. «کشف» مرد پیلتن در سال ۱۹۱۲ (نوعی حقه) که نسبت به نئاندرتال‌ها بسیار شبیه‌تر به انسان‌های امروزی به نظر می‌رسید، به عنوان مدرکی برای وجود شاخه‌های متعدد و مجزای انسان‌های اولیه مورد استناد قرار گرفت و توصیف مارسلن بول از «انسان نئاندرتال» (H. neanderthalensis) به عنوان خویشاوند دور انسان و گونه‌ای در بن‌بست فرگشتی را تأیید می‌کرد، اما مرد پیلتن در واقع جعلی بود. مارسلن بول تصویر رایج نئاندرتال‌ها به عنوان موجوداتی درنده، خمیده و چماق‌دار ابتدایی را تقویت کرد؛ این تصویر چندین دهه بازتولید شد و با آثار علمی-تخیلی مانند در جستجوی آتش (۱۹۱۱) نوشتهٔ ژ. -اچ. روسنیِ انه و مردم کریه (۱۹۲۷) نوشتهٔ اچ. جی. ولز که نئاندرتال‌ها را هیولا می‌نمایانند، رواج پیدا کرد. آرتور کیت، انسان‌شناس اسکاتلندی، در سال ۱۹۱۱ لا-شاپل-او-سن ۱ را به عنوان سلف مستقیم انسان‌های امروزی بازسازی کرد که در کنار آتش نشسته، ابزار می‌سازد، گردنبند به گردن دارد و اندامی شبیه‌تر به انسان دارد، اما این بازسازی توجه علمی زیادی جلب نکرد و کیت بعداً در سال ۱۹۱۵ از نظریهٔ خود دست کشید.
با مشخص شدن جعلی بودن مرد پیلتن، بررسی دوبارهٔ لا-شاپل-او-سن ۱ (که به دلیل بیماری آرتروز در زمان حیات، قوز کرده بود) و کاوش‌های جدید تا میانهٔ سده، جامعهٔ علمی درک خود از نئاندرتال‌ها را بازنگری کرد. مباحثی دربارهٔ رفتار، هوش و فرهنگ نئاندرتال‌ها مطرح شد و تصویری انسانی‌تر از آن‌ها شکل گرفت. کارلتون استیونز کون، انسان‌شناس آمریکایی، در سال ۱۹۳۹ نئاندرتالی را با کت و شلوار و کلاه اداری مدرن بازسازی کرد تا تأکید کند که در صورت بقای نئاندرتال‌ها تا عصر حاضر، آن‌ها کم‌وبیش از انسان‌های امروزی قابل تشخیص نمی‌بودند. رمان وارثان (۱۹۱۱) نوشتهٔ ویلیام گلدینگ نئاندرتال‌ها را به‌طور چشمگیری احساساتی‌تر و متمدن‌تر می‌نمایاند. با این حال، وجهه‌ای که مارسلن بول برای نئاندرتال‌ها ایجاد کرد، همچنان تا دههٔ ۱۹۶۰ بر آثار علمی تأثیر می‌گذاشت. بازسازی‌های نئاندرتال در دوران معاصر اغلب بسیار شبیه انسان‌های امروزی است.
آمیزش نژادی نئاندرتال‌ها و انسان‌های اولیهٔ امروزی، از آغاز کشف نئاندرتال‌ها توسط کسانی چون انسان‌شناس انگلیسی توماس هاکسلی در ۱۸۹۰، مردم‌شناس دانمارکی هانس پدر استینزبی در ۱۹۰۷، و کارلتون کون در ۱۹۶۲ مطرح شد. در اوایل دههٔ ۲۰۰۰، نمونه‌های فرضی دورگه هم کشف شدند: لاگار ولهو ۱ و موئیری ۱. با این حال، آناتومی مشابهٔ نئاندرتال همچنین می‌تواند بیشتر ناشی از سازگاری با محیطی مشابه باشد تا اینکه آمیزش نژادی باشد. در سال ۲۰۱۰ با نقشه‌برداری از اولین توالی ژنوم نئاندرتال‌ها، مشخص شد که ردپای ژن نئاندرتال‌ها در انسان‌های امروزی وجود دارد. این نتیجه‌گیری بر اساس سه نمونه در غار ویندِیای کرواسی به دست آمد که دارای تقریباً ۴٪ دی‌ان‌ای کهن بودند (که امکان تعیین توالی تقریباً کامل ژنوم را فراهم می‌کرد). گراهام کوپ، متخصص ژنتیک بریتانیایی-آمریکایی، در سال ۲۰۱۲ فرضیه‌ای را مطرح کرد که آن‌ها شواهدی از آمیزش نژادی گونهٔ متفاوتی از انسان‌های کهن با انسان‌های امروزی را یافته‌اند، اما این فرضیه در سال ۲۰۱۳ با توالی‌یابی ژنوم با کیفیت بالای نئاندرتال حفظ‌شده در استخوان انگشت پای غار دنیسووای سیبری رد شد.

### طبقه‌بندی
نئاندرتال‌ها گونه‌ای از انسانیان در سردهٔ انسان هستند و عموماً گونهٔ جداگانه‌ای با نام علمی «H. neanderthalensis» (انسان نئاندرتال) طبقه‌بندی می‌شوند، هرچند گاهی نیز زیرگونه‌ای از انسان امروزی تحت نام «Homo sapiens neanderthalensis» (انسان خردمند نئاندرتال) در نظر گرفته شده‌اند. زیرگونه دانستن نئاندرتال‌ها نیازمند طبقه‌بندی انسان‌های امروزی به عنوان «H. sapiens sapiens» (انسان خردمند خردمند) است. بخش زیادی از جدل بر سر طبقه‌بندی نئاندرتال‌ها، ناشی از ابهام اصطلاح «گونه» است، زیرا این اصطلاح عموماً برای تمایز بین دو جمعیت مجزا از نظر ژنتیکی به کار می‌رود، اما انسان‌های امروزی و نئاندرتال‌ها با یکدیگر آمیزش کرده‌اند. با این حال، نبود کروموزوم Y پدری و دی‌ان‌ای میتوکندریایی مادری نئاندرتال‌ها در انسان‌های امروزی، به همراه کم‌نمود بودن دی‌ان‌ای کروموزوم ایکس نئاندرتال‌ها، می‌تواند بر کاهش باروری یا عقیمی برخی دورگه‌ها دلالت داشته باشد که نشان‌دهندهٔ مانع زیستیِ تولیدمثلی نسبی میان این دو گروه است و در نتیجه می‌تواند شاهدی بر تمایز گونه‌ای آن‌ها محسوب شود. سوانته پبو، ژنتیک‌دان، در سال ۲۰۱۴ این اختلاف نظر را «جنگ آرایه‌شناسی» توصیف کرد و آن را غیرقابل حل نامید، «چرا که هیچ تعریفی از گونه به‌طور کامل این مورد را توصیف نمی‌کند.»
تصور بر این است که نئاندرتال‌ها به دنیسوواها نزدیک‌تر بوده‌اند، تا به انسان‌های امروزی. به همین ترتیب، نئاندرتال‌ها و دِنیسوواها بر اساس دی‌ان‌ای هسته‌ای آخرین نیای مشترک نزدیک‌تری نسبت به انسان‌های امروزی داشته‌اند. با این حال، نئاندرتال‌ها و انسان‌های امروزی آخرین نیای مشترک میتوکندریایی (قابل مشاهده با بررسی دی‌ان‌ای میتوکندریایی) و آخرین جد مشترک کروموزوم Y نزدیک‌تری دارند. این احتمالاً حاصل آمیزش پس از جدایی نئاندرتال/دِنیسووا بوده است: آمیزش مورد نظر یا آمیزش نوعی انسان باستانی ناشناخته با جمعیت دِنیسوواها بوده، یا آمیزش یک موج اولیهٔ ناشناختهٔ انسان‌های امروزی از آفریقا با نئاندرتال‌ها بود. این موضوع که دی‌ان‌ای میتوکندریایی یک انسان باستانی اولیه از تبار نئاندرتال با قدمت تقریبی ۴۳۰ هزار سال از محوطهٔ سیما دِ لوس هوئسوس در اسپانیا، به دِنیسوواها نسبت به دیگر نئاندرتال‌ها یا انسان‌های امروزی نزدیک‌تر است، به عنوان شاهدی به نفع فرضیهٔ دوم یاد شده است.

## فرگشت
بسیاری بر این باورند که انسان هایدلبرگی آخرین نیای مشترک نئاندرتال‌ها، دنیسوواها و انسان‌های امروزی بوده است، پیش از آنکه اینان به ترتیب در اروپا، آسیا و آفریقا از یکدیگر جدا شوند. تمایز آرایه‌ای میان انسان هایدلبرگی و نئاندرتال عمدتاً بر اساس فاصلهٔ بقایای فسیلی در اروپا بین ۳۰۰ تا ۲۴۳ هزار سال پیش در طول مرحلهٔ ایزوتوپی دریایی ۸ استوار است. به‌طور عرفی فسیل‌هایی که تاریخ آن‌ها به بعد از این فاصله برمی‌گردد، در زمرهٔ «نئاندرتال‌ها» طبقه‌بندی می‌شوند. دی‌ان‌ای به‌دست آمده از انسان‌های باستانی در محوطهٔ ۴۳۰ هزار سالهٔ سیمادِ لوس هوئسس اسپانیا نشان می‌دهد آن‌ها به نئاندرتال‌ها نزدیک‌تر از دنیسوواها هستند؛ این موضوع حاکی از آن است که جدایی میان نئاندرتال‌ها و دنیسوواها باید پیش از این زمان رخ داده باشد. جمجمهٔ ۴۰۰ هزار سالهٔ آروئیرا ۳ نیز ممکن است عضوی اولیه از تبار نئاندرتال بوده باشد. احتمال دارد جریان تبادل ژنی و آمیزش بین اروپای غربی و آفریقا در دورهٔ پلیستوسن میانی باعث شده باشد که ویژگی‌های نئاندرتالی در برخی از نمونه‌های انسان‌تباران اروپایی پلیستوسن میانی مانند نمونه‌های چپرانوی ایتالیا و تنگهٔ سیچوو صربستان قابل تشخیص نباشد. شواهد فسیلی از ۱۳۰ هزار سال پیش تاکنون بسیار کامل‌تر است و نمونه‌های متعلق به این دوره بخش عمدهٔ اسکلت‌های شناخته‌شدهٔ نئاندرتال‌ها هستند. بقایای دندانی از محوطه‌های ویسگلیانو و فونتانا رانوچیو در ایتالیا نشان می‌دهد که ویژگی‌های دندانی نئاندرتال‌ها تا حدود ۴۵۰–۴۳۰ هزار سال پیش در طول دورهٔ پلیستوسن میانی فرگشت پیدا کرده بودند.
دو فرضیهٔ اصلی دربارهٔ فرگشت نئاندرتال‌ها پس از جدایی نئاندرتال/انسان وجود دارد: دومرحله‌ای و برافزایشی. فرضیهٔ دومرحله‌ای بیان می‌کند که رویدادی محیطی عمدهٔ واحد — مانند یخبندان زاله — باعث افزایش سریع اندازهٔ بدن و استحکام انسان هایدلبرگی اروپایی و همچنین موجب کشیدگی سر آن‌ها شده است (مرحلهٔ ۱) که در نهایت حاصلش تغییرات دیگری در جمجمه بوده است (مرحلهٔ ۲). با این حال، آناتومی نئاندرتال‌ها ممکن است به‌طور کامل برای سازگاری با آب‌وهوای سرد شکل نگرفته باشد. فرضیهٔ برافزایشی می‌گوید که نئاندرتال‌ها به آرامی و طی زمان از گونهٔ اجدادی انسان هایدلبرگی فرگشت یافته‌اند و به چهار مرحله تقسیم می‌شوند: پیش‌نئاندرتال‌های اولیه (MIS ۱۲، یخبندان الستر)، پیش‌نئاندرتال‌ها به معنای کلی (MIS ۱۱–۹، میان‌یخ‌بندان هولشتاین)، نئاندرتال‌های اولیه (MIS ۷–۵، یخبندان زاله–میان‌یخبندان امین)، و سرانجام نئاندرتال‌های کلاسیک به معنای دقیق (MIS ۴–۳، یخ‌بندان وورم).
تاریخ‌های متعددی برای جدایی نئاندرتال/انسان پیشنهاد شده است. یکی حدود ۲۵۰ هزار سال پیش است؛ این فرضیه گونهٔ «انسان هلمی» را به عنوان آخرین نیای مشترک این دو در نظر می‌گیرد و این جدایی را با پیدایش ابزارهای سنگی ساخته‌شده به روش لوالوآ مرتبط می‌داند. دیگری تقریباً ۴۰۰ هزار سال پیش است و بر اساس آن، انسان هایدلبرگی آخرین نیای مشترک انسان امروزی و نئاندرتال بوده است. برآوردهای ۶۰۰ هزار سال پیش، فرض را بر این می‌گذارند که انسان رودزیایی آخرین نیای مشترک بود که به تبار انسان امروزی و تبار نئاندرتال/انسان هایدلبرگی تقسیم شده است. فرضیهٔ ۸۰۰ هزار سال پیش، انسان پیشگام را آخرین نیای مشترک در نظر می‌گیرد، اما تغییرات مختلف در این فرضیه می‌تواند این تاریخ را به ۱ میلیون سال پیش عقب ببرد. با این حال، پژوهشی در سال ۲۰۲۰ روی پروتئوم‌های مینای دندانِ انسان پیشگام نشان داد که این گونهٔ انسانی با نئاندرتال‌ها مرتبط است، اما نیای مستقیم آن‌ها نبوده است. مطالعات دی‌ان‌ای نتایج مختلفی برای زمان جدایی نئاندرتال/انسان به دست داده‌اند، مانند بازهٔ زمانی ۵۳۸–۳۱۵، ۵۵۳–۳۲۱، ۵۶۵–۵۰۳، ۶۵۴–۴۷۵، ۶۹۰–۵۵۰، ۷۶۵–۵۵۰، ۷۴۱–۳۱۷، و ۸۰۰–۵۲۰ هزار سال پیش؛ همچنین تحقیقی بر پایهٔ دندان تاریخ جدایی را تا بیش از ۸۰۰ هزار سال محاسبه کرده است.
نئاندرتال‌ها و دنیسوواها از نظر ژنتیکی به هم نزدیک‌ترند تا به انسان‌های امروزی، به این معنی که جدایی نئاندرتال/دنیسووا پس از جدایی آن‌ها از انسان‌های امروزی رخ داده است. با فرض نرخ جهش ۱ × ۱۰−۹ یا ۰٫۵ × ۱۰−۹ به ازای هر جفت‌باز در سال، جدایی نئاندرتال/دنیسووا به ترتیب در حدود ۲۳۶–۱۹۰٬۰۰۰ یا ۴۷۳–۳۸۱٬۰۰۰ سال پیش رخ داده است. با استفاده از ۱٫۱ × ۱۰−۸ به ازای هر نسل (با ۲۹ سال در نظر گرفتن یک نسل)، زمان جدایی آن‌ها ۷۴۴ هزار سال پیش بوده است. با استفاده از ۵ × ۱۰−۱۰ جایگاه نوکلئوتیدی در سال، زمان جدایی ۶۱۶ هزار سال پیش به دست خواهد آمد. با در نظر گرفتن همین تاریخ‌ها، این جدایی به احتمال زیاد تا زمانی که انسان‌تباران در سراسر اروپا پراکنده شده بودند، رخ داده بوده است و فرگشت ویژگی‌های منحصر به فرد نئاندرتال‌ها تا ۶۰۰–۵۰۰ هزار سال پیش آغاز شده بوده است. به نظر می‌رسد که نئاندرتال‌ها/دنیسوواها (یا «نئاندرسوواها») پیش از جدایی، در زمان مهاجرت از آفریقا به اروپا، با گونهٔ ناشناختهٔ انسانی «فوق باستانی» که از گذشته در اروپا بوده، آمیزش داشته‌اند. این انسان‌های فوق باستانی، نوادگان مهاجرت بسیار اولیه‌ای از آفریقا در حدود ۱٫۹ میلیون سال پیش بوده‌اند.

## جمعیت‌شناسی

### گستره

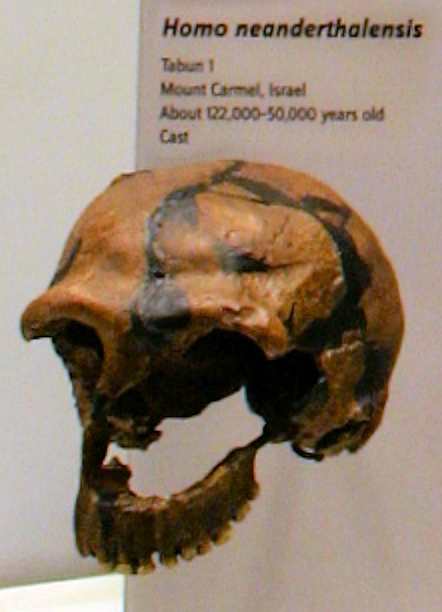
جمجمهٔ نئاندرتال از غار تابون اسرائیل؛ اکنون در موزه اسرائیل

از پیشا-نئاندرتال‌ها و نئاندرتال‌های اولیه‌ای که پیش از دوران آخرین میان‌یخبندان (۱۳۰ هزار سال پیش) اطلاعات بسیار کمی در دست است و بیشتر بقایا در غرب اروپا یافت شده‌اند. از ۱۳۰ هزار سال پیش تاکنون، کیفیت کاوش‌های فسیلی به‌طور چشمگیری افزایش یافت و نئاندرتال‌های کلاسیک در اروپای غربی، مرکزی، شرقی و مدیترانه‌ای و همچنین در جنوب غرب آسیا، مرکزی و شمالی تا رشته‌کوه آلتای در جنوب سیبری یافت شده‌اند. از سوی دیگر، به نظر می‌رسد که پیشا-نئاندرتال‌ها و نئاندرتال‌های اولیه تنها به‌طور مداوم در فرانسه، اسپانیا و ایتالیا ساکن بوده‌اند، اگرچه ظاهراً برخی از آن‌ها این «هستهٔ مرکزی» را ترک و سکونتگاه‌های موقتی در شرق (اما نه خارج از اروپا) ایجاد کردند. بالاترین تراکم محوطه‌های مرتبط با پیشا-نئاندرتال‌ها و نئاندرتال‌های اولیه و کلاسیک در جنوب غربی فرانسه است. نئاندرتال‌ها نخستین گونهٔ انسانی بودند که به‌طور دائم در اروپا سکونت گزیدند، زیرا انسان‌های اولیه‌تر تنها به صورت پراکنده پا به این قاره گذاشتند.
جنوبی‌ترین کشف در غار شقبه در سرزمین شام ثبت شده است؛ گزارش‌هایی از یافتن بقایای نئاندرتال‌ها در جبل ایرهود و هوا فطیح در شمال آفریقا وجود داشته است اما این بقایا از نو به انسان‌های خردمند نسبت داده شدند. شرقی‌ترین حضور نئاندرتال‌ها در غار دنیسووای سیبری با طول جغرافیایی ۸۵ درجه شرقی ثبت شده است. جمجمهٔ مرد مابا در جنوب شرقی چین، ویژگی‌های فیزیکی مشترکی با نئاندرتال‌ها دارد، اگرچه ممکن است این ویژگی‌ها نتیجهٔ فرگشت هم‌گرا باشد تا اینکه نئاندرتال‌ها واقعاً به اقیانوس آرام رسیده باشند. مدار ۵۵ درجه شمالی، به عنوان شمالی‌ترین حد پراکنش نئاندرتال‌ها پذیرفته شده است، اگرچه ارزیابی این موضوع دشوار است زیرا یخبندان بیشتر بقایای انسان‌ها را از بین می‌برد. ترینه کلبرگ نیلسن، دیرین‌مردم‌شناس، استدلال می‌کند که نبود شواهد سکونت نئاندرتال‌ها در جنوب اسکاندیناوی (حداقل در طول دورهٔ میان‌یخبندان امین) به همین دلیل و پژوهش ناکافی در آن منطقه است. دست‌ساخته‌های دوران پارینه‌سنگی میانی تا ۶۰ درجهٔ شمالی در دشت‌های روسیه یافت شده است، اما به احتمال زیاد باید آن‌ها را به انسان‌های امروزی نسبت داد. مطالعه‌ای در سال ۲۰۱۷ مدعی شد که بقایای سردهٔ انسان در محوطهٔ ۱۳۰ هزار ساله‌ای در کالیفرنیای آمریکای شمالی به دست آمده است، اما این ادعا تا حد زیادی نامحتمل تلقی می‌شود.
تأثیر تغییرات سریع آب و هوا در آخرین عصر یخبندان (رویدادهای دانسگارد-ایشگر) بر نئاندرتال‌ها ناشناخته است، زیرا دوره‌های گرم دمای مطلوب‌تری حاکم می‌کنند اما باعث رشد جنگل‌ها می‌شوند و جانوران بزرگ را دور می‌کنند؛ نتیجهٔ دوره‌های یخبندان عکس این موضوع است. با این حال، نئاندرتال‌ها محتملا مناطق جنگلی را ترجیح می‌دادند. محیط‌های باثبات، با میانگین دمای سالانهٔ ملایم ممکن است مناسب‌ترین زیستگاه برای نئاندرتال‌ها بوده باشد. این احتمال وجود دارد که گسترهٔ نئاندرتال‌ها — برای سکونت در مناطق پناهگاهی و پرهیز از مناطق یخ‌بندان دائمی — با عقب‌نشینی یخ‌ها گسترش و با افزایش یخ‌ها کاهش یافته باشد. یسرائیل هرشکویتز، انسان‌شناس اسرائیلی، و همکارانش، در سال ۲۰۲۱ بقایای ۱۳ فرد از انسان نِشِر راملا با قدمت بین ۱۴۰ تا ۱۲۰ هزار سال را در اسرائیل کشف کردند. در انسان‌های نشر راملا، ترکیبی از ویژگی‌های نئاندرتال و گونه‌های قدیمی‌تر انسان راست‌قامت دیده می‌شود. هرشکویتز و همکارانش این‌ها را یکی از جمعیت‌های منبع نامیدند که پس از یک دورهٔ یخچالی دوباره به اروپا بازگشته است.

### اندازهٔ جمعیت

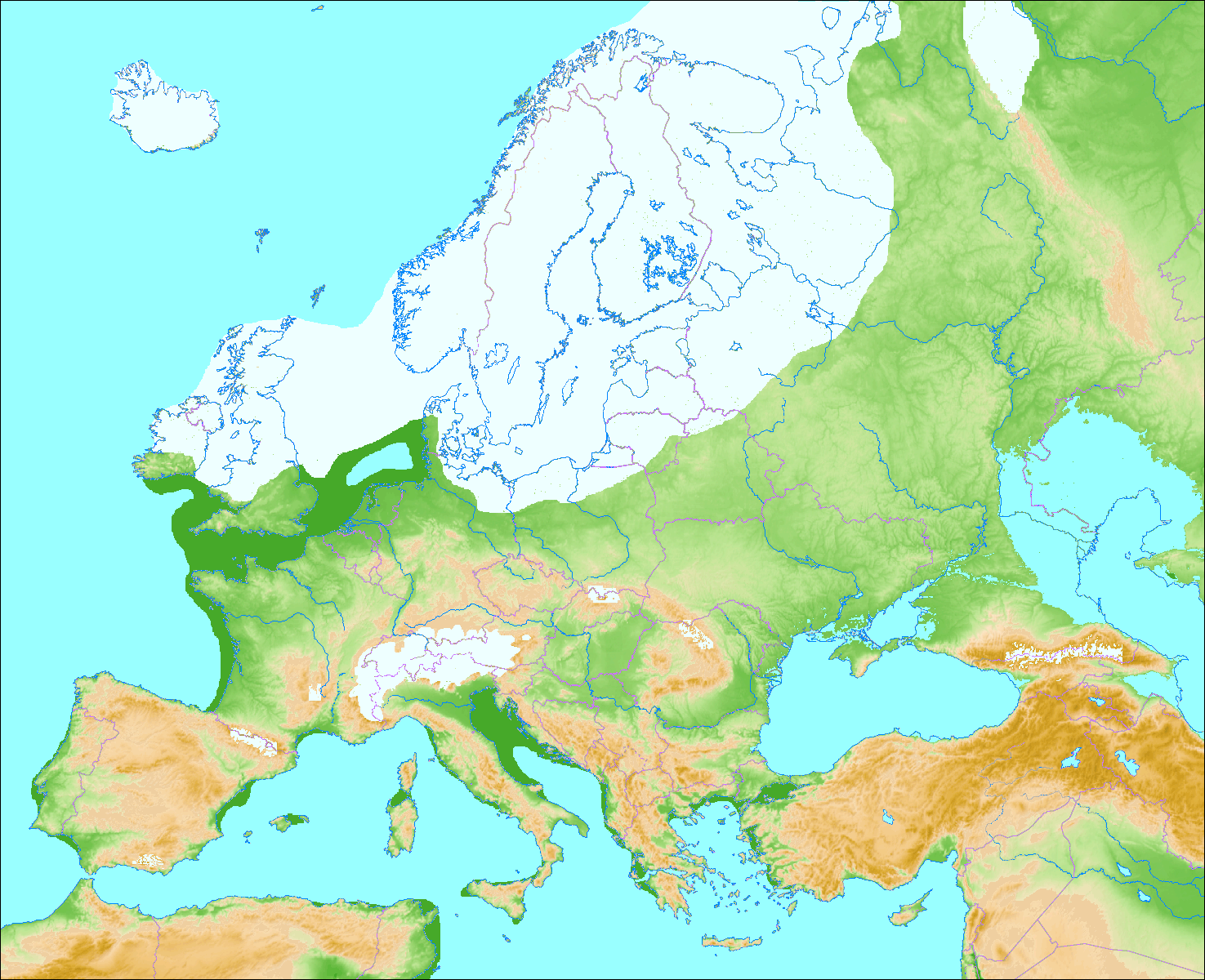
اروپا در زمان یخبندان وورم؛ ۷۰–۲۰٬۰۰۰ سال پیش

همانند انسان‌های امروزی، نئاندرتال‌ها نیز احتمالاً از جمعیت بسیار کوچکی فرگشت یافته‌اند و «جمعیت مؤثر» آن‌ها (تعداد افرادی که می‌توانند بچه بزایند یا پدر شوند)، در حدود ۳٬۰۰۰ تا ۱۲٬۰۰۰ نفر بوده است. با این حال، نئاندرتال‌ها این جمعیت بسیار پایین را حفظ و ژن‌های نسبتاً زیان‌بار را به دلیل اثربخشی کمترِ انتخاب طبیعی تکثیر کردند. مطالعات مختلف، بر اساس آنالیز دی‌ان‌ای میتوکندریایی، میزان جمعیت مؤثر نئاندرتال‌ها را به اندازه‌های متفاوتی برآورد کرده‌اند، مانند حدود ۱٬۰۰۰ تا ۵٬۰۰۰ نفر؛ ۵٬۰۰۰ تا ۹٬۰۰۰ نفر که ثابت ماندند؛ یا ۳٬۰۰۰ تا ۲۵٬۰۰۰ نفر که به‌طور پیوسته تا ۵۲٬۰۰۰ سال پیش افزایش یافتند و سپس به سوی منقرض‌شدن کاهشی شده است. شواهد باستان‌شناسی نشان می‌دهد که جمعیت انسان‌های امروزی غرب اروپا در دورهٔ گذار از نئاندرتال به انسان امروزی، افزایشی ده برابری داشته است و نئاندرتال‌ها احتمالاً به دلیل پایین‌تر بودن نرخ باروری، بالاتر بودن میزان مرگ و میر نوزادان، یا ترکیبی از این دو، از نظر جمعیتی در موضع ضعف بوده‌اند. برخی برآوردها، کل جمعیت نئاندرتال‌ها را ده‌ها هزار نفر برآورد می‌کنند اما این برآوردها مورد مناقشه است. جمعیت دائماً کمِ آن‌ها را می‌توان در چارچوب «تلهٔ بوسروپی» توضیح داد: گنجایش برد جمعیت توسط میزان غذای در دسترسشان محدود می‌شود و میزان غذا هم به نوبهٔ خود با سطح فناوری آنان محدود خواهد شد. نوآوری با افزایش جمعیت افزایش می‌یابد، اما اگر جمعیت خیلی کم باشد، نوآوری به سرعت رخ نمی‌دهد و جمعیت همچنان کم می‌ماند؛ این موضوع با رکود ۱۵۰-هزارساله در فناوری سنگی نئاندرتال‌ها مطابقت دارد.
در بررسی نمونه‌ای از ۲۰۶ نئاندرتال مشخص شد — با توجه به فراوانی بزرگسالان جوان و بالغ در مقایسه با دیگر گروه‌های سنی — حدود ۸۰٪ آنان که بیشتر از ۲۰ سال داشتند، پیش از رسیدن به ۴۰ سالگی جان خود را از دست داده‌اند. این نرخ مرگ و میر زیاد احتمالاً به دلیل محیط پراسترس آن‌ها بوده است. با این حال، همچنین برآورد شد که هرم‌های سنی نئاندرتال‌ها و انسان‌های امروزی معاصرشان یکسان بوده است. مرگ و میر نوزادان در نئاندرتال‌ها خیلی بالا بوده است، به ویژه در شمال اوراسیا که حدود ۴۳٪ برآورد شده است.

## کالبدشناسی

### فیزیک بدنی
نئاندرتال‌ها نسبت به انسان‌های امروزی جثه‌هایی تنومندتر و پُرتر، قفسهٔ سینه‌ای پهن‌تر و بشکه‌ای‌شکل؛ لگن‌هایی پهن‌تر و ساعد و جلوی پاهایی به نسبت کوتاه‌تر داشتند.
بر اساس ۴۵ استخوان بلند از ۱۴ مرد و ۷ زن نئاندرتال، میانگین قد برای مردان ۱۶۴ تا ۱۶۸ سانتی‌متر و برای زنان ۱۵۲ تا ۱۵۶ سانتی‌متر بوده است. برای مقایسه، میانگین قد ۲۰ مرد و ۱۰ زن انسان دورهٔ پارینه‌سنگی زبرین به ترتیب ۱۷۶٫۲ و ۱۶۲٫۹ سانتی‌متر بوده است؛ اگرچه این مقدار بر اساس بقایای ۲۱ مرد و ۱۵ زن، در اواخر همین دوره ۱۰ سانتی‌متر کاهش می‌یابد. میانگین انسان‌های امروزی در سال ۱۹۰۰ میلادی برای مردان ۱۶۳ سانتی‌متر و برای زنان ۱۵۲٫۷ سانتی‌متر بوده است. شواهد فسیلی نشان می‌دهد قد نئاندرتال‌های بالغ از حدود ۱۴۷٫۵ تا ۱۷۷ سانتی‌متر متفاوت بوده است، اگرچه ممکن است برخی از آن‌ها بسیار بلندتر بوده باشند (بر اساس طول رد پا ۷۳٫۸ تا ۱۸۴٫۸ سانتی‌متر و بر اساس عرض رد پا ۶۵٫۸ تا ۱۸۹٫۳ سانتی‌متر). برای وزن نئاندرتال‌ها، ۲۶ نمونه به‌طور متوسط ۷۷٫۶ کیلوگرم برای مردان و ۶۶٫۴ کیلوگرم برای زنان را نشان می‌دهد. با در نظر گرفتن وزنی ۷۶ کیلوگرمی، شاخص تودهٔ بدنی برای مردان نئاندرتال به میزان ‎۲۶٫۹–۲۸٫۲ محاسبه شده در انسان‌های امروزی به معنای اضافه وزن داشتن است. این نشان‌دهندهٔ فیزیک بدنی بسیار قوی نئاندرتال‌هاست ژن LEPR نئاندرتال که مسئول ذخیرهٔ چربی و تولید گرما در بدن است، شبیه به ژن ماموت پشمالو است و بنابراین به احتمال زیاد برای سازگاری با آب و هوای سرد پدید آمده است.
مهره‌های گردنی نئاندرتال‌ها از جلو به عقب و پهلو ضخیم‌تر از مهره‌های گردن (بیشتر) انسان‌های امروزی هستند که احتمالاً برای آن بوده که بتواند سری با شکل و اندازه‌ای متفاوت را نگه دارد.
سینهٔ نئاندرتال‌ها (محل قرارگیری قفسه سینه) از نظر اندازه شبیه انسان‌های امروزی بوده، اما دنده‌های بلندتر و صاف‌تر دارد که می‌تواند به معنای پهن‌تر شدن قسمت میانی-پایین سینه و تنفس قوی‌تر در قسمت پایین سینه باشد. این نشان‌دهندهٔ دیافراگم بزرگ‌تر و احتمالاً ظرفیت ریهٔ بیشتر است. ظرفیت ریهٔ اسکلت کبارای ۲ حدود ۹٫۰۴ لیتر برآورد شده است؛ ظرفیت متوسط ریهٔ انسان برای مردان ۶ لیتر و برای زنان ۴٫۷ لیتر است. همچنین قفسهٔ سینه نئاندرتال‌ها برجسته‌تر بوده است.
استخوان خاجی (محل اتصال لگن خاصره به ستون مهره‌ها) نئاندرتال‌ها شیب عمودی بیشتری داشته و نسبت به لگن پایین‌تر قرار داشت که باعث می‌شد ستون مهره‌ها کمتر خمیده شود (لوردوز کمتر) و تا حدودی روی خود جمع شود. در جمعیت‌های امروزی، این وضعیت تنها در بخشی از آن‌ها دیده می‌شود. چنین تغییراتی در ستون مهره‌های نئاندرتال‌ها باعث خم شدن آسان‌تر به طرفین می‌شد و از سینهٔ پهن‌تر پایین‌تنه بهتر پشتیبانی می‌کرد. برخی ادعا می‌کنند که این ویژگی برای همهٔ گونه‌های سردهٔ انسان، حتی انسان راست‌قامتِ سازگار با مناطق گرمسیری، طبیعی است و در واقع باریک‌تر بودن سینه در اکثر انسان‌های امروزی است که ویژگی‌ای منحصر به فرد است.

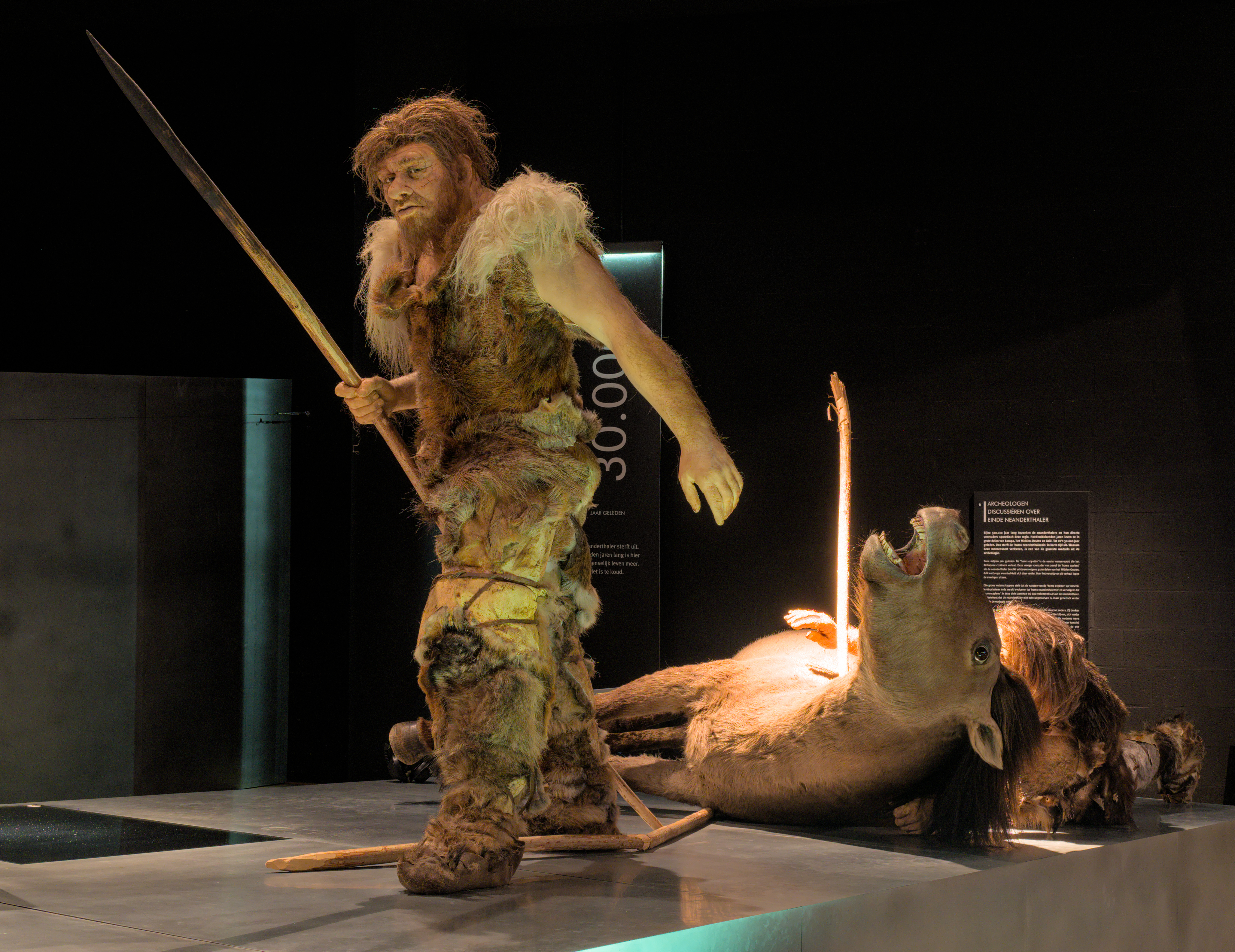
بازسازی شکارچیان نئاندرتال؛ موزه‌ای در تنژران

نسبت اندازهٔ اعضای بدن نئاندرتال‌ها به یکدیگر معمولاً «فراقطبی» توصیف می‌شود و شبیه انسان‌هایی است که در آب و هوای سرد زندگی می‌کردند؛ هدف سازگاری با سرما بوده است، زیرا اندام‌های کوتاه‌تر باعث حفظ بیشتر گرمای بدن می‌شود. اندام نئاندرتال‌ها از نظر شکل ظاهری بین انسان‌های امروزی به اینوئیت‌ها و یوپکی‌های سیبری شباهت بیشتری دارد. با این حال، نئاندرتال‌هایی در مناطق معتدل‌تری مانند شبه‌جزیره ایبریا یافت شده‌اند، همچنان همان فیزیک «فراقطبی» را دارند. جان استوارت، انسان‌شناس انگلیسی و همکارانش در سال ۲۰۱۹ پیشنهاد کردند که بدن نئاندرتال‌ها در واقع برای دویدن سازگار شده بوده است، بدان دلیل که شواهد نشان می‌دهد نئاندرتال‌ها مناطق جنگلی گرم‌تر را به استپ‌های سرد ماموتی ترجیح می‌دادند و آنالیز دی‌ان‌ای نشان می‌دهد نسبت بالاتری از فیبرهای عضلانی با انقباض سریع در نئاندرتال‌ها در مقایسه با انسان‌های امروزی وجود دارد. او تفاوت نسبت اندازهٔ اعضای بدن نئاندرتال‌ها با انسان‌های امروزی و تودهٔ عضلانی بیشتر آن‌ها را نتیجهٔ سازگاری برای دویدن سرعتی به جای فیزیک انسان امروزی که بر استقامت متمرکز است، دانست؛ زیرا شکار با تعقیب مداوم تنها در آب و هوای گرم مؤثر است، جایی که شکارچی می‌تواند طعمه را تا گرمازدگی بدواند. نئاندرتال‌ها استخوان پاشنهٔ بلندتری داشتند که تواناییشان را برای دویدن استقامتی کاهش می‌داد. اندام‌های کوتاه‌ترشان باعث کاهش گشتاور بازو در اندام‌ها می‌شد و نیروی چرخشی خالص بیشتری را در مچ دست و پا ایجاد می‌کرد که حاصلش شتاب سریع‌تر بود. اریک ترینکاس، دیرین‌مردم‌شناس آمریکایی، در سال ۱۹۸۱ به این توضیح جایگزین اشاره کرده بود، اما آن را کم‌احتمال‌تر می‌دانست.

### چهره

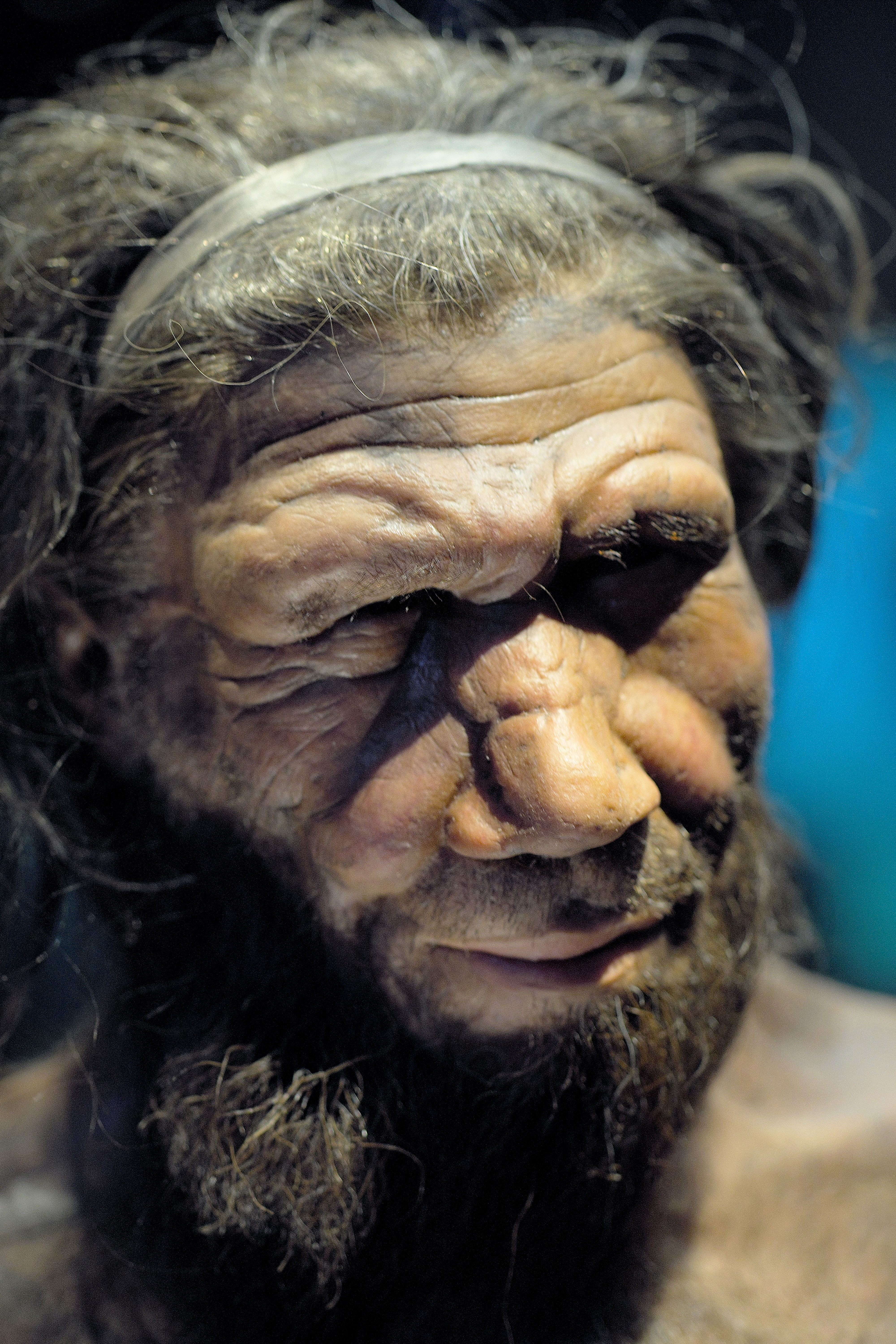
بازسازی مرد نئاندرتال؛ موزه تاریخ طبیعی لندن.

نئاندرتال‌ها چانه‌های کم‌تر کشیده، پیشانی‌های شیب‌دار و بینی‌های بلندتر، پهن‌تر و بیرون‌زده‌تری نسبت به انسان‌های امروزی داشتند. جمجمهٔ نئاندرتال‌ها معمولاً کشیده‌تر، اما هم‌زمان پهن‌تر و کروی‌تر از جمجمهٔ اکثر انسان‌های امروزی است و برجستگی پس‌سری دارد، اگرچه این برجستگی در جمجمهٔ برخی انسان‌های امروزی نیز دیده می‌شود. برجستگی پس‌سری وقتی قاعده جمجمه و استخوان‌های گیجگاهی بالاتر و جلوتر و همچنین فرق سر صاف‌تر باشد ایجاد می‌شود.
ویژگی مشخص چهرهٔ نئاندرتال‌ها پیش‌آمدگی آرواره در میانهٔ صورت است؛ قوس گونهٔ آنان نسبت به انسان‌های امروزی در موقعیت عقب‌تری قرار دارند و استخوان‌های فک بالا و استخوان‌های بینی‌شان رو به جلوتر هستند. تخم چشم نئاندرتال‌ها بزرگ‌تر از انسان‌های امروزی است. تحقیقی نتیجه گرفته است که تخم چشم بزرگ‌تر به دلیل توانایی‌های بینایی پیشرفته‌تر نئاندرتال‌ها بوده و به قیمت عدم فرگشت نوقشر مغز و توانایی‌های اجتماعی‌شان تمام شده است. با این حال، این تحقیق توسط محققان دیگری رد شد که معتقد بودند اندازهٔ تخم چشم شاهدی بر میزان توانایی‌های شناختی نئاندرتال‌ها یا انسان‌های امروزی نیست.
توضیح علمی مرسوم دربارهٔ بینی برجستهٔ نئاندرتال‌ها و سینوس‌های پارانازال این است که نقش گرم‌کنندهٔ هوا هنگام ورود به ریه‌ها و حفظ رطوبت داشته است («فرضیهٔ رادیاتور بینی»)؛ اگر بینی آن‌ها پهن‌تر می‌بود، با بینی باریکی که در دیگر جانوران سازگار با سرما دیده می‌شود تفاوت می‌داشت و در عوض، می‌شد این‌طور توضیح داد که محصول رانش ژنی بوده است. همچنین، سینوس‌های پهن آن‌ها به‌طور غیرعادی بزرگ نیستند و از نظر اندازه با سینوس‌های انسان‌های امروزی قابل مقایسه است. با این حال، اگر اندازهٔ سینوس عامل مهمی برای تنفس هوای سرد نباشد، عملکرد واقعی آن‌ها نامشخص خواهد بود؛ بنابراین ممکن است نشانگر خوبی برای تشخیص فشارهای فرگشتی که منجر به این نوع بینی‌ها شده نباشد. علاوه بر این، بازسازی کامپیوتری بینی نئاندرتال و الگوهای پیش‌بینی‌شدهٔ بافت نرم، شباهت‌هایی با مردمان قطبی امروزی نشان می‌دهد، به این معنی که احتمالاً بینی‌های هر دو گروه برای تنفس هوای سرد و خشک به‌طور هم‌گرا فرگشت یافته‌اند.
نئاندرتال‌ها فک‌های نسبتاً بزرگی داشتند که زمانی گفته می‌شد به دلیل نیروی گازگرفتن زیاد آن‌ها بوده و مدرکش سایش شدید دندان‌های جلویی نئاندرتال‌ها («فرضیهٔ فشار دندان‌های قدامی») بود، اما الگوهای سایش مشابهی در انسان‌های معاصر نیز دیده می‌شود. همچنین ممکن است اندازهٔ بزرگ فک‌هایشان برای جای دادن دندان‌های بزرگ‌تر فرگشت یافته باشد تا در برابر سایش و فرسایش مقاومت بیشتری داشته باشد و لذا سایش بیشتر روی دندان‌های جلویی نسبت به دندان‌های عقبی احتمالاً ناشی از استفاده مکرر بوده است. الگوهای سایش دندان نئاندرتال‌ها شبیه‌ترین الگوها به جوامع اینوئیت امروزی است. دندان‌های پیش آن‌ها بزرگ و کلنگ‌مانند هستند و در مقایسه با انسان‌های امروزی، شیوع غیرمعمول بالایی از تورودونتیسم داشتند؛ تورودونتیسم وضعیتی است. در آن دندان‌های آسیای بزرگ به دلیل مغز دندان بزرگ‌تر، حجیم‌تر هستند. زمانی تصور می‌شد که تورودونتیسم در واقع ویژگی متمایز نئاندرتال‌ها بوده است که به آن‌ها قابلیت خاصی می‌داد یا ناشی از استفاده مکرر بود، اما به احتمال زیاد فقط محصول رانش ژنی بوده است. در حال حاضر تصور می‌شود که نیروی گازگرفتن نئاندرتال‌ها و انسان‌های امروزی تقریباً یکسان است، حدود ۲۸۵ و ۲۵۵ نیوتن به ترتیب برای مردان و زنان انسان‌های امروزی.

### مغز

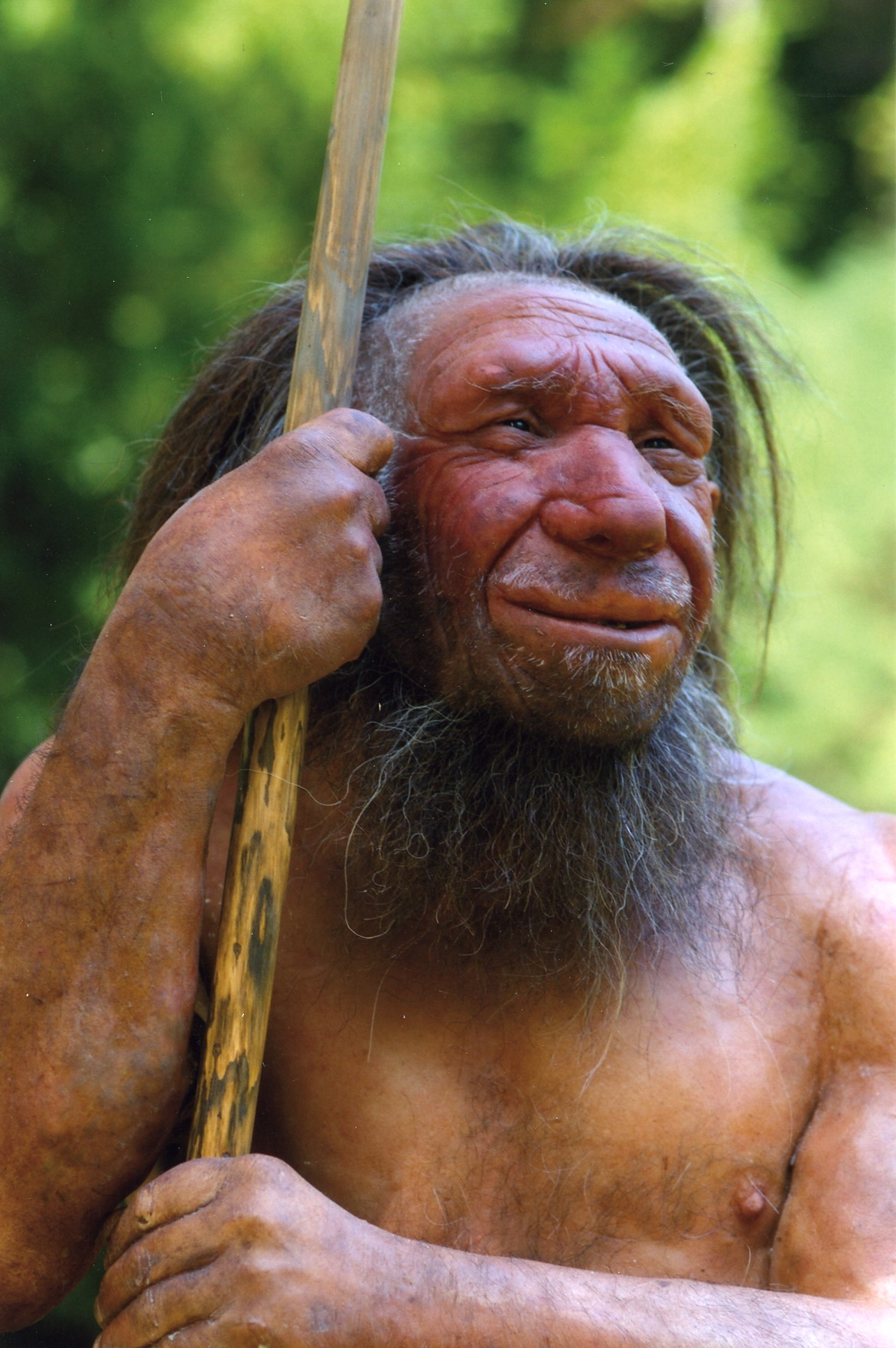
بازسازی پیرمرد نئاندرتال

جمجمهٔ نئاندرتال‌ها به‌طور میانگین برای مردان ۱٬۶۴۰ و برای زنان ۱٬۴۶۰ سانتی‌متر مکعب است که به‌طور قابل توجهی از میانگین تمام گروه‌های انسان‌های امروزی بزرگ‌تر است؛ برای مثال، میانگین جمجمهٔ مردان اروپایی امروزی ۱٬۳۶۲ و زنان ۱٬۲۰۱ سانتی‌متر مکعب است. میانگین جمجمهٔ ۲۸ نمونهٔ انسان امروزی از ۱۹۰٬۰۰۰ تا ۲۵٬۰۰۰ سال پیش — بدون لحاظ کردن جنسیت — حدود ۱٬۴۷۸ سانتی‌متر مکعب بوده است و به نظر می‌رسد اندازهٔ مغز انسان‌های امروزی از دورهٔ پارینه‌سنگی زیرین کاهش یافته است. بزرگ‌ترین مغز نئاندرتال متعلق به عمود ۱ است که با ۱٬۷۳۶ سانتی‌متر مکعب یکی از بزرگ‌ترین مغزهای کشف شده میان تمام میمون‌های بزرگ است. میانگین نوزادان نئاندرتال و انسان هر دو حدود ۴۰۰ سانتی‌متر مکعب است.
وقتی که از پشت به جمجمهٔ نئاندرتال‌ها نگاه شود، ظاهر آن گردتر، پهن‌تر و پایین‌تر از انسان‌های دارای آناتومی مشابه انسان امروزی دیده می‌شود. این شکل مشخص را «شبیه بمب» می‌نامند و مختص نئاندرتال‌هاست؛ تمام گونه‌های دیگر انسانیان (از جمله اکثر انسان‌های امروزی) هنگام نگاه از پشت، معمولاً طاق جمجمهٔ باریک و نسبتاً عمودی دارند. مغز نئاندرتال‌ها دارای لوب‌های آهیانه‌ای نسبتاً کوچک‌تر و مخچه بزرگ‌تری بوده است. لوب‌های پس‌سری نئاندرتال‌ها نیز بزرگ‌ترند (مرتبط با «برجستگی پس‌سری» در آناتومی جمجمهٔ نئاندرتال و همچنین پهنای بیشتر جمجمهٔ آن‌ها) که می‌تواند نشان دهد تناسب حجم مناطق داخلی مغزشان در مقایسه با انسان تفاوت داشته است و این با آنچه در جمجمه‌های فسیلی دیده می‌شود نیز مطابقت دارد. مغز آن‌ها همچنین دارای قطب‌های بزرگ‌تر لوب گیجگاهی، قشر اوربیتوفرونتال پهن‌تر و پیاز بویایی بزرگ‌تر است که نشان‌دهندهٔ تفاوت‌های احتمالی در درک زبان و ارتباط با احساسات (عملکردهای گیجگاهی)، تصمیم‌گیری (قشر اوربیتوفرونتال) و حس بویایی (پیاز بویایی) میان نئاندرتال و انسان امروزی است. مغز نئاندرتال‌ها همچنین نرخ‌های متفاوتی از رشد و نمو مغز نشان می‌دهد. این تفاوت‌ها، اگرچه جزئی هستند، در پروسهٔ انتخاب طبیعی مؤثر بوده و می‌توانند مبنای تفاوت‌های موجود در بقایای مادی از انسان‌های امروزی و نئاندرتال‌ها در مواردی مانند یافته‌های مرتبط با رفتارهای اجتماعی، نوآوری‌های تکنولوژیکی و ساخته‌های هنری باشند و دلیل تفاوت این تفاوت‌ها را روشن کنند.

### پوست و مو
کمبود نور خورشید به احتمال زیاد به پیدایش پوست روشن‌تر در نئاندرتال‌ها منجر شده است. با این حال، اخیراً این فرضیه مطرح شده که پوست روشن در اروپایی‌های امروزی شاید تا عصر برنز چندان فراگیر نبوده است. از نظر ژنتیکی، ژن BNC2 که با رنگ پوست روشن مرتبط است، در نئاندرتال‌ها وجود داشته است؛ با این حال، نوع دومی از BNC2 نیز در آن‌ها وجود داشته که در بانک زیستی بریتانیا با جمعیت‌های امروزی دارای رنگ پوست تیره‌تر مرتبط است. آنالیز دی‌ان‌ای سه زن نئاندرتال از اروپای جنوب شرقی نشان می‌دهد آن‌ها چشمان قهوه‌ای، پوست تیره و موهای قهوه‌ای داشته‌اند و یکی از آن‌ها سرخ مو بوده است.
در انسان‌های امروزی، رنگ پوست و مو توسط هورمون ملانوسیت-استیمولاتینگ که باعث افزایش نسبت یوملانین (رنگدانهٔ سیاه) به فئوملانین (رنگدانهٔ قرمز) می‌شود، تنظیم شده که توسط ژن MC1R رمزگذاری می‌شود. در انسان‌های امروزی پنج واریانت از این ژن وجود دارد که باعث خنثی شدنش شده و مرتبط با رنگ پوست و موی روشن هستند. واریانت ناشناختهٔ دیگری از این ژن در نئاندرتال‌ها (نوع R307G) وجود دارد که می‌تواند با پوست خیلی روشن و موی قرمز مرتبط باشد. واریانت R307G در نئاندرتالی از مونتی لیسینی ایتالیا و احتمالاً کوئوا دل سیدرون اسپانیا شناسایی شده است. با این حال، مانند انسان‌های امروزی، قرمز احتمالاً رنگ موی چندان رایجی در نئاندرتال‌ها نبوده است زیرا این نوع در بسیاری از نئاندرتال‌های توالی‌یابی‌شدهٔ دیگر وجود ندارد.

### سوخت‌وساز
حداکثر طول عمر طبیعی، زمان رسیدن به بزرگسالی، یائسگی و آبستنی در نئاندرتال‌ها به احتمال زیاد بسیار شبیه انسان‌های امروزی بوده است. با این حال، بر اساس نرخ رشد دندان‌ها و مینای دندان نئاندرتال‌ها، فرضیه‌ای مطرح شده که آن‌ها سریع‌تر از انسان‌های امروزی بالغ می‌شدند، اگرچه این فرضیه با زیست‌نشانگرهای سنی تأیید نمی‌شود. تفاوت‌های اصلی در بلوغ، استخوان اطلس در گردن و همچنین مهره‌های میانی سینه‌ای است که در نئاندرتال‌ها حدود ۲ سال دیرتر از انسان‌های امروزی جوش می‌خورد، اما محتملا این بیشتر محصول تفاوت در آناتومی و نه نرخ رشد بوده است.
به‌طور کلی، مدل‌های بازسازی شده دربارهٔ کالری موردنیاز نئاندرتال‌ها، این‌گونه نشان می‌دهند که آن‌ها مصرف بسیار بالاتری نسبت به انسان‌های امروزی داشته‌اند، زیرا معمولاً فرض می‌شود که نئاندرتال‌ها به دلیل تودهٔ عضلانی بیشتر، نرخ رشد سریع‌تر و تولید گرمای بدن بیشتر برای مقابله با سرما، دارای نرخ سوخت‌وساز پایهٔ بالاتری بوده‌اند و همچنین به این دلیل که روزانه مسافت بیشتری برای جستجوی غذا طی می‌کردند، سطوح فعالیت بدنی روزانهٔ بالاتری داشته‌اند؛ برایان هوکت، باستان‌شناس آمریکایی، برآورد می‌کند یک نئاندرتال باردار ۵٬۵۰۰ کالری در روز مصرف می‌کرده است؛ این مستلزم مصرف بسیار زیاد گوشت جانوران بزرگ بوده است؛ چنین رژیمی باعث کمبودهای متعدد یا مسمومیت‌های تغذیه‌ای می‌شد، بنابراین او نتیجه گرفت که این‌ها مفروضات ضعیفی هستند.
ممکن است نئاندرتال‌ها در نور کمتر — نسبت به نور شدید روز — فعال‌تر بوده‌اند، زیرا آن‌ها در مناطقی زندگی می‌کردند که در زمستان روزهای کوتاه‌تری داشت، به شکار جانوران بزرگ می‌پرداختند (چنین شکارچیانی معمولاً برای تقویت تاکتیک‌های کمین در شب شکار می‌کنند) و چشمان و مراکز پردازش بینایی بزرگی داشتند. از نظر ژنتیکی، کوررنگی (که ممکن است بینایی گرگ‌ومیشی را تقویت کند) معمولاً در جمعیت‌های ساکن عرض‌های شمالی دیده می‌شود و نئاندرتال‌های غار ویندیای کرواسی جایگزینی‌هایی در ژن‌های اُپسین داشتند که می‌توانست بر بینایی رنگی تأثیر بگذارد. با این حال، پیامدهای عملکردی این جایگزینی‌ها قطعی نیستند. همچنین، الل‌های مشتق‌شده از نئاندرتال‌ها نزدیک ژن‌های ASB1 و EXOC6 با فرد جغد شب، حمله خواب و چرت زدن در طول روز مرتبط است.

### آسیب‌شناسی
نئاندرتال‌ها از آسیب‌های جسمی شدید به میزان زیادی رنج می‌بردند، به طوری که برآورد می‌شود در ۷۹ تا ۹۴٪ نئاندرتال‌های یافت شده، نشانه‌هایی از آسیب‌های عمدهٔ بهبود وجود دارد. از این میان، ۳۷ تا ۵۲٪ به شدت مجروح شده و ۱۳ تا ۱۹٪ قبل از رسیدن به بزرگسالی آسیب دیده بودند. شانه‌در ۱ نمونهٔ خیلی حادی است و علائم قطع بازوی راست در او دیده می‌شود که احتمالاً به دلیل جوش نخوردن استخوان پس از شکستگی در نوجوانی بوده است. او همچنین عفونت استخوان در ترقوهٔ چپ، گام برداشتن غیرطبیعی، مشکلات بینایی در چشم چپ و احتمالاً کم‌شنوایی (شاید گوش شناگر) داشته است. اریک ترینکاس در سال ۱۹۹۵ برآورد کرد که حدود ۸۰٪ نئنادرتال‌های یافت شده بر اثر جراحات پیش از ۴۰ سالگی مرده‌اند و بنابراین این نظریه را مطرح کرد که نئاندرتال‌ها استراتژی شکار پرخطری («فرضیهٔ سوارکار رودیو») داشتند. با این حال، در میزان آسیب‌های جمجمه‌ای نئاندرتال‌ها و انسان‌های امروزیِ دورهٔ پارینه‌سنگی میانه تفاوت معناداری وجود ندارد (اگرچه به نظر می‌رسد نئاندرتال‌ها خطر مرگ و میر بالاتری داشته‌اند)، نمونه‌های کمی از انسان‌های امروزی پارینه‌سنگی زبرین و نئاندرتال‌هایی وجود دارند که بیش از ۴۰ سال عمر کرده باشند، و به‌طور کلی الگوهای آسیب مشابهی در آن‌ها دیده می‌شود. اریک ترینکاس در سال ۲۰۱۲ نتیجه گرفت نئاندرتال‌ها به جای استراتژی شکار پرخطر، به همان شیوهٔ انسان‌های امروزی دچار آسیب می‌شدند؛ مثلاً دعواهای شخصی.
تحقیقی در سال ۲۰۱۶ با بررسی ۱۲۴ نمونهٔ نئاندرتال نتیجه گرفت نرخ بالای آسیب نه حاصل خشونت فردی، بلکه ناشی از حمله جانوران بوده است و دریافت که حدود ۳۶٪ از نمونه‌ها قربانی حملات خرس، ۲۱٪ حملات گربه‌سانان بزرگ و ۱۷٪ حملات گرگ بوده‌اند (در مجموع ۹۲ مورد از ۱۲۴ نمونه؛ ۷۴٪). هیچ موردی از حملهٔ کفتار وجود نداشت، اگرچه احتمالاً کفتارها حداقل اگر فرصت مناسبی پیش می‌آمد به نئاندرتال‌ها حمله می‌کردند. این آسیب‌ها احتمالاً ناشی از رویارویی‌های مکرر به دلیل رقابت بر سر غذا و غار و همچنین شکار این گوشتخواران توسط نئاندرتال‌ها بوده است.

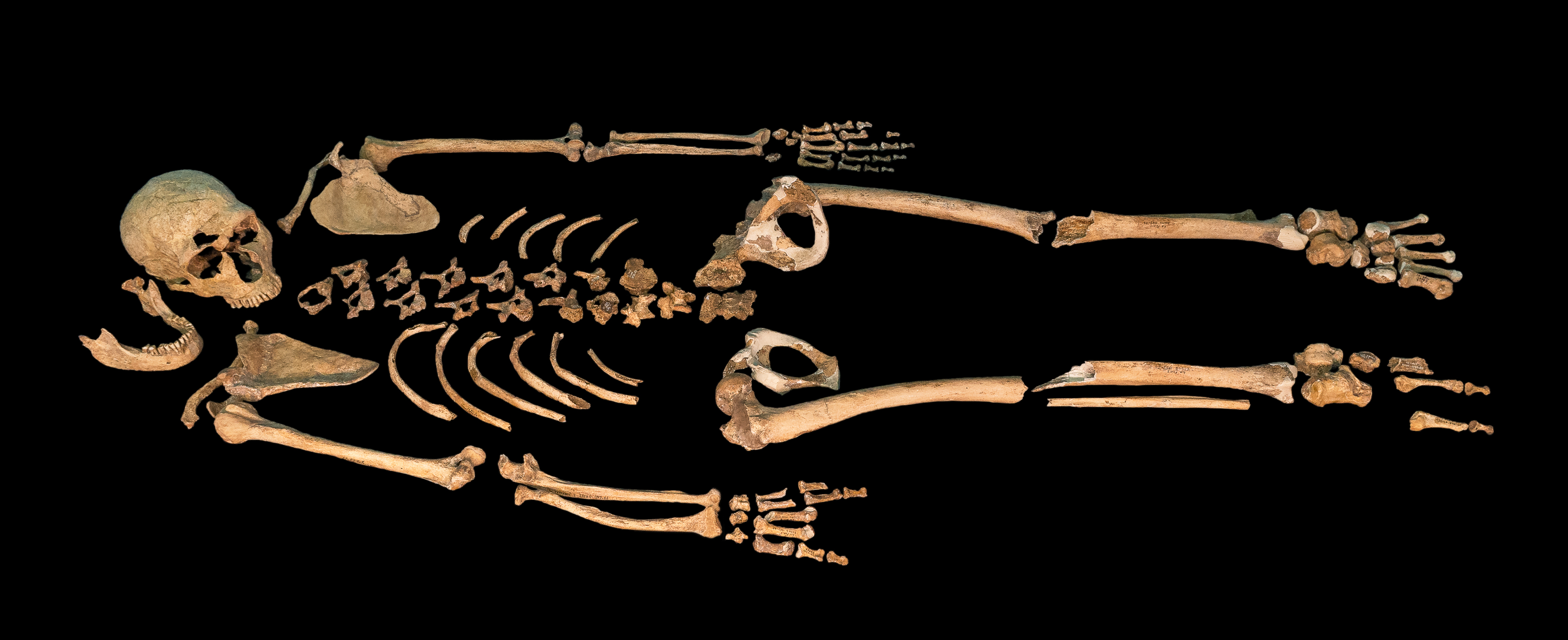
اسکلت لا فراسی ۱ در موزهٔ انسان پاریس

جمعیت کم باعث تنوع ژنتیکی پایین و احتمالاً همخونی می‌شد که توانایی یک جمعیت برای حذف جهش‌های مضر (افسردگی همخونی) را کاهش می‌داد. با این حال، مشخص نیست این امر چگونه بر بار ژنتیکی یک نئاندرتال تأثیر می‌گذاشته و بنابراین، آیا این باعث نرخ بالاتری از ناهنجاری‌های مادرزادی نسبت به انسان‌های امروزی می‌شده است یا خیر. با این همه، ۱۳ ساکن غار سیدرون در مجموع نشانه‌هایی از ۱۷ ناهنجاری مادرزادی مختلف دارند که احتمالاً ناشی از همخونی یا اختلالات مغلوب بوده است. در لا-شاپل-او-سن ۱ علائم بیماری باستروپ که بر ستون فقرات تأثیر می‌گذاشت دیده می‌شود. او همچنین آرتروز داشت. این‌ها احتمالاً عوارض سن بالا (۶۰ یا ۷۰ سالگی) بوده است. تشخیص داده شده شانه‌در ۱ که احتمالاً در حدود ۳۰ یا ۴۰ سالگی مرده به هیپراستوز اسکلتال منتشر ایدیوپاتیک (DISH) — بیماری تخریبی که می‌تواند حرکت را محدود کند — مبتلا بوده است. در صورت صحت این تشخیص، این حاکی از نرخ نسبتاً بالای ابتلا به این بیماری در نئاندرتال‌های مسن‌تر است.
نئاندرتال‌ها در معرض بیماری‌های عفونی و انگل‌های مختلفی قرار داشتند. احتمالاً انسان‌های امروزی بیماری‌هایی به آن‌ها منتقل کردند؛ یک نمونهٔ احتمالی باکتری معده‌ای هلیکوباکتر پیلوری است. همچنین ممکن است واریانت ۱۶A ویروس پاپیلوم انسانی امروزی از آمیزش با نئاندرتال‌ها به وجود آمده باشد. نئاندرتالی در غار سیدرون اسپانیا شواهدی از عفونت دستگاه گوارش با انتروسیتوزون بینوسی نشان می‌دهد. استخوان‌های پای لا فراسی ۱ دارای ضایعاتی است که با پریوستیت (التهاب بافت پوشانندهٔ استخوان) مطابقت دارد و احتمالاً ناشی از استئوآرتروپاتی هیپرتروفیک است که عمدتاً به دلیل عفونت سینه یا سرطان ریه ایجاد می‌شود. با وجود اینکه برخی از جمعیت‌های نئاندرتال به مقدار زیاد غذاهای معمولاً پوسیدگی‌زا مصرف می‌کردند، میزان پوسیدگی دندان کمتری نسبت به انسان‌های امروزی داشتند — این می‌تواند به معنای عدم وجود باکتری‌های دهانی ایجاد کنندهٔ پوسیدگی، به ویژه استرپتوکوک موتانس باشد.
دو کودک نئاندرتال‌مانند ۲۵۰-هزارساله از پایرهٔ فرانسه قدیمی‌ترین موارد شناخته شدهٔ مسمومیت با سرب در تمام انسان‌تباران هستند. آن‌ها در دو نوبت مجزا در معرض سرب قرار گرفته بودند – یا از طریق غذا یا آب آلوده، یا از طریق استنشاق دودِ حاوی سرب آتش. دو معدن سرب در فاصلهٔ ۲۵ کیلومتری از محل وجود دارد.

## فرهنگ و رفتار

### ساختار اجتماعی

#### پویایی گروه

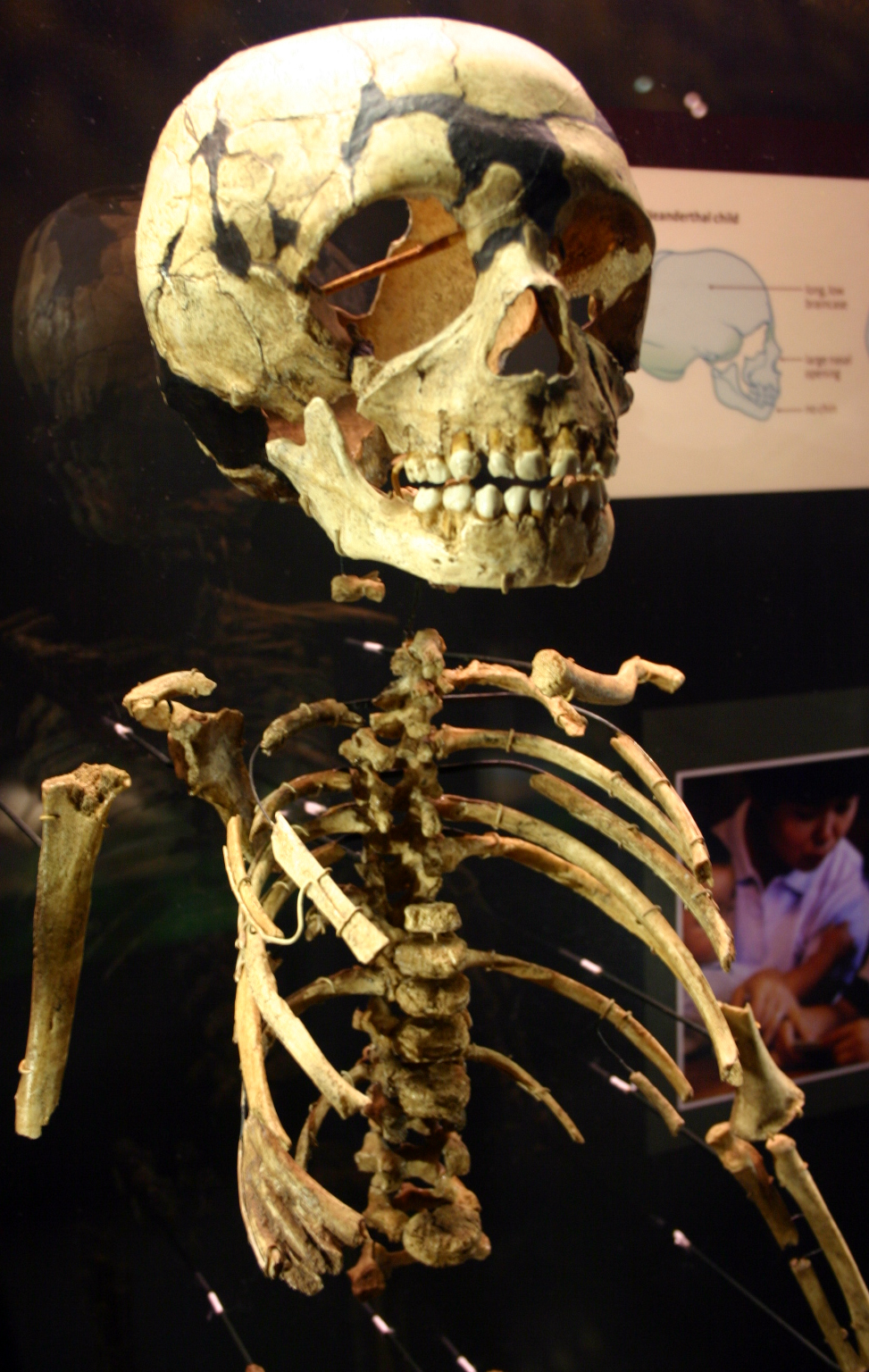
اسکلت کودک نئاندرتال؛ یافته شده در فرانسه، اکنون در موزه ملی تاریخ طبیعی آمریکا

گروه‌های نئاندرتال‌ها به احتمال زیاد نسبت به انسان‌های امروزی پراکنده‌تر بودند و تراکم کمتری در یک منطقه داشتند، اما باور بر آن است که میانگین اندازهٔ گروه‌های آن‌ها ۱۰ تا ۳۰ نفر بوده که مشابه انسان‌های شکارچی-گردآورنده است. شواهد معتبری در مورد ترکیب گروه‌های نئاندرتال‌ها از کوئوا دل سیدرون اسپانیا و ردپاهای لو روزل فرانسه به دست آمده است: بقایای کوئوا دل سیدرون متعلق به ۷ بزرگسال، ۳ نوجوان، ۲ خردسال و یک نوزاد است؛ لو روزل فرانسه، بر اساس اندازهٔ ردپاها، گروهی ۱۰ تا ۱۳ نفره را نشان می‌دهد که ۹۰٪ آن‌ها نوجوان و خردسال بوده‌اند.
آنالیز دندان‌های یک کودک نئاندرتال در سال ۲۰۱۸ میلادی نشان داد او را پس از ۲٫۵ سال از شیر گرفتند که مشابه جوامع شکارچی-گردآورندهٔ انسانی است. این کودک همچنین متولد بهار بوده است که این هم با انسان‌های امروزی و سایر پستاندارانی که چرخه‌های زاد و ولدشان با چرخه‌های محیطی همزمان است، مطابقت دارد. پل پتیت، باستان‌شناس بریتانیایی، بر اساس بیماری‌هایی مانند توقف رشد که ناشی از استرس بالا در سن کم هستند، این فرضیه را مطرح می‌کند که پسران و دختران نئاندرتال‌ها مستقیماً پس از از شیر گرفته شدن به کار گمارده می‌شدند؛ اریک ترینکاس می‌گوید ممکن است نئاندرتال‌ها پس از رسیدن به نوجوانی در شکار جانوران بزرگ و خطرناک کمک می‌کردند. با این حال، ضربات استخوانی در بقایای نئاندرتال‌ها با اینوئیت‌های امروزی قابل مقایسه است که می‌تواند حاکی از شباهت دوران کودکی نئاندرتال‌ها و انسان‌های امروزی باشد. علاوه بر این، توقف رشد می‌توانسته ناشی از زمستان‌های سخت و دوره‌های کمبود غذا نیز بوده باشد.
در برخی محوطه‌ها به نظر حداکثر سه نئاندرتال یافت شده‌اند؛ این‌ها می‌توانند محل زندگی خانواده‌های هسته‌ای یا سکونت‌گاه‌های موقت گروه‌هایی مانند شکارچیان بوده باشند. با توجه به اینکه در غارها یافته‌های مادی مرتبط به فصل‌ها (مانند غذای خاص هر فصل) پیدا شده، به احتمال زیاد گروه‌ها در طی فصول بین غارهای خاصی جابه‌جا می‌شدند و در نسل‌های بعد به همان مکان‌ها بازمی‌گشتند. برخی از محوطه‌ها ممکن است برای بیش از ۱۰۰ سال مورد استفاده قرار گرفته باشند. خرس‌های غارنشین احتمالاً برای سکونت در غارها با نئاندرتال‌ها رقابت شدیدی داشته‌اند، و از ۵۰ هزار سال پیش به بعد شواهد دال بر کاهش جمعیت خرس‌های غارنشین است (اگرچه انقراض خرس غارنشین مدت‌ها پس از انقراض نئاندرتال‌ها اتفاق افتاده است). نئاندرتال‌ها همچنین ترجیح می‌دادند در غارهایی ساکن شوند که دهانهٔ آن‌ها رو به جنوب باشد.
نئاندرتال‌ها عموماً غارنشین دانسته می‌شوند و غار «پایگاه اصلی» آن‌ها بوده است، اما سکونت‌گاه‌های روبازی هم در نزدیکی غارها در سرزمین شام یافت شده که می‌تواند نشان‌دهندهٔ تحرک بین پایگاه‌های غاری و روباز در این منطقه باشد. شواهد مربوط به سکونت‌گاه‌های روباز دائمی از عین قشیش در اسرائیل و مولداوی ۱ در اوکراین به دست آمده است. اگرچه به نظر می‌رسد نئاندرتال‌ها توانایی سکونت در طیف وسیعی از محیط‌ها — از جمله دشت و فلات — را داشته‌اند، اما به‌طور کلی سکونت‌گاه‌های روباز نئاندرتال‌ها به عنوان محل کشتار و قصابی شکار در نظر گرفته می‌شود تا محل زندگی. بقایای اولین خانوادهٔ نئاندرتال شناخته‌شده (شش بزرگسال و پنج کودک) در سال ۲۰۲۲ از غار چاگیرسکایا در کوه‌های آلتای در جنوب سیبری روسیه کشف شد. این خانواده شامل پدر، دختر و ظاهراً عموزاده‌ها می‌شده و به احتمال زیاد همه با هم مرده‌اند، شاید بر اثر گرسنگی.

#### روابط میان‌گروهی

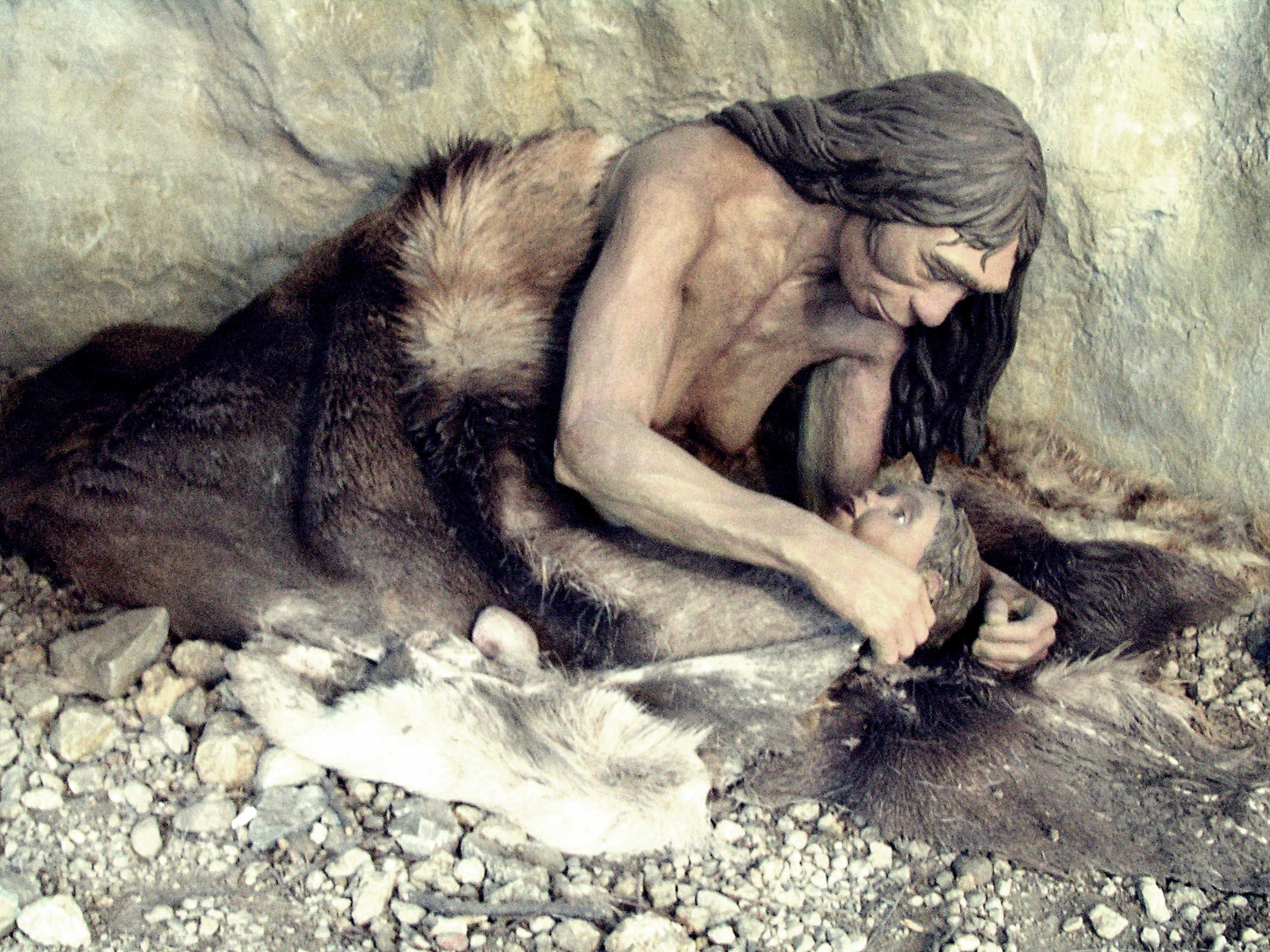
بازسازی مادر و کودک نئاندرتال؛ موزه‌ای در جمهوری چک

برین هایدن، باستان‌مردم‌شناس کانادایی، می‌گوید جمعیت نئاندرتال خوداتکایی که از همخونی اجتناب ورزد، به حدود ۴۵۰–۵۰۰ عضو نیاز دارد و اینان باید برای حفظ جمعیتشان با ۸ تا ۵۳ گروه دیگر در تعامل و آمیزش باشند. آنالیز دی‌ان‌ای میتوکندریایی نئاندرتال‌های کوئوا دل سیدرون اسپانیا نشان داد سه مرد بالغ از تبار مادری یکسانی بودند، حال آنکه سه زن بالغ به تبارهای مختلفی تعلق داشتند. این یافته شاهدی بر سکونت مردسالارانه است — یعنی اینکه زن برای زندگی با جفتش از گروه خود جدا می‌شده است. با این حال، دی‌ان‌ای زن نئاندرتالی از غار دنیسووای روسیه نشان می‌دهد او دارای ضریب همخونی ۱⁄۸ بوده است (والدینش یا خواهر و برادر ناتنی با مادر مشترک، یا عموزاده‌های درجه دوم، عمو و خواهرزاده، یا عمه و برادرزاده، یا پدربزرگ و نوهٔ دختری یا مادربزرگ و نوهٔ پسری بوده‌اند) و در ساکنان کوئوا دل سیدرون نیز چندین ناهنجاری دیده می‌شود که ممکن است ناشی از همخونی یا اختلالات ژنتیکی ارثی باشد.
هایدن با توجه به اینکه بیشتر مصنوعات نئاندرتال‌ها از فاصله‌ای کمتر ۵ کیلومتر از محل سکونت اصلی به دست آمده است، نتیجه می‌گیرد که احتمالاً این گروه‌ها خیلی باهم در ارتباط نبوده‌اند. همچنین، نقشه‌برداری از مغز نئاندرتال‌ها در کنار اندازهٔ کوچک گروه و تراکم پایین جمعیت آن‌ها نشان می‌دهد آن‌ها توانایی محدودی برای تعامل بین گروهی و داد و ستد داشته‌اند. با این حال، تعداد معدودی از مصنوعات نئاندرتال‌ها در یک سکونت‌گاه شاید در اصل از ۲۰، ۳۰، ۱۰۰ و ۳۰۰ کیلومتری دورتر به آنجا آورده شده باشد. هایدن بر اساس این یافته گمانه‌زنی می‌کند که گروه‌های بزرگ‌تری بوده‌اند که از پیوند گروه‌های کوچک‌تر به وجود می‌آمدند و عملکردی شبیه به جوامع شکارچی-گردآورنده با تراکم پایین در صحرای غرب استرالیا داشته‌اند. محدودهٔ این گروه‌های بزرگ‌تر به‌طور کلی ۱۳٬۰۰۰ کیلومتر مربع را در بر می‌گرفته است؛ هر گروه کوچک‌تر ۱٬۲۰۰ تا ۲٬۸۰۰ کیلومتر مربع به خود اختصاص می‌داد و این گروه‌ها برای جفت‌گیری یا مقابله با دشمنان و کمبود منابع با یکدیگر متحد بوده‌اند.
به‌طور مشابه، انسان‌شناس بریتانیایی ایلئونید پیرس و باستان‌شناس قبرسی تئودورا موتسیو بر اساس جابجایی ابسیدین تا ۳۰۰ کیلومتر دورتر از منبع توسط نئاندرتال‌ها — که شبیه الگوی جابجایی ابسیدین توسط جوامع انسان شکارچی-گردآورنده است — این فرضیه را مطرح می‌کنند که نئاندرتال‌ها احتمالاً توانایی تشکیل قبایل قومی-زبانی گستردهٔ جغرافیایی با جمعیتی بیش از ۸۰۰ نفر داشته‌اند. با این حال، طبق مدل پیرس و موتسیو، نئاندرتال‌ها به دلیل جمعیت بسیار پایین‌ترشان، به اندازهٔ انسان‌های امروزی در حفظ جوامع خود کارآمد نبوده‌اند. هایدن می‌گوید محوطهٔ لا فِراسی در فرانسه که در آن شش یا هفت نئاندرتال یافت شده، شبیه به گورستان است؛ یافته‌های مشابه از انسان‌های امروزی به‌طور معمول مدرکی از گروهی مشارکتی در نظر گرفته می‌شود که هویت اجتماعی متمایز خودشان را داشته‌اند و به داد و ستد، تولید و غیره مشغول بوده‌اند. لا فِراسی همچنین در یکی از غنی‌ترین مسیرهای مهاجرت جانوران در اروپای پلیستوسن واقع شده است.

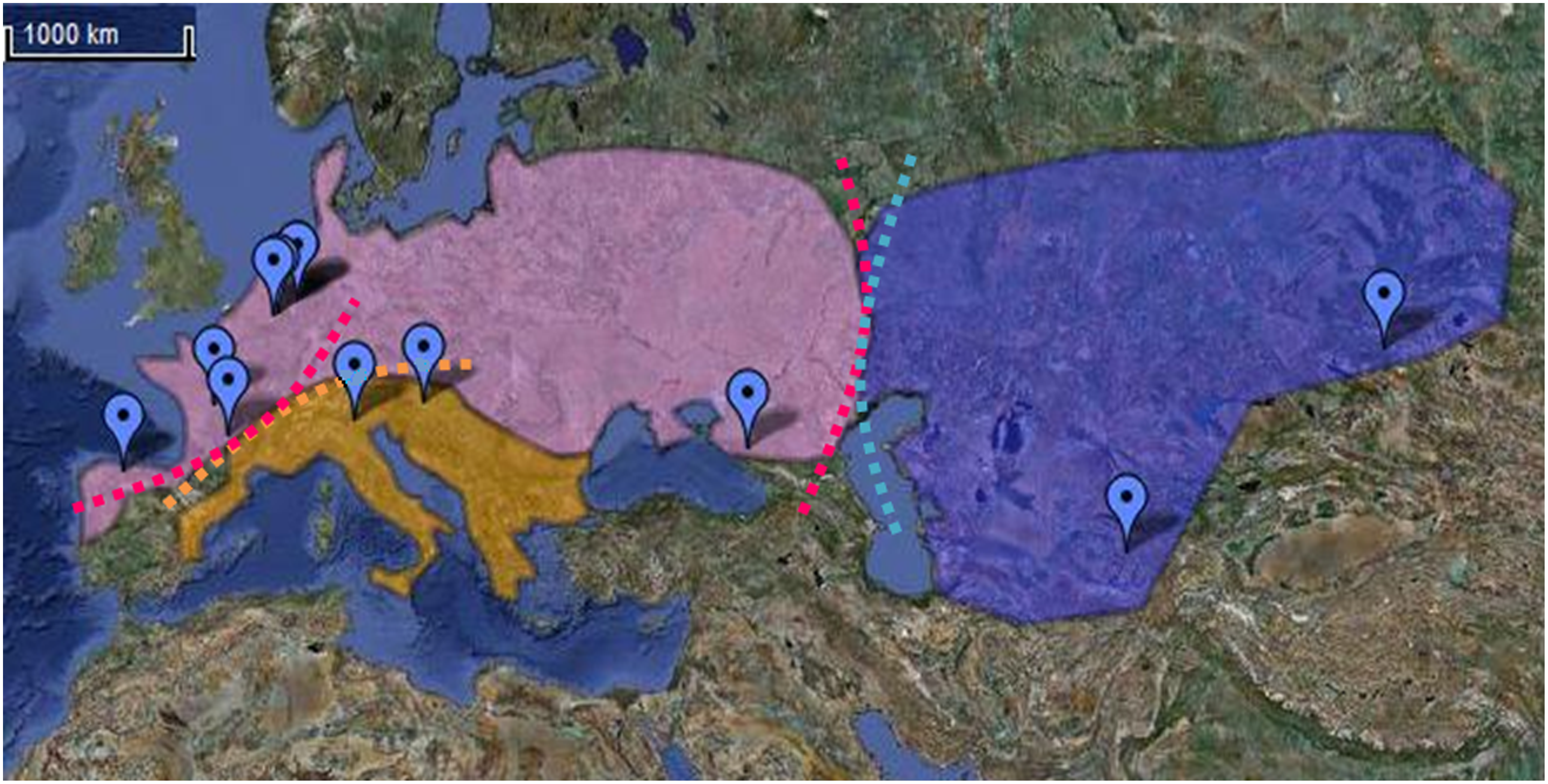
نئاندرتال‌ها از نظر ژنتیکی به سه منطقهٔ متمایز بالا تقسیم می‌شوند. نقطه‌ها نشانهٔ نئاندرتال‌هایی است که نمونه برداری شده‌اند.

آنالیز ژنتیکی نشان می‌دهد حداقل سه گروه جغرافیایی متمایز وجود داشته است — اروپای غربی، سواحل مدیترانه و شرق قفقاز — و مهاجرت‌هایی بین این مناطق هم اتفاق می‌افتاده است. صنایع سنگی موستری اروپای غربیِ پسایخبندان را نیز می‌توان به‌طور کلی به سه منطقهٔ کلان متمایز تقسیم کرد: موستری با سنت آشولی در جنوب غربی، میکوکی در شمال شرقی و موستری با ابزار دو تیغه بین دو منطقهٔ اول. مورد سوم ممکن است در واقع نشان‌دهندهٔ تعامل و ادغام دو فرهنگ مختلف باشد. نئاندرتال‌های جنوبی از نظر آناتومی با نمونه‌های شمالی تفاوت‌های منطقه‌ای دارند: فک کم‌برآمده‌تر، شکاف کوتاه‌تر پشت دندان‌های آسیاب و استخوان فک عمودی بالاتر. همهٔ این‌ها حکایت از آن دارد که جوامع نئاندرتال به‌طور منظم با جوامع همجوار در داخل یک منطقه تعامل داشته‌اند، اما با مناطق دیگر نه زیاد.
به هر حال، شواهدی از مهاجرت گستردهٔ میان‌قاره‌ای در طول دوره‌های طولانی وجود دارد؛ نمونه‌های اولیه از غار مزمایسکایای قفقاز و غار دنیسووای سیبری از نظر ژنتیکی با نمونه‌های یافت‌شده در غرب اروپا متفاوت هستند، اما نمونه‌های بعدی از این غارها دارای پروفایل‌های ژنتیکی با شباهت بیشتر به نمونه‌های نئاندرتال اروپای غربی در مقایسه با نمونه‌های اولیه از همان مکان‌ها هستند؛ این نشان‌دهندهٔ مهاجرت طولانی‌مدت و جایگزینی جمعیت در طول زمان است. به‌طور مشابه، مصنوعات و دی‌ان‌ای از غارهای چاگیرسکایا و اوکلادینوف در کوه‌های آلتای شبیه مصنوعات و دی‌ان‌ای مکان‌های منتسب به نئاندرتال‌ها در اروپای شرقی حدود ۳٬۰۰۰–۴٬۰۰۰ کیلومتر دورتر هستند، به جای اینکه به مصنوعات و دی‌ان‌ای نئاندرتال‌های قدیمی‌تر از غار دنیسووا (واقع در همان منطقه) شباهت داشته باشند. این می‌تواند شاهدی بر دو مهاجرت مجزا به سیبری باشد. به نظر می‌رسد نئاندرتال‌ها در طول دورهٔ MIS 4 (‎۷۱–۵۷٬۰۰۰ سال پیش) با کاهش شدید جمعیت مواجه شدند، و پراکندگی ابزارهای سنگی سنت میکوکی در اروپای مرکزی و قفقاز می‌تواند بدان معنا باشد که جوامعی از منطقه‌ای پناهگاهی در شرق فرانسه یا مجارستان (حاشیهٔ سنت میکوکی) وارد این مناطق شدند.
همچنین شواهدی از درگیری بین گروهی وجود دارد: در اسکلت‌های نئاندرتال از لا روش آ پی‌یروی فرانسه شکستگی بهبودیافته‌ای در بالای جمجمه دیده می‌شود که ظاهراً ناشی از زخم عمیق تیغه بوده است و اسکلت دیگری از غار شانه‌در عراق دارای ضایعه‌ای روی دنده است که مشخصهٔ جراحات ناشی از سلاح پرتابی است.

#### سلسله‌مراتب اجتماعی

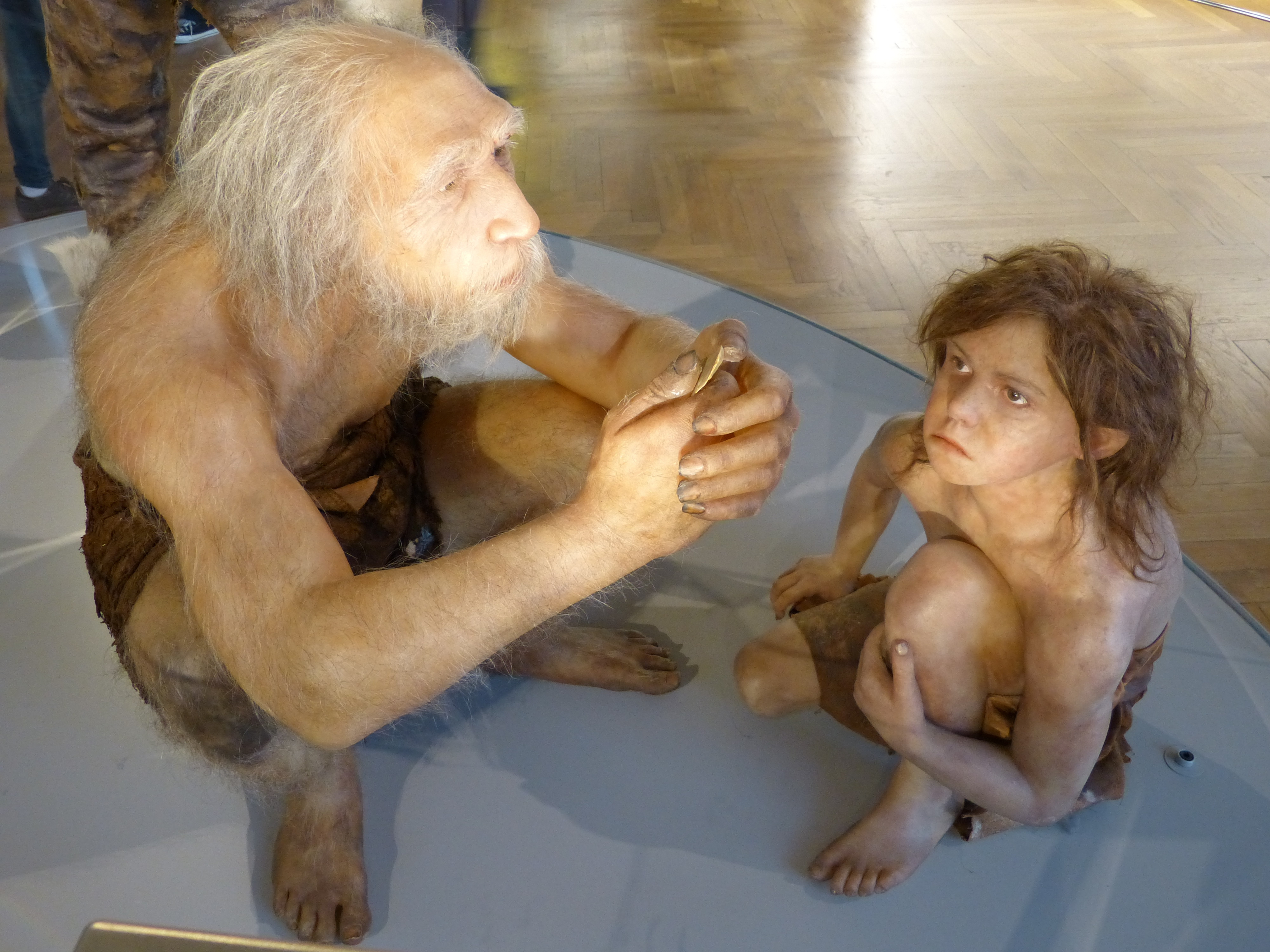
بازسازی کودک و پیرمرد نئاندرتال؛ موزه تاریخ طبیعی وین

گاه گفته می‌شود از آنجا که نئاندرتال‌ها شکارچیِ جانوران بزرگ و چالش‌برانگیز بودند و در گروه‌های کوچک زندگی می‌کردند، تقسیم کار جنسیتی آن چنان‌که در جوامع انسان شکارچی-گردآورنده دیده می‌شود نداشتند. به عبارت دیگر، به جای اینکه مردان به شکار بروند و زنان و کودکان به جمع‌آوری غذا بپردازند، همهٔ افراد گروه شامل مردان، زنان و کودکان باید در شکار مشارکت می‌کردند. با این حال، در جوامع شکارچی-گردآورنده هرچه وابستگی به گوشت بیشتر بوده، تقسیم کار نیز بیشتر جلوه‌گر می‌شده است. علاوه بر این، الگوهای سایش دندان در مردان و زنان نئاندرتال نشان می‌دهد آن‌ها به‌طور معمول از دندان‌های خود برای حمل وسایل استفاده می‌کردند، اما در مردان سایش بیشتری بر دندان‌های بالایی و در زنان بر دندان‌های پایین مشاهده می‌شود. این موضوع از برخی تفاوت‌های فرهنگی در وظایف میان زن و مرد حکایت دارد.
فرضیهٔ بحث‌برانگیزی مطرح شده است که برخی از نئاندرتال‌ها برای نمایش موقعیت اجتماعی بالاتر در گروه، لباس یا جواهرات تزئینی مانند پوست پلنگ یا پرهای پرندگان شکاری می‌پوشیدند. هایدن می‌گوید ممکن است تعداد کم گورهای کشف شدهٔ نئاندرتال‌ها به این دلیل باشد که تنها اعضای بلندمرتبه قبور مناسبی داشته‌اند، موضوعی که در برخی از جوامع انسان شکارچی-گردآورنده نیز دیده می‌شود. به گفتهٔ اریک ترینکاس، با توجه به نرخ بالای مرگ و میر نئاندرتال‌ها، شاید فقط افراد مسن به دلیل طول عمرشان در قبرهای مناسب دفن می‌شدند. از طرف دیگر، ممکن است بسیاری از نئاندرتال‌ها دفن شده باشند، اما خرس‌ها گورهایشان را نابود کرده باشند. با توجه به اینکه تاکنون ۲۰ گور از نئاندرتال‌های زیر ۴ سال پیدا شده است — بیش از یک سوم کل گورهای شناخته شده — به نظر می‌رسد نئاندرتال‌ها در دفن کودکانشان نسبت به سایر گروه‌های سنی دقت بیشتری به خرج می‌داده‌اند.
ترینکاس با بررسی اسکلت‌های نئاندرتالِ کشف شده از چندین پناهگاه صخره‌ای طبیعی، می‌گوید اگرچه در نئاندرتال‌ها جراحات ناشی از ضربه دیده می‌شود، اما هیچ‌کدام از آن‌ها دچار آسیب جدی به پاهایشان در حدی که مانع حرکتشان شود نشده‌اند. او نتیجه گرفت عزت نفس در فرهنگ نئاندرتال‌ها از کمک به تأمین غذای گروه ناشی می‌شده است؛ جراحتی فلج کننده ارزش فرد را از بین می‌برده و عملاً به معنای مرگ بوده است و افرادی که در حین حرکت از غاری به غار دیگر نمی‌توانستند با گروه همراه شوند، رها می‌شدند. با این حال، نمونه‌هایی از افرادی با جراحات بسیار ناتوان‌کننده وجود دارد که سال‌ها تحت مراقبت قرار گرفتند و شواهد مراقبت از آسیب‌پذیرترین اعضای گروه حتی در گونهٔ انسان هایدلبرگی هم دیده شده است. به ویژه با توجه به نرخ بالای آسیب‌های بدنی که نئاندرتال‌ها می‌دیدند، چنین استراتژی ایثارگرانه‌ای می‌توانسته به بقای آن‌ها به عنوان یک گونه برای مدتی طولانی کمک کرده باشد.

### غذا

#### شکار و گردآوری

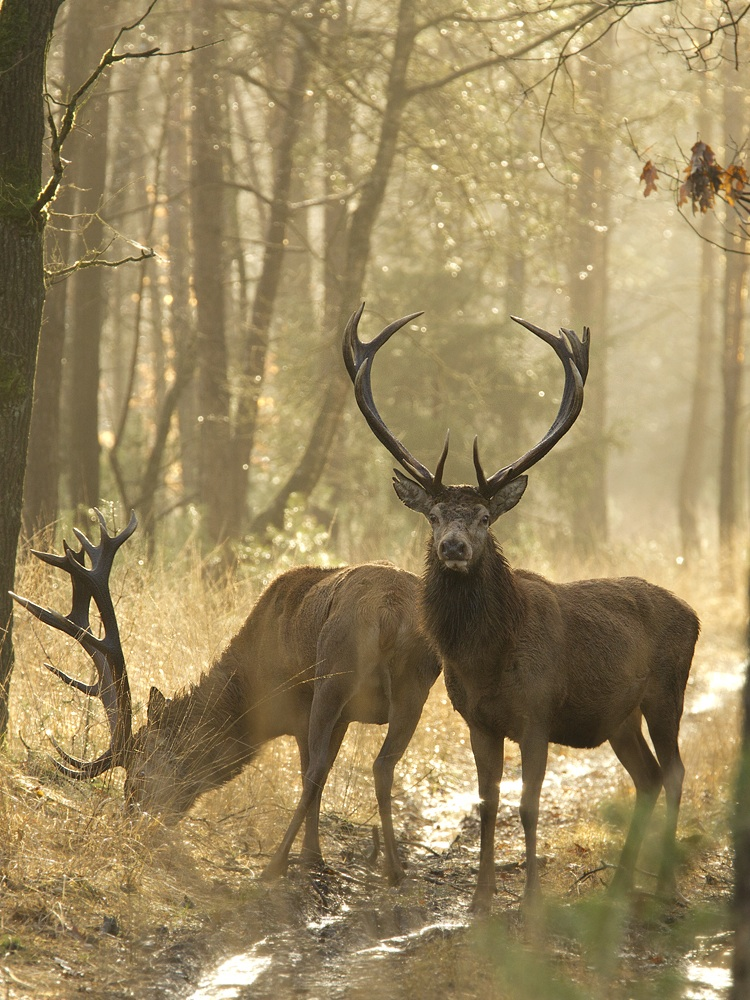
مرال شکار محبوب نئاندرتال‌ها بود

زمانی تصور می‌شد نئاندرتال‌ها مردارخوار بوده‌اند، اما اکنون شکارچی رأس هرم به‌شمار می‌آیند. فرضیه‌ای در سال ۱۹۸۰ مطرح شد که دو تودهٔ جمجمهٔ ماموت در پایین یک دره در لا کوت ده سنت برلاد جرزی، گواه بر شکار جرگه‌ای این جانور (فرو کشاندن طعمه به سمت پرتگاه) توسط نئاندرتال‌ها بود، اما این موضوع مورد تردید است. نئاندرتال‌ها که در محیطی جنگلی زندگی می‌کردند، به احتمال زیاد شکارچیان کمینی بودند؛ آن‌ها به طعمهٔ خود نزدیک می‌شدند، با شتاب بالا به آن هجوم می‌بردند و از فاصلهٔ نزدیک نیزه‌ای به بدن طعمه فرو می‌کردند. جانوران جوان‌تر یا زخمی‌شده را ممکن است با استفاده از تله، پرتابه یا تعقیب و گریز شکار می‌کردند. از برخی محوطه‌ها چنان بر می‌آید که نئاندرتال‌ها کل گلهٔ حیوانات را به‌طور گروهی و کشتار کور می‌کردند و سپس لاشه‌های مطلوب را با دقت برمی‌گزیدند. به هر روی، آن‌ها می‌توانستند خود را با انواع زیستگاه‌ها وفق دهند. به نظر می‌رسد عمدتاً آنچه را که در محیط اطرافشان به وفور یافت می‌شد می‌خوردند، به طوری که جوامع ساکن استپ (و خارج از مدیترانه) تقریباً به‌طور کامل از گوشت حیوانات بزرگ و جوامع ساکن جنگل از طیف گسترده‌ای از گیاهان و حیوانات کوچک‌تر تغذیه می‌کردند. جوامع ساکن کنار آب‌ها نیز غذاهای دریایی می‌خوردند، اگرچه حتی در مناطق جنوبی‌تر و معتدل مانند جنوب شرقی شبه‌جزیرهٔ ایبری، حیوانات بزرگ همچنان به‌طور مرسوم بخشی از رژیم غذایی نئاندرتال‌ها بودند. در مقابل، به نظر می‌رسد انسان‌های معاصرشان از استراتژی‌های پیچیده‌تری برای تهیه غذا استفاده می‌کرده‌اند و به‌طور کلی رژیم غذایی متنوع‌تری داشته‌اند. با این وجود، نئاندرتال‌ها همچنان می‌بایستی رژیم غذایی به اندازهٔ کافی متنوعی می‌خوردند تا از سوءتغذیه و مسمومیت پروتئینی، به ویژه در زمستان که احتمالاً اغلب گوشت بدون چربی می‌خوردند، جلوگیری کنند. غذاهای سرشار از سایر مواد مغذی ضروری که گوشت بدون چربی آن را تأمین نمی‌کرد — مانند مغزهای پرچرب، اندام‌های ذخیره‌سازی زیرزمینی سرشار از کربوهیدرات (از جمله ریشه و غده)، یا مانند اینویت‌های امروزی، محتویات معدهٔ طعمه‌های گیاه‌خوار — می‌توانسته بخشی حیاتی از رژیم غذایی نئاندرتال‌ها بوده باشد.
به نظر می‌رسد نئاندرتال‌ها عمدتاً از گوشت پستانداران سم‌دار، به ویژه مرال و گوزن شمالی تغذیه می‌کردند، زیرا این دو پرجمعیت‌ترین طعمه بودند؛ آن‌ها همچنین دیگر جانوران بزرگ دوران پلیستوسن مانند بز کوهی اروپایی و دیگر بزهای کوهی، گراز وحشی، بیزون دشتی، نیاگاو، گوزن شمالی ایرلندی، ماموت پشمالو، فیل راست‌عاج، کرگدن پوزه باریک، اسب وحشی و غیره تغذیه می‌کردند. شواهدی از شکار هدایت‌شدهٔ خرس قهوه‌ای و غارنشین — چه در خواب زمستانی و چه در بیداری — و همچنین قطعه‌قطعه کردن آن‌ها وجود دارد. آنالیز کلاژن استخوان نئاندرتال از غار ویندیای کرواسی نشان می‌دهد تقریباً تمام نیاز پروتئینی آن‌ها از گوشت جانوران تأمین می‌شده است. در برخی غارها آثاری از مصرف منظم گوشت خرگوش و لاک‌پشت دیده می‌شود. در محوطه‌های جبل‌الطارق بقایای ۱۴۳ گونهٔ پرنده مختلف وجود دارد که بسیاری از آن‌ها مانند بلدرچین معمولی، یلوه حنایی، چکاوک درختی و کاکلی روی زمین زندگی می‌کردند. پرندگان مردارخوار مانند کلاغان و عقاب‌ها از دیگر شکارهای معمول آن‌ها بودند.
نئاندرتال‌ها همچنین از غذاهای دریایی در شبه‌جزایر ایبری، ایتالیا و پلوپونز تغذیه می‌کردند؛ شواهدی از ۱۵۰ هزار سال پیش در کوئوا باجوندیلوی اسپانیا وجود دارد که آن‌ها برای حلزون صدف‌دار درون آب شیرجه می‌رفتند، رفتاری مشابهٔ ماهیگیری انسان‌های امروزی. نئاندرتال‌های غار ونگارد جبل‌الطارق فک راهب مدیترانه، دلفین معمولی نوک‌کوتاه، دلفین بینی‌بطری معمولی، تن باله‌آبی شمالی، سیم دریایی و جوجه‌تیغی دریایی بنفش می‌خورده‌اند؛ در گروتا دا فیگوئرا براوای پرتغال، شواهدی از برداشت گستردهٔ صدف، خرچنگ و ماهی وجود دارد. شواهد ماهیگیری در آب شیرین برای قزل‌آلا و مارماهی در گروته دی کاستل‌چیویتای ایتالیا؛ برای ماهی کپور و لوتی اروپایی در آبری دو ماراس فرانسه؛ پی‌یر فرانسه؛ و برای ماهی آزاد دریای سیاه در غار کودارو روسیه یافت شده است.
بقایای گیاهان و قارچ‌های خوراکی در چندین غار پیدا شده است. بر اساس مطالعهٔ جرم دندان نئاندرتال‌های کوئوا دل سیدرون اسپانیا، نتیجه گرفته شده که به احتمال زیاد رژیم غذایی آن‌ها بدون گوشت و متشکل قارچ، مغز کاج و خزه بوده است. بقایای غار عمود اسرائیل، نشان‌دهندهٔ رژیم غذایی شامل انجیر، میوهٔ درخت خرما و انواع غلات و علف‌های خوراکی است. چندین آسیب استخوانی در مفاصل پاهای نئاندرتال‌ها ممکن است دال بر چمباتمه زدن مداوم باشد که در صورت صحت، احتمالاً هنگام جمع‌آوری غذا انجام می‌شده است. با توجه به جرم دندان نئاندرتال‌های گروت دو اسپی بلژیک رژیم غذایی این نئاندرتال‌ها حاوی گوشت زیاد از جمله کرگدن پشمالو و گوسفند وحشی و همچنین مصرف منظم قارچ بوده است. قدیمی‌ترین مدفوع انسان که تا به حال ثبت شده، مربوط به مدفوع نئاندرتالی از ال سالت اسپانیا با قدمت ۵۰ هزار سال است و نشان می‌دهد عمدهٔ رژیم غذایی آن‌ها گوشتی بوده است، اما همچنین بخش قابل توجهی از آن را گیاهان تشکیل می‌داده‌اند. در غار کیبارای اسرائیل شواهدی از پخت و پز غذاهای گیاهی — عمدتاً حبوبات و به میزان بسیار کمتر، بلوط — کشف شده است؛ نئاندرتال‌های این غار احتمالاً گیاهان را در بهار و پاییز جمع‌آوری و در تمام فصول به جز پاییز جانور شکار می‌کردند، اگرچه به احتمال زیاد غار در اواخر تابستان تا اوایل پاییز رها می‌شده است. نئاندرتال‌های غار شانه‌در عراق، گیاهانی با فصول برداشت مختلف جمع‌آوری می‌کرده‌اند؛ این نشان می‌دهد آن‌ها برای برداشت گیاهان خاص به منطقه بازمی‌گشتند و رفتارهای پیچیده‌ای برای جمع‌آوری غذا — هم گوشت و هم گیاه — داشتند.

#### آماده‌سازی غذا
نئاندرتال‌ها احتمالاً فنون پخت و پز متنوعی مانند برشته کردن به کار می‌گرفتند و شاید قادر به گرم کردن یا جوشاندن سوپ، خورش یا عصارهٔ گوشت هم بودند. فراوانی قطعات استخوان جانوران در سکونت‌گاه‌های آنان ممکن است نشان دهندهٔ انبار کردن چربی به واسطهٔ جوشاندن مغز استخوان جانورانی که احتمالاً قبلا از گرسنگی مرده بودند باشد. این روش‌ها مصرف چربی — نیاز غذایی اصلی جوامعی با مصرف کم کربوهیدرات و پروتئین بالا — را به‌طور قابل توجهی افزایش می‌داد. اندازهٔ دندان‌های نئاندرتال‌ها از ۱۰۰٬۰۰۰ سال پیش روند کاهشی دارد که می‌تواند حاکی از وابستگی بیشتر به پخت و پز یا فراگیری جوشاندن باشد زیرا این فنون باعث نرم شدن غذا می‌شود. نئاندرتال‌های کوئوا دل سیدرون اسپانیا به احتمال زیاد غذا را می‌پختند و احتمالاً دود می‌دادند و از گیاهانی مانند بومادران و بابونه به عنوان طعم دهنده استفاده می‌کردند؛ البته ممکن است کاربرد این گیاهان برای خواص دارویی‌شان بوده باشد. نئاندرتال‌های غار گورهام جبل‌الطارق محتملا برای دسترسی به دانهٔ کاج، مخروط‌های کاج را برشته می‌کردند.
در گروت دو لازارِهٔ فرانسه چنین به نظر می‌رسد که ۲۳ مرال، شش بز کوهی، سه نیاگاو و یک شوکا در یک فصل شکار پاییزی — که گوزن‌های نر و مادهٔ قوی برای جفت‌گیری گرد می‌آمدند — شکار شده‌اند. ظاهراً لاشه‌های کامل را به غار منتقل و سپس قصابی کرده‌اند. امکان مصرف این همهٔ غذا پیش از فاسد شدن بعید می‌نماید؛ نتیجتاً این احتمال وجود دارد که هدف نئاندرتال‌ها از چنین شکار بزرگی عمل‌آوری و ذخیرهٔ گوشت قبل از شروع زمستان بوده است؛ این قدیمی‌ترین شاهد احتمالی از نگهداری غذا است، با قدمت ۱۶۰٬۰۰۰ سال. همچنین مقدار زیاد گوشت و چربی که به‌طور کلی از طعمه‌های معمول (به ویژه ماموت‌ها) قابل جمع‌آوری بوده است، می‌تواند نشان دهندهٔ توانایی نئاندرتال‌ها در ذخیرهٔ غذا باشد. حلزون صدف‌دار را نئاندرتال‌ها می‌بایستی پس از جمع‌آوری سریعاً می‌خوردند، می‌پختند یا به نوعی ذخیره می‌کردند، زیرا حلزون صدف‌دار به سرعت فاسد می‌شود. در کوئوا د لس آویونِس اسپانیا بقایای حلزون صدف‌دار خوراکیِ جلبک‌خوار می‌تواند بدان معنا باشد که مانند برخی جوامع شکارچی-گردآورندهٔ انسان‌های امروزی، نئاندرتال‌ها نیز حلزون‌های صدف‌دار صید شده را جلبک‌های خیس نگهداری می‌کردند تا آن‌ها را تا زمان مصرف زنده و تازه نگه دارند.

#### رقابت
نئاندرتال‌ها رقابت نسبتاً زیادی با شکارگران بزرگ عصر یخبندان داشتند. به احتمال زیاد شیرهای غارزی به دنبال شکار اسب، گوزن‌های بزرگ و گاوهای وحشی می‌رفتند؛ پلنگ‌ها نیز عمدتاً گوزن شمالی و شوکا شکار می‌کردند؛ این طعمه‌ها تا حد زیادی با رژیم غذایی نئاندرتال‌ها همپوشانی دارد. شاید نئاندرتال‌ها برای دفاع از طعمه در برابر چنین شکارچیان درنده‌ای و ترساندن آن‌ها، به‌طور گروهی فریاد می‌زدند، دست‌هایشان را تکان می‌دادند یا سنگ پرتاب می‌کردند؛ یا شاید به سرعت گوشت را جمع‌آوری و طعمه را رها می‌کردند. با این حال، در گروت دو اسپی بلژیک بقایای گرگ، شیر غارزی و خرس‌های غارنشین — که همگی از شکارچیان اصلی آن زمان بودند — یافت شده که نشان می‌دهد نئاندرتال‌ها تا حدودی رقبای خود را شکار هم می‌کردند.
احتمالاً نئاندرتال‌ها و کفتارهای غارنشین نمونه‌ای از جدایی کنامی بودند – یعنی از رقابت با یکدیگر اجتناب می‌کردند. اگرچه هر دو عمدتاً جانوران مشابهی — گوزن، اسب و گاو — شکار می‌کردند، اما نئاندرتال‌ها اغلب به دنبال گوزن؛ و کفتارهای غارنشین به دنبال اسب و گاو بودند. علاوه بر این، بقایای جانوران از غارهای نئاندرتال‌ها نشان می‌دهد آن‌ها جانوران بالغ و قوی و کفتارهای غارنشین طعمه‌های ضعیف‌تر یا جوان‌تر را شکار می‌کردند؛ در غارهای کفتار غارنشین بقایای گوشتخواران به وفور دیده می‌شود. با وجود این، شواهدی وجود دارد که کفتارهای غارنشین غذا و پسمانده‌های اردوگاه‌های نئاندرتال‌ها را می‌دزدیدند و از اجساد نئاندرتال‌ها تغذیه می‌کردند.

#### هم‌نوع‌خواری

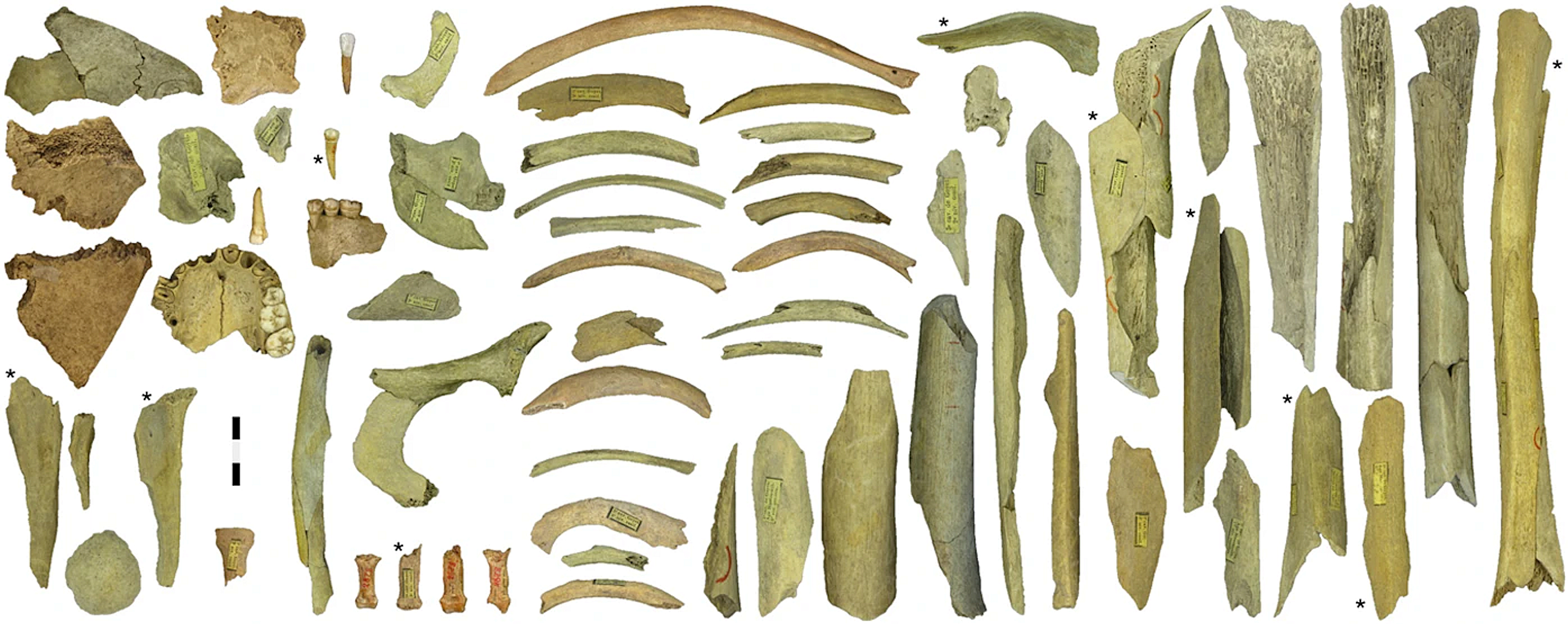
استخوان‌های نئاندرتالی در بلژیک امروزی. روی استخوان‌ها رد خراش دیده می‌شود — او قصابی شده است. هم‌نوع‌خواری محتمل‌ترین دلیل این خراش‌ها به حساب می‌آید.

شواهدی از هم‌نوع‌خواری در میان نئاندرتال‌ها در سراسر قلمرو آن‌ها وجود دارد. نخستین نمونه در سال ۱۸۹۹ از محوطهٔ کراپینای کرواسی به دست آمد و نمونه‌های دیگری در کوئوا دل سیدرون و خزفرایای اسپانیا و همچنین گروت دو مولا-گرسی، له‌پرادل و لا کینای فرانسه یافت شد. پنج نئاندرتال در گروت دو گوییت بلژیک توسط هم‌نوعانشان خورده شده‌اند: شواهدی وجود دارد که اندام‌های فوقانی‌شان از هم جدا، گوشت اندام‌های تحتانی کنده و خرد (احتمالا برای بیرون آوردن مغز استخوان)، حفرهٔ سینه دریده و فک جدا شده است. همچنین شواهدی وجود دارد که قاتلان از برخی استخوان‌ها برای تیز کردن دوبارهٔ ابزارشان استفاده کرده‌اند. آماده‌سازی گوشت نئاندرتال در گروت دو گوییت بلژیک برای مصرف شبیه به نحوهٔ آماده‌سازی گوشت اسب و گوزن شمالی در همین مکان است. حدود ۳۵٪ از نئاندرتال‌های ماریاک-له-فران فرانسه علائم روشنی از قصابی شدن بر خود دارند و یافت شدن دندان‌های نئاندرتالِ هضم‌شده نشان می‌دهد بدن‌ها رها شده و توسط مردارخوارها، به احتمال زیاد کفتارها، خورده و گوارش شده‌اند.
توضیحات مختلفی برای این هم‌نوع‌خواری ارائه شده است؛ از جمله اینکه نوعی آیین جدا کردن گوشت بوده؛ گوشت پیش از تدفین جدا شده (برای جلوگیری از جلب توجه مردارخوارها یا بوی بد)؛ عملی جنگی بوده؛ یا صرفاً گوشت هم‌نوع را به عنوان غذا مصرف کرده‌اند. با توجه به اینکه شمار چنین مواردی کم است و تعداد بیشتر علائم بریدگی روی بقایای هم‌نوع نسبت به بقایای جانوران شکار شده توسط نئاندرتال‌ها دیده می‌شود (این نشان‌دهندهٔ مهارت پایین در هم‌نوع‌کشی است)، می‌توان نتیجه گرفت هم‌نوع‌خواری احتمالاً عمل خیلی رایجی نبوده و شاید تنها در زمان‌های کمبود شدید غذا انجام می‌شده است – درست مانند موارد مشابهی که در تاریخ انسان هم وجود دارد.

## هنر

### آرایش و زیورآلات شخصی

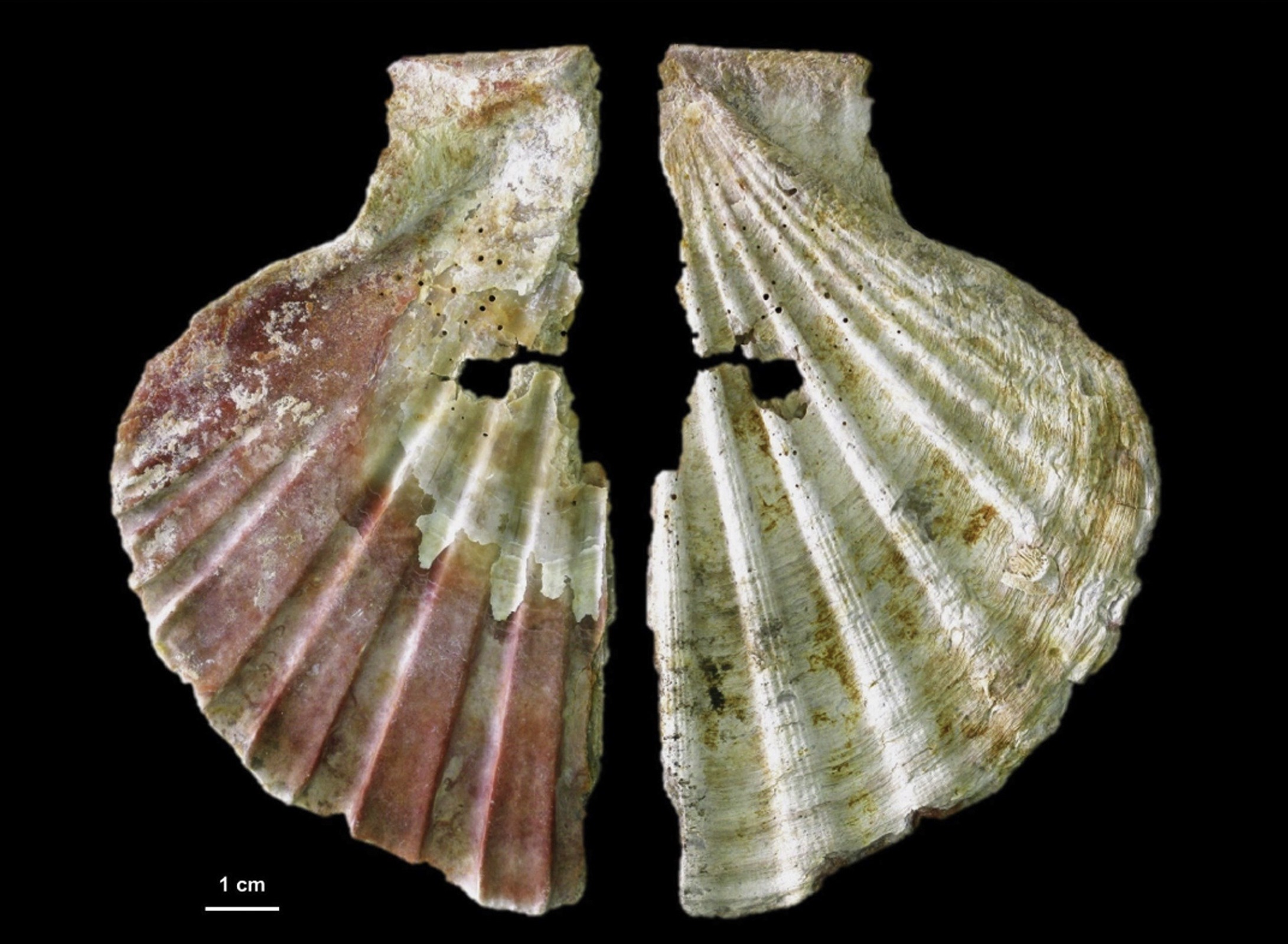
پوستهٔ تزئین شدهٔ یک گوش‌ماهی شاه از کوئوا آنتون اسپانیا؛ نمای داخلی (چپ) به‌طور طبیعی قرمز است. نمای بیرونی (راست) اثری از رنگدانهٔ مصنوعی نارنجی دارد که می‌تواند توسط نئاندرتال‌ها به آن اضافه شده باشد.

نئاندرتال‌ها از اخرا — رنگدانه‌ای موجود در خاک — استفاده می‌کردند؛ شواهد فراوانی از وجود اخرا در مکان‌های زندگی نئاندرتال‌ها از ۶۰ تا ۴۵ هزار سال پیش وجود دارد و قدیمی‌ترین نمونهٔ شناخته شده به ۲۵۰–۲۰۰ هزار سال پیش در ماستریخت-بلودر هلند بازمی‌گردد (که دوره‌ای تقریباً همزمان با بقایای استفاده از اخرا توسط انسان‌های امروزی
است). فرضیه‌ای وجود دارد که نئاندرتال‌ها از اخرا برای رنگ‌آمیزی بدن استفاده می‌کردند و آنالیز رنگدانه‌ها از پِش دِ لَزهٔ فرانسه نشان می‌دهد اخرا روی مواد نرم (مانند پوست جانوران یا انسان) مالیده می‌شده است. با این حال، جوامع شکارچی-گردآورندهٔ انسان امروزی علاوه بر رنگ بدن، از اخرا برای مصارف پزشکی، دباغی پوست، حفظ مواد غذایی و دور کنندهٔ حشرات نیز استفاده می‌کردند؛ بنابراین استفادهٔ نئاندرتال‌ها از آن به عنوان رنگ تزئینی قطعی نیست. ظروف مخصوص مخلوط کردن رنگدانه‌های اخرا در پِشتِرا چآری رومانی پیدا شده است که می‌تواند نشان دهد از اخرا صرفاً برای زیباسازی ظاهرشان استفاده می‌کرده‌اند.
نئاندرتال‌ها اشیایی که ظاهر جالب و منحصر به فردی داشتند جمع‌آوری می‌کردند و این احتمال مطرح شده که هدف تبدیل این اشیاء به آویز بوده است – اشیایی مانند پوستهٔ حلزون دریایی فسیل شدهٔ کشف شده در گروتا دی فومانهٔ ایتالیا که با رنگ قرمز رنگ‌آمیزی شده و حدود ۴۷٬۵۰۰ سال پیش از ۱۰۰ کیلومتر آن طرف‌تر به این مکان منتقلش کرده‌اند؛ نمونه‌های دیگر سه پوستهٔ حدود ۱۲۰–۱۱۵ هزار ساله است؛ بر روی دو تا از این‌ها رنگدانه‌های قرمز و زرد و روی دیگری رنگ قرمز-مشکی به دست آمده از مخلوط هماتیت و پیریت دیده شده است؛ و نمونهٔ دیگر صدف یک گوش‌ماهی شاه با آثاری از ترکیب نارنجی گوتیت و هماتیت از کوئوا آنتون اسپانیاست. کاشفان دو فسیل اول، ادعا کرده‌اند رنگدانه روی قسمت بیرونی پوسته مالیده شده بوده تا شبیه رنگ درخشان طبیعی داخل آن شود. همچنین مهره‌های صنعت شاتِلپرونیِ ساخته شده از دندان، صدف و عاج جانوران در گروت دو رن فرانسه بین سال‌های ۱۹۴۹ تا ۱۹۶۳ به همراه استخوان‌های نئاندرتال یافت شد، اما قدمت آن‌ها نامشخص است و ممکن است مصنوعات دوران شاتِلپرونی در واقع توسط انسان‌های امروزی ساخته شده و صرفاً در کنار بقایای نئاندرتال‌ها قرار گرفته باشد.
کلایو و جرالدین فینلیسون، باستان‌شناسان جبل‌الطارقی، می‌گویند نئاندرتال‌ها از اعضای مختلف بدن پرندگان، به ویژه پرهای سیاه، به عنوان ابزارهای هنری استفاده می‌کردند. در سال ۲۰۱۲، فینلیسون و همکارانشان ۱۶۹۹ محوطهٔ مختلف در اوراسیا را بررسی کرده و به این نتیجه رسیدند بقایای پرندگان شکاری و کلاغان — گونه‌هایی که معمولاً توسط هیچ گونهٔ انسانی به عنوان غذا مصرف نمی‌شوند — بیش از حد معمول در این مکان‌ها یافت شده‌اند و تنها استخوان‌های بال آن‌ها تغییراتی داشته در حالی که بالاتنهٔ گوشتی آن‌ها مصرف نشده؛ بنابراین این مدرکی برای چیدن پرها، به ویژه پرهای پروازی بزرگ، برای استفاده به عنوان زیور شخصی است. این محققان به‌طور خاص به وجود بقایای دال سیاه، زاغ نوک‌سرخ، دلیجه، دلیجه کوچک، زاغ نوک‌زرد، کلاغ سیاه، زاغچه و عقاب دم‌سفید در محوطه‌های نئاندرتالِ دوران پارینه سنگی میانی اشاره کردند.

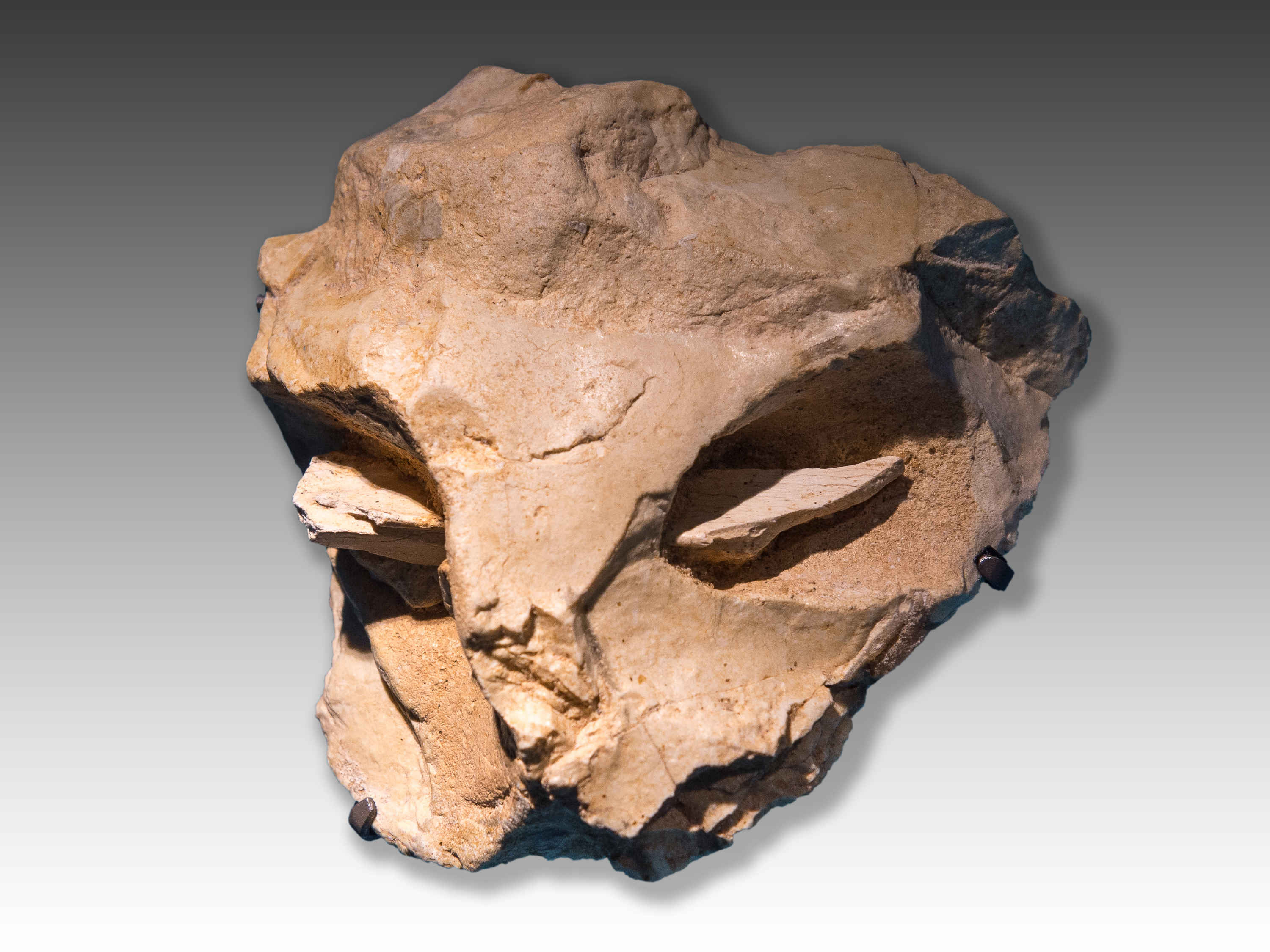
ماسکِ سنگی لا روش-کوتار که برخی می‌گویند صورت انسان را نمایش می‌دهد.

دیگر پرندگانی که ادعا می‌شود در بقایایشان شواهدی از تغییر توسط نئاندرتال‌ها وجود دارد عقاب طلایی، کبوتر چاهی، غراب معمولی و هما هستند. قدیمی‌ترین بقایای استخوان پرنده که ادعا می‌شود جواهرات بوده‌اند، تعدادی پنجهٔ عقاب دم‌سفید ۱۳۰ هزار ساله است که در نزدیکی کراپینای کرواسی کشف شد و حدس زده می‌شود گردنبند بوده باشند. گردنبند مشابهی با پنجهٔ عقاب شاهی اسپانیایی با قدمت ۳۹٬۰۰۰ سال در سال ۲۰۱۹ در کوا فرادای اسپانیا گزارش شد، گرچه متعلق به لایهٔ دورهٔ شاتِلپرونیِ بود و در مورد انتسابش به نئاندرتال‌ها اختلاف وجود دارد. در سال ۲۰۱۷، هفده استخوان کلاغ با تزئینات حکاکی شده از پناهگاه صخره‌ای زسکالنایای چهار در اوکراین، با قدمت ‎۴۳–۳۸۰۰۰ سال پیش پیدا شد. از آنجایی که این حکاکی‌ها کم و بیش فاصلهٔ مساوی از یکدیگر دارند، اولین استخوان‌های پرنده دستخورده‌ای هستند که نمی‌توان تغییراتشان را صرفاً حاصل سلاخی پرنده توسط نئاندرتال‌ها دانست و برای طراحی عمدی این حکاکی‌ها شواهد مستقیمی وجود دارد.
ماسکِ لا روش-کوتار قطعهٔ صافی از سنگ چخماق است که تکهٔ استخوانی از سوراخ میانی آن رد شده است. این ماسک در سال ۱۹۷۵ کشف شد و قدمتش به ۳۲، ۴۰ یا ۷۵ هزار سال پیش برمی‌گردد. ادعا شده این قطعه شبیه نیمهٔ بالایی چهره است و استخوان، در واقع نقش چشم‌هاست. با این حال، اینکه این ماسک واقعاً با هدف نمایش چهره ساخته شده یا اینکه اصلاً می‌توان آن را هنر به حساب آورد، محل مناقشه است. در سال ۱۹۸۸، باستان‌شناس آمریکایی الکساندر مارشاک بر اساس کشف جمجمه، استخوان بند انگشت و مهره‌های دم یک پلنگ در گروت دو لورتوس فرانسه، نتیجه گرفت نئاندرتالی برای نشان دادن موقعیت ممتازش در گروه، پوست پلنگ را به عنوان زیور شخصی می‌پوشیده است.

### هنر انتزاعی

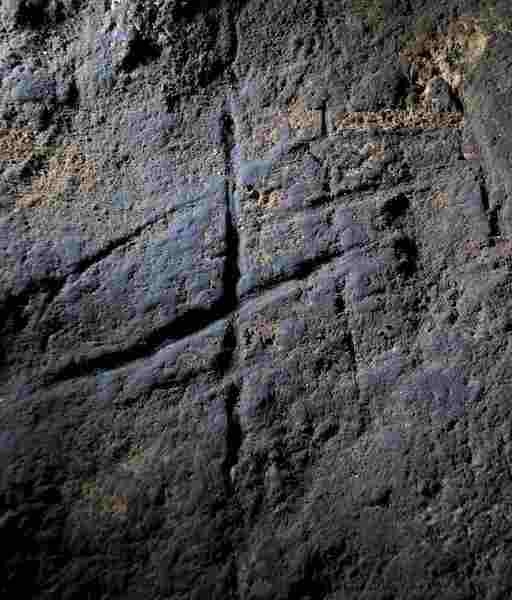
کف غار گورهام که رویش حکاکی شده است.

۶۳ حکاکی تا سال ۲۰۱۴ از ۲۷ محوطهٔ مختلف دورهٔ پارینه سنگی زیرین تا میانی در اروپا و خاورمیانه شناسایی شده است که ۲۰ تای آن‌ها بر روی لایهٔ بیرونی سنگ چخماق از ۱۱ محوطه، ۷ تا روی تخته‌سنگ از ۷ محوطه و ۳۶ تا بر روی سنگ‌ریزه‌ها از ۱۳ محوطه است. در مورد اینکه این حکاکی‌ها برای سازندگانشان کارکردی نمادین داشته است یا خیر اختلاف نظر وجود دارد. در سال ۲۰۱۲، خراش‌های عمیقی در کف غار گورهام جبل‌الطارق کشف شد که قدمتشان به بیش از ۳۹٬۰۰۰ سال پیش برمی‌گردد و کاشفان این خراش‌ها را هنر انتزاعی نئاندرتال‌ها توصیف کردند. البته ممکن است این خراش‌ها توسط خرس نیز ایجاد شده باشد. یک استخوان آهوی ایرلندی با پنج علامت شِورون (V برعکس) حکاکی شده به صورت افقی در سال ۲۰۲۱ در ورودی غار اینهورن‌هوله در آلمان کشف شد که قدمت آن به حدود ۵۱٬۰۰۰ سال پیش برمی‌گردد.
طرح چند نقطه، دایره، خط و جای دست قرمز رنگ در سال ۲۰۱۸ روی دیوارهای غارهای لا پاسیگا، مالتراویسو و دونیا ترینیداد اسپانیا کشف شد که قدمتی بیش از ۶۶٬۰۰۰ سال دارند – حداقل ۲۰٬۰۰۰ سال قبل از ورود انسان‌های امروزی به اروپای غربی. این بدان معناست که طرح‌های مذکور بایستی کار نئاندرتال‌ها بوده باشد؛ نتیجتاً نمادهای مشابهی که در محوطه‌های دیگر اروپای غربی — مانند له مرویی فرانسه و کوئوا دل کاستیو اسپانیا — نیز می‌تواند اثر نئاندرتال‌ها باشد. با این حال، قدمت‌گذاری این غارهای اسپانیایی و بنابراین انتساب آن طرح‌ها به نئاندرتال‌ها مورد مناقشه است.
شواهد کافی وجود دارد که نئاندرتال‌ها اشیای غیرمعمول — مانند کریستال یا فسیل — جمع‌آوری می‌کردند که کاربرد خاصی نداشتند یا نشانه‌ای از آسیب ناشی از استفادهٔ مکرر روی آن‌ها دیده نمی‌شود. مشخص نیست این اشیاء را فقط به دلیل زیبایی‌شان نگه می‌داشتند یا برایشان معنای نمادین خاصی قائل بودند. این اشیاء عمدتاً کریستال‌های کوارتز هستند، اما مواد معدنی دیگری مانند سروزیت، پیریت آهن، کلسیت و گالن را نیز در بر می‌گیرند. روی چند مورد از این یافته‌ها رد تغییراتی دیده می‌شود، مثل یک دندان ماموت با برشی روی آن و یک پوستهٔ فسیل نئومولیت با حکاکی صلیب‌مانند از تاتای مجارستان؛ تخته‌سنگی بزرگ با حکاکی از قبری در لا فراسی فرانسه؛ و ژئودی از غار پشترا چآری رومانی که با اخرای قرمز پوشیده شده است. همچنین تعداد زیادی صدف فسیلی از محوطه‌های نئاندرتال‌های فرانسه پیدا شده است، مثل یک رینکونلید و یک تارابراتولینا از کومب گرنال؛ یک منقار فشنگچه از گروت دو کانالت؛ یک پلیپ از گروت دولن؛ یک جوجه تیغی دریایی از لا گونتری-بولونو؛ و یک رینکونلا، زنبق دریایی و منقار فشنگچه از گروت دو رن.

### موسیقی

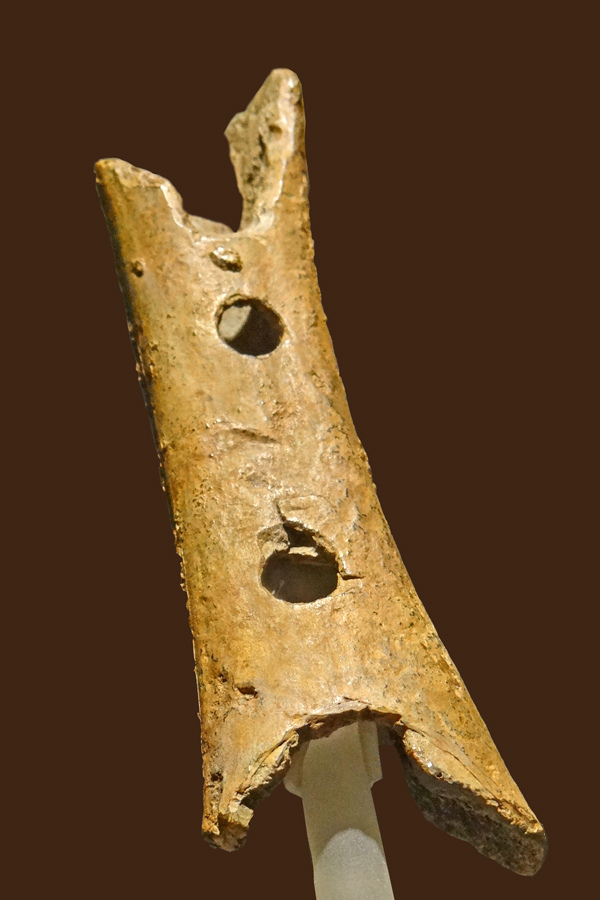
فلوت دیوی بیب در موزهٔ ملی اسلوونی

قطعات فلوت‌های ساخته‌شده از استخوان‌های بلند خرس در دههٔ ۱۹۲۰ در غار پوتوچکا زیالکای اسلوونی و در سال ۱۹۸۵، در غارهای ایستالوش‌کویی مجارستان و موکریشکا یامای اسلوونی یافت شد و گفته شد توسط نئاندرتال‌ها ساخته شده‌اند. با این حال این یافته‌ها امروزه به فعالیت‌های انسان‌های امروزی نسبت داده می‌شود، نه نئاندرتال‌ها.
در سال ۱۹۹۵، آنچه به فلوت دیوی بیب معروف شد و قدمتی حدود ۴۳ هزار سال دارد، در اسلوونی کشف گردید. برخی از پژوهشگران این یافته را به نئاندرتال‌ها نسبت داده‌اند، اما در مورد اینکه آیا این واقعاً فلوت بوده است یا خیر، اختلاف‌نظر شدیدی وجود دارد. برخی پژوهشگران می‌گویند به احتمال زیاد استخوان در اثر جویده شدن توسط جانوری گوشتخوار به این شکل درآمده اما ایوان تورک و پژوهشگران دیگری همچنان بر این عقیده هستند که فلوت دیوی بیب توسط نئاندرتال‌ها به عنوان ابزار موسیقی ساخته شده است.

## فناوری
در ظاهر به نظر می‌رسد نوآوری‌های سنگی نئاندرتال‌ها دچار رکودی ۱۵۰ هزار ساله بوده است، اما شواهدی وجود دارد که فناوری آن‌ها پیچیده‌تر از آن چیزی بوده که قبلاً تصور می‌شد. با این حال، میزان بالای آسیب‌های جسمیِ بالقوه ناتوان‌کننده می‌توانسته از ظهور فناوری‌های بسیار پیچیده جلوگیری کند، چراکه آسیبی جدی احتمالاً استاد را از آموزش مؤثر توانایی و دانسته‌هایش به تازه‌کاران بازمی‌داشته است.

### ابزارهای سنگی
نئاندرتال‌ها ابزارهای سنگی می‌ساختند و یافته‌ها و صنایع سنگی دورهٔ موستری به آن‌ها مرتبط است. صنعت موستری همچنین به ابزارهای ساخت انسان‌های امروزی شمال آفریقا از ۳۱۵ هزار سال پیش و ابزارهای غارهایی مانند جینسیتای یا تونگتیاندونگ در شمال چین حدود ۴۷ تا ۳۷ هزار سال پیش نیز ارتباط دارد. این صنعت حدود ۳۰۰ هزار سال پیش با روش لوالوآ — که خودش مستقیماً برگرفته از صنعت سنگی آشولی (ابداع‌شده توسط انسان راست‌قامت حدود ۱٫۸ میلیون سال پیش) است — ظهور کرد. با روش لوالوآ کنترل شکل و اندازهٔ تیغه‌ها آسان‌تر شد و به دلیل اینکه یادگیری آن دشوار و غیرشهودی است، این روش احتمالاً به جای یادگیری صرفاً از طریق مشاهده، نسل به نسل به‌طور مستقیم آموزش داده می‌شده است.
در ابزارهای صنعت موستری زیرمجموعه‌های منطقه‌ای متمایز دیده می‌شود، از جمله: زیرگونه‌های کوئینا و لا فراسی از صنعت شارنتی در جنوب غربی فرانسه؛ زیرگونه‌های الف و ب موستری با سنت آشولی در امتداد سواحل اقیانوس اطلس و شمال غربی اروپا؛ صنعت میکوکی اروپای مرکزی و شرقی و گونهٔ مرتبط سیبریاچیکا در کوه‌های آلتای سیبری؛ صنعت موستری دندانه‌دار در غرب اروپا؛ صنعت راکلوآر در اطراف کوه‌های زاگرس ایران و صنعت تیغهٔ ساطوری در کانتابریای اسپانیا و دو طرف رشته‌کوهٔ پیرنه. فرانسوا بورد، باستان‌شناس فرانسوی، در اواسط قرن بیستم با باستان‌شناس آمریکایی لوئیس بینفورد دربارهٔ این گوناگونی‌ها گفتگو کرد که به مناظرهٔ بورد-بینفورد معروف است؛ بورد معتقد بود این زیرمجموعه‌ها نشان‌دهندهٔ سنت‌های قومی منحصربه‌فرد هستند اما بینفورد می‌گفت این تنوع به دلیل محیط‌های متفاوت پدید آمده است (به بیان دیگر، فرم در مقابل عملکرد). نظر بینفورد بدان معناست که باید برای نئاندرتال‌ها در مقایسه با انسان‌های امروزی درجهٔ پایین‌تری از خلاقیت قائل شد: به جای ایجاد فناوری‌های جدید، همان ابزارها را با محیط‌های مختلف سازگار می‌کردند. به خوبی مستند شده که گروت دو رن فرانسه به‌طور مداوم مسکونی بوده است؛ یافته‌های سنگی این غار را می‌توان به صنایع مختلف لوالوآ-شارنتی، دیسکی-دندانه‌دار (۴۳۳۰۰ ± ۹۲۹ – ۴۰۹۰۰ ± ۷۱۹ سال پیش)، لوالوآ موستری (۴۰۲۰۰ ± ۱۵۰۰ – ۳۸۴۰۰ ± ۱۳۰۰ سال پیش) و شاتِلپرونی (۴۰۹۳۰ ± ۳۹۳ – ۳۳۶۷۰ ± ۴۵۰ سال پیش) تقسیم کرد.
دربارهٔ اینکه نئاندرتال‌ها سلاح‌های دوربرد داشتند یا نه، اختلافاتی وجود دارد. زخمی روی گردن یک خر وحشی آفریقایی از ام‌الطلل سوریه به احتمال زیاد توسط نیزه‌ای ایجاد شده که نوک سنگینش با روش لوالوآیی ساخته شده بوده، و در استخوان‌های خود نئاندرتال‌ها، آثار ضربات حاصل از پرتاب جسمی از راه دور بسیار دیده شده است. برخی از نوک‌های نیزه که در آبری دو ماراس فرانسه یافت شده است احتمالاً برای استفاده به عنوان نیزهٔ ضربتی بیش از حد شکننده بوده و شاید از آن‌ها به عنوان تیر نیزه‌ای (دارت) استفاده می‌شده است.

### ابزارهای طبیعی
شاتِلپرونی در مرکز فرانسه و شمال اسپانیا صنعتی مجزا از موستری است و فرضیهٔ مناقشه‌انگیز وجود دارد که شاتِلپرونی زمانی پدید آمده که نئاندرتال‌ها روش‌های ساخت ابزار را از انسان‌های امروزی تازه‌وارد یادگرفتند و بدین شیوه ابزار و تزئینات استخوانی ساختند. بر این اساس، سازندگان این ابزارها پلی میان صنعت موستری نئاندرتال و صنعت اوریگنیشن انسان امروزی هستند. دیدگاه مخالف بر آن است که شاتِلپرونی متعلق به انسان‌های امروزی بوده است. البته گذارهای ناگهانی مشابه گذار از موستری به شاتِلپرونی همچنین می‌تواند صرفاً نتیجهٔ نوآوری‌های طبیعی باشد — نمونهٔ مشابهٔ آن گذار لا کوئینا-نرونی ۵۰ هزار سال پیش است که فناوری‌های عموماً مرتبط با انسان‌های امروزی مانند تیغه‌های کوچک و میکرولیت‌ها را در بر می‌گیرد. اولوتزی در ایتالیا و شلتیان در بالکان دیگر صنایع گذاری مبهم هستند.
پیش از مهاجرت انسان‌ها، تنها شواهد از ابزارهای استخوانی ساخت نئاندرتال‌ها، صیقل‌دهنده‌های دندهٔ حیوانات است که آن را روی پوست حیوان می‌مالیدند تا نرم‌تر یا ضدآب شود؛ البته شاید این ابزار در واقع شواهدی از آن باشد که انسان‌های امروزی زودتر از آنچه تصور می‌شود مهاجرت کرده‌اند. دو صیقل‌دهندهٔ دندهٔ گوزن متعلق به ۵۱٬۴۰۰ تا ۴۱٬۱۰۰ سال پیش در سال ۲۰۱۳، در پِش دِ لازِه و آبری پِیرونی در فرانسه نزدیک به یکدیگر کشف شد. پنج صیقل‌دهندهٔ دیگر ساخته شده از دندهٔ نیاگاو یا گاومیش کوهان‌دار در سال ۲۰۲۰ در آبری پِیرونی یافت شد که یکی از آن‌ها مربوط به حدود ۵۱٬۴۰۰ سال پیش و چهار تای دیگر مربوط به ۴۷٬۷۰۰ تا ۴۱٬۱۰۰ سال پیش است. بر اساس چنین یافته‌هایی، نتیجه گرفته می‌شود که این فناوری برای مدت طولانی در این منطقهٔ فرانسه مورد استفاده بوده است. از آنجا که بقایای گوزن شمالی در منطقه فراوان‌تر است، اینکه سازندگان از دنده‌های نادرتر گاو استفاده کردند می‌تواند بدان این دلیل باشد که دندهٔ گاو را کارامدتر می‌یافتند. همچنین گزارش‌هایی از کشف غیرقطعی صیقل‌دهنده‌هایی از گروس گروت آلمان (ساخته شده از ماموت) و گروت دِ کانالِهٔ فرانسه (مرال) وجود دارد.

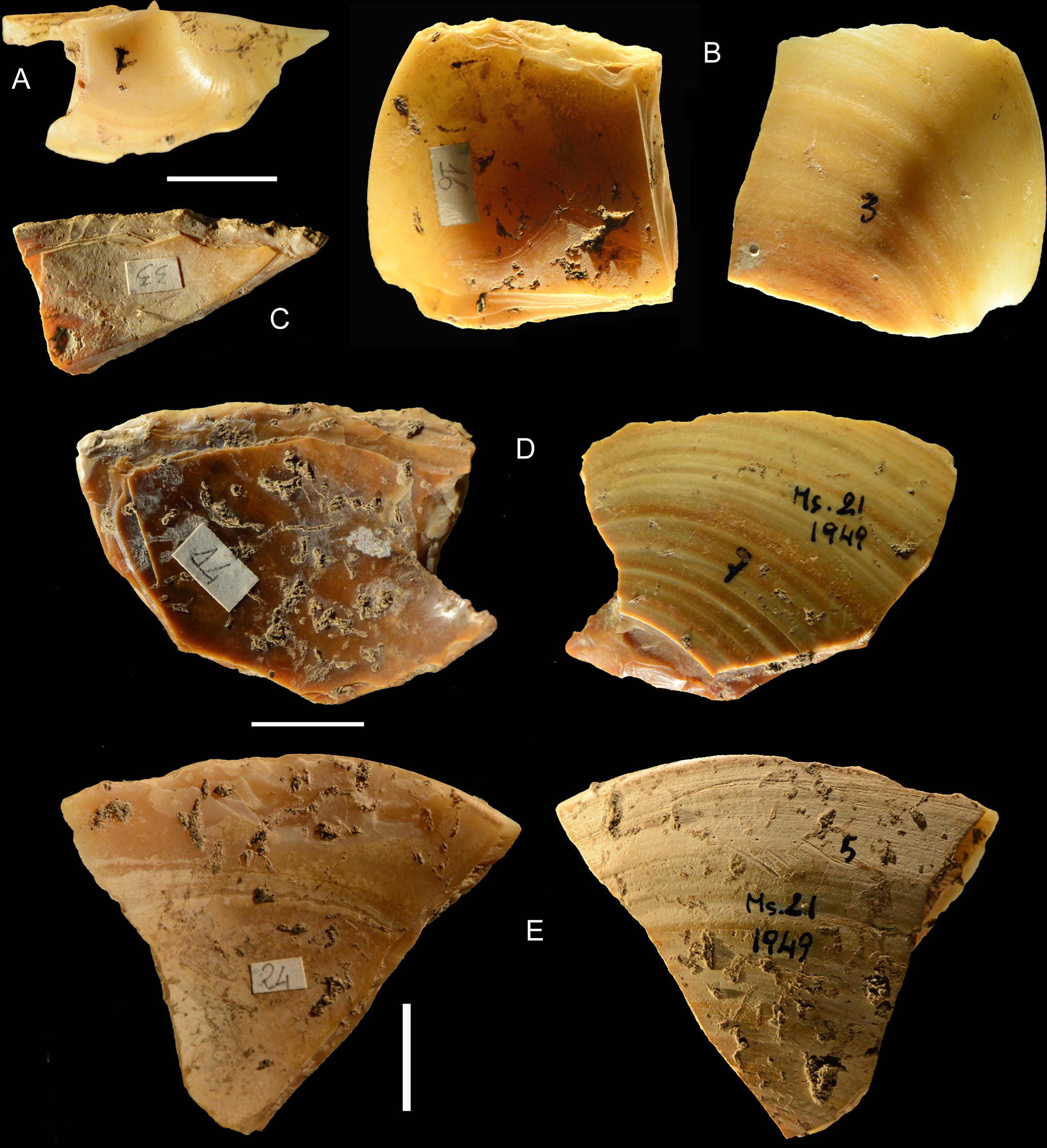
صدف هموار که برای خراشیدن استفاده می‌شده

شواهد حاکی از آن است که نئاندرتال‌ها در ۱۰ محوطهٔ ساحلی در ایتالیا (از جمله گروتا دل کاوالو و گروتا دئی موسکرینی) و غار کالاماکیای یونان از صدف‌های هموار برای ساختن ابزارهای خراش‌دهنده استفاده و احتمالاً آن‌ها را به دسته‌های چوبی وصل می‌کردند. آن‌ها احتمالاً این گونهٔ صدف را به دلیل داشتن بادوام‌ترین پوسته انتخاب می‌کردند. در گروتا دئی موسکرینی، حدود ۲۴٪ صدف‌ها به صورت زنده از کف دریا جمع‌آوری شده‌اند، به این معنی که این نئاندرتال‌ها مجبور بودند برای جمع‌آوری صدف‌ها وارد آب‌های کم‌عمق شوند. در گروتا دی سانتا لوچیای ایتالیا، نئاندرتال‌ها در کمان آتشفشانی کامپانیا سنگ پای آتشفشانی متخلخل جمع‌آوری می‌کردند؛ انسان‌های امروزی نیز از این سنگ‌ها استفاده می‌کردند و احتمالاً آن‌ها را برای صیقل دادن نوک‌ها و سوزن‌ها به کار می‌بردند. این سنگ پاها با ابزارهای صدفی مرتبط هستند.
الیاف پیچ‌خورده و قطعه‌ای از طناب با سه لایه الیاف پوست داخلی مرتبط به نئاندرتال‌ها از از آبری دو ماراس فرانسه یافت شده؛ این نشان می‌دهد آن‌ها نخ و طناب تولید می‌کردند، اما مشخص نیست این فناوری چقدر فراگیر بوده است زیرا مواد مورد استفاده برای ساخت آن‌ها (مانند موی حیوانات، پوست، تاندون یا الیاف گیاهی) تجزیه‌پذیر هستند و اثر کمی از آن‌ها باقی می‌ماند. این فناوری می‌تواند از آشنایی حداقلی نئاندرتال‌ها با نساجی و گره‌زنی حکایت کند. این توانایی در تولید تور، ظروف، بسته‌بندی، سبد، وسایل حمل، گره، بند، لباس، کفش، تخت‌خواب، رختخواب، تشک، کفپوش، سقف، دیوار و دام به آن‌ها کمک کند و در ساخت دستهٔ ابزار، ماهیگیری و دریانوردی حیاتی است. قدمت این قطعه طناب به ۵۲ تا ۴۱ هزار سال پیش برمی‌گردد و قدیمی‌ترین مدرک مستقیم از فناوری الیاف است، اگرچه مهره‌های صدفی سوراخ‌دار ۱۱۵ هزار ساله از کوئوا آنتون که احتمالاً برای درست کردن گردنبند به هم متصل شده بودند قدیمی‌ترین مدرک غیرمستقیم است. ربکا رگ سایکس، باستان‌شناس بریتانیایی، در سال ۲۰۲۰ محتاطانه نظر موافقش را دربارهٔ اصالت این یافته ابراز کرد، اما گفت این نخ آن قدر ضعیف بوده که کارکرد محدودی داشته است. یک احتمال این است که به عنوان رشته‌ای برای اتصال یا آویزان کردن اجسام کوچک استفاده می‌شده است.
شواهد باستان‌شناسی نشان می‌دهد نئاندرتال‌ها اغلب از پوست حیوانات و پوست درخت توس استفاده می‌کردند و شاید آن‌ها را در ساخت ظروف پخت و پز به کار می‌بردند، اگرچه این امر عمدتاً بر اساس شواهد غیرمستقیم مطرح شده است، زیرا بقایای این‌ها به خوبی فسیل نمی‌شود. این احتمال وجود دارد که نئاندرتال‌های غار کیبارای اسرائیل از لاک لاک‌پشت مهمیزدار به عنوان ظرف استفاده می‌کرده‌اند. در محوطهٔ پوگتی وکی ایتالیا شواهدی دیده شده مبنی بر اینکه نئاندرتال‌ها از آتش برای فرآوری شاخه‌های شمشاد استفاده می‌کردند تا چوب‌های حفاری — ابزاری رایج در جوامع شکارچی-گردآورندهٔ انسانی — بسازند.
«نیزه‌های شونینگن» مجموعه‌ای از نیزه‌های چوبی است که احتمالاً توسط نئاندرتال‌های اولیه ساخته شده و قدمت آن‌ها به حدود ۳۰۰ هزار سال پیش بازمی‌گردد. این نیزه‌ها در آلمان کشف شده است. نیزه‌های شونینگن به احتمال زیاد به عنوان سلاح پرتابی و نیزه‌های دستی مورد استفاده قرار می‌گرفتند. این ابزارها به‌طور خاص از چوب کاج نوئل (احتمالاً در برخی نمونه‌ها از چوب سیاه‌کاج) و کاج ساخته شده‌اند، با وجود اینکه این درختان در آن منطقه نادرند؛ این موضوع نشان می‌دهد که این نوع چوب به دلیل ویژگی‌های خاصش به‌طور عامدانه انتخاب شده است. پوست این نیزه‌ها به‌طور عمدی کنده شده و سپس انتهای آن‌ها با برش و خراشیدن تیز شده است. همچنین ابزارهای چوبی دیگری از چوب شکسته در این مکان پیدا شده است که برخی از آن‌ها گِرد و برخی نوک‌تیز هستند. این ابزارها با توجه به نوع نوکشان، احتمالاً برای کارهای خانگی مانند ایجاد سوراخ و صاف‌کنندهٔ پوست حیوانات مورد استفاده قرار می‌گرفتند. بر روی مصنوعات چوبی کشف‌شده نشانه‌هایی از استفادهٔ مجدد و تغییر شکل وجود دارد.

### آتش و ساخت‌وساز
در بسیاری از محوطه‌های موستری شواهدی از آتش دیده می‌شود — به ویژه در برخی از آن‌ها برای مدت‌های بسیار طولانی. اما مشخص نیست نئاندرتال‌ها می‌توانستند آتش برپا کنند یا فقط از آتش‌سوزی‌های طبیعی استفاده می‌کرده‌اند. از شواهد غیرمستقیم توانایی برپا کردن آتش یکی بقایای پیریت روی شماری از ابزارهای دو لبه از اواخر دورهٔ موستری (حدود ۵۰ هزار سال پیش) در شمال غربی فرانسه است (که نشان می‌دهد محتملا با استفاده از ضربهٔ آن آتش راه می‌انداختند). شاهد دیگر جمع‌آوری منگنز دی‌اکسید توسط نئاندرتال‌های متاخر است؛ منگنز دی‌اکسید می‌تواند دمای احتراق چوب را کاهش دهد. آن‌ها همچنین فضاها را برای فعالیت‌های خاص مانند تراشیدن سنگ، سلاخی، اجاق و انبار چوب تفکیک می‌کرده‌اند. در بسیاری از محوطه‌های نئاندرتال‌ها به دلیل تخریب طبیعی منطقه در طول ده‌ها هزار سال — از جمله نفوذ خرس‌ها پس از رها شدن سکونتگاه توسط نئاندرتال‌ها — شواهد چنین فعالیت‌هایی دیده نمی‌شود.
در تعدادی از غارها، شواهدی از وجود اجاق کشف شده است. نئاندرتال‌ها احتمالاً در هنگام ساختن اجاق نگاهی به گردش هوا هم می‌داشتند زیرا عدم تهویهٔ مناسب برای اجاق می‌تواند غار را در چند دقیقه غیرقابل سکونت کند. در سرپناه صخره‌ای آبریک رومانی در اسپانیا آثاری از هشت اجاق با فاصلهٔ مساوی دیده می‌شود که در امتداد دیوارهٔ سنگی ردیف شده‌اند و احتمالاً برای گرم ماندن در هنگام خواب استفاده می‌شده‌اند، به این صورت که یک نفر در هر سمت آتش می‌خوابیده است. در کوئوا دِ بولومور اسپانیا به خاطر اینکه اجاق‌ها در امتداد دیوار ردیف شده‌اند، دود به سمت بالا و سقف و سپس به بیرون از غار هدایت می‌شده است. در گروت دو لازارهٔ فرانسه دود احتمالاً در زمستان به‌طور طبیعی تهویه می‌شده است زیرا دمای داخل غار بیشتر از دمای بیرون بوده است؛ به همین ترتیب، محتملا فقط زمستان‌ها در این غار ساکن می‌شده‌اند.

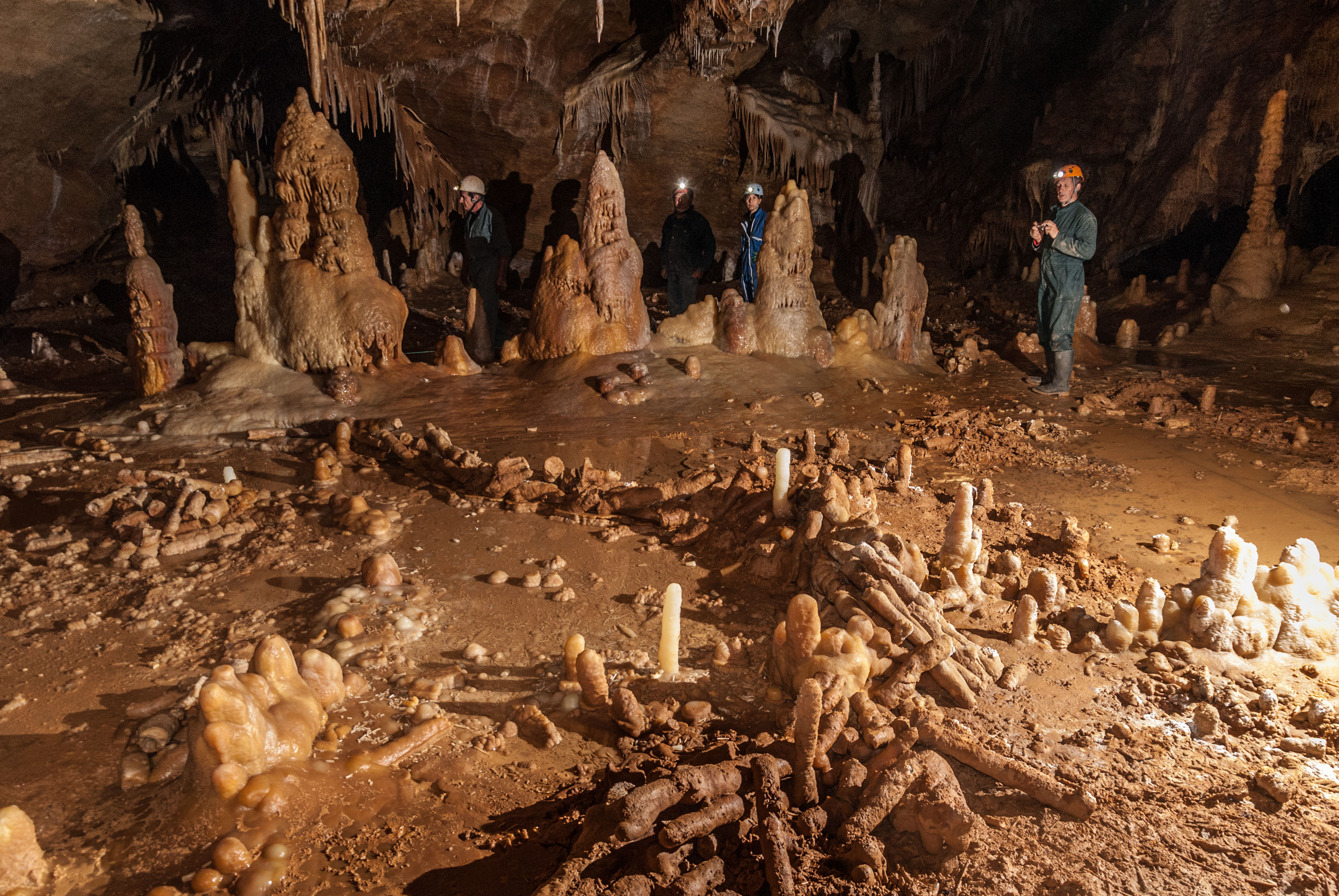
ساخته‌های حلقوی در غار برونیکل فرانسه

در سال ۱۹۹۰، دو سازهٔ حلقوی با چند متر عرض و به قدمت ۱۷۶ هزار سال، ساخته شده از قطعات شکستهٔ چکیده‌سنگ، در یک حفرهٔ بزرگ با فاصلهٔ بیش از ۳۰۰ متری از ورودی در غار برونیکل فرانسه کشف شد. یک حلقه، ۶٫۷ متر در ۴٫۵ متر بود و قطعات چکیده‌سنگ به‌طور متوسط ۳۴٫۴ سانتی‌متر طول داشتند. حلقهٔ دیگری ۲٫۲ متر در ۲٫۱ متر بود با قطعات چکیده‌سنگی به‌طور متوسط ۲۹٫۵ سانتی‌متری. همچنین چهار تودهٔ دیگر از قطعات چکیده‌سنگ به مجموع ۱۱۲ متر یا ۲٫۲ تن وجود داشت. شواهد استفاده از آتش و استخوان‌های سوخته می‌تواند حاصل فعالیت انسان نیز باشد. احتمالاً برای ساخت این سازه به گروهی از نئاندرتال‌ها نیاز بوده است، اما کارکرد واقعی این حفره نامشخص است. ساخت چنین سازه‌های پیچیده‌ای در اعماق یک غار در یافته‌های باستان‌شناسی بی‌سابقه است و مدرکی بر فناوری روشنایی و ساخت‌وساز پیشرفته و آشنایی بسیار با محیط‌های زیرزمینی است.
در محوطهٔ روباز مولداوای I در اوکراین که قدمت آن به ۴۴ هزار سال پیش بازمی‌گردد، شواهدی از سکونت‌گاهی حلقه‌ای شکل به ابعاد ۷ متر در ۱۰ متر وجود دارد که از استخوان‌های ماموت ساخته است. این سکونت‌گاه را احتمالاً برای اقامت بلندمدت چندین نئاندرتال ساخته‌اند. ساخت چنین سازه‌ای زمان زیادی می‌برده است. به نظر می‌رسد در این سکونت‌گاه اجاق، مکان‌های پخت و پز و یک کارگاه چخماق‌تراشی وجود داشته و آثاری از کار با چوب نیز در آن دیده می‌شود. همچنین گفته می‌شود انسان‌های امروزی دوران پارینه سنگی زبرین نیز در دشت‌های روسیه سازه‌هایی از استخوان‌های ماموت برای سکونت می‌ساختند.

### قطران درخت توس
نئاندرتال‌ها می‌توانستند قطران پوست درخت توس تهیه و برای چسباندن ابزار به دسته استفاده کنند. مدت‌ها تصور می‌شد قطران درخت توس تنها با روشی پیچیده قابل تهیه است و بنابراین نشان‌دهندهٔ مهارت‌های شناختی پیچیده و تبادلات فرهنگی است. با این حال، تحقیقی در سال ۲۰۱۹ نشان داد این ماده به سادگی با سوزاندن پوست درخت توس در کنار سطوح عمودی صاف، مانند سنگی شیب‌دار، قابل تهیه است. نتیجتاً، تولید قطران به خودی خود نیازمند فرایندهای فرهنگی خاصی نیست. با این حال، نئاندرتال‌ها در کونیگزاوهٔ آلمان با چنین روشی بر روی زمین قطران تولید نمی‌کردند، بلکه روش تولیدی زیرزمینیِ نیازمند مهارت فنی بالاتر داشتند. این یکی از بهترین مدارک موجود دال بر این است که برخی از فنون نئاندرتال‌ها از طریق فرایندهای فرهنگی منتقل می‌شده است.

### پوشاک
نئاندرتال‌ها احتمالاً در هنگام خواب می‌توانستند در محدودهٔ دمایی مشابه انسان‌های امروزی زنده بمانند: حدود ۳۲ درجهٔ سانتی‌گراد در فضای باز و با وزش باد ۵٫۴ کیلومتر در ساعت در حالت برهنگی، یا ۲۷–۲۸ درجهٔ سانتی‌گراد در فضای بسته در حالت برهنگی. بنت سورنسن، فیزیکدان دانمارکی با نظر به اینکه دمای محیط به‌طور قابل توجهی از این میزان پایین‌تر بود — میانگین دما در دورهٔ میان‌یخ‌بندان امین، ۱۷٫۴ درجهٔ سانتی‌گراد در ماه ژوئیه/تیر-مرداد و ۱ درجهٔ سانتی‌گراد در ماه ژانویه/دی-بهمن بود و در سردترین روزها تا منفی ۳۰ درجهٔ سانتی‌گراد کاهش می‌یافت — فرضیه‌ای مطرح می‌کند که نئاندرتال‌ها نیاز به لباس‌هایی داشتند که از رسیدن جریان هوا به پوست جلوگیری کند. خاصه در طول سفرهای طولانی (مانند شکار) احتمالاً کفش‌هایی که کاملاً پا را می‌پوشاند ضروری بوده است.
با این حال، تنها ابزار کشف شدهٔ نئاندرتال‌ها که شاید در تهیهٔ لباس هم به کار می‌رفته، ابزارهای خراش‌دهندهٔ پوست جانوران است، درحالی که سوزن‌های دوخت استخوان و ابزارهای دوخت و دوز یافت شده که تصور می‌شود انسان‌های امروزی معاصر نئاندرتال‌ها از آن‌ها استفاده می‌کرده‌اند. با ابزارهای خراش‌دهندهٔ پوست جانوران که نئاندرتال‌ها داشتند می‌شود وسایلی شبیه به پتو یا پانچو ساخت؛ هیچ مدرک مستقیمی وجود ندارد که نئاندرتال‌ها می‌توانستند لباس‌های سایز بدن تهیه کنند. شواهد غیرمستقیم از دوخت و دوز توسط نئاندرتال‌ها وجود دارد، از جمله توانایی تهیهٔ نخ که می‌تواند مدرکی بر توانایی بافندگی باشد. شاهد غیرمستقیم دیگر استخوان کف پای اسب با نوک طبیعی از کوئوا دِ لوس آویونِس اسپانیاست که بر اساس وجود رنگدانه‌های نارنجی بر آن، حدس زده می‌شود به عنوان مته برای سوراخ کردن پوست‌های رنگ‌شدهٔ جانوران استفاده می‌شده است. در هر حال، نئاندرتال‌ها نیاز داشتند بیشتر بدنشان را بپوشاندند و انسان‌های معاصرشان ۸۰ تا ۹۰٪ بدن خود را می‌پوشاندند.
از آنجایی که روشن است نئاندرتال و انسان امروزی در خاورمیانه آمیزش کرده‌اند و هیچ گونهٔ شپش بدن امروزی از شپش‌های بدن نئاندرتال‌ها نشأت نمی‌گیرد (شپش بدن فقط در افراد لباس‌پوش زندگی می‌کند)، این احتمال وجود دارد که نئاندرتال‌ها (و/یا انسان‌ها) در آب و هوای گرم‌تر لباس نمی‌پوشیده‌اند، یا شاید شپش‌های بدن نئاندرتال‌ها به شدت خاص خودشان بوده‌اند.

### دریانوردی
بقایای ابزارهای سنگی دورهٔ پارینه سنگی میانی در جزایر یونان می‌تواند نشان از دریانوردی نئاندرتال‌ها در دریای یونان باشد و احتمالاً پیشینهٔ آن به ۲۰۰ تا ۱۵۰ هزار سال پیش بازمی‌گردد. قدمت قدیمی‌ترین مصنوعات سنگی از کرت به ۱۳۰ تا ۱۰۷ هزار سال پیش، از کیفالونیا به ۱۲۵ هزار سال پیش و از زاکینتوس به ۱۱۰ تا ۳۵ هزار سال پیش می‌رسد. سازندگان این مصنوعات به احتمال زیاد سوار قایق‌های سادهٔ نی می‌شدند و سفرهای یک روزه انجام می‌دادند. ساردینیا، میلوس، آلونیسوس و ناکسوس (شاید ناکسوس آن زمان به خشکی متصل بوده) از دیگر جزایر مدیترانه هستند که چنین بقایایی در آن‌ها یافت شده است. همچنین این احتمال وجود دارد که نئاندرتال‌ها از تنگهٔ جبل‌الطارق عبور کرده باشند. اگر این برداشت درست باشد، توانایی نئاندرتال‌ها در ساخت قایق و پیمودن آب‌های آزاد حاکی از مهارت‌های شناختی و فنی پیشرفتهٔ آن‌هاست.

### پزشکی
به نظر می‌رسد نئاندرتال‌ها — با توجه به شکارهای خطرناک و شواهد گسترده از بهبود آسیب در استخوان‌هایشان — زندگی مملو از آسیب‌های مکرر و بهبودی پس از آن داشته‌اند. شکستگی‌های استخوانی که به خوبی بهبود یافته‌اند شاهدی بر استفاده از آتل است. نئاندرتال‌هایی که ضربه‌های شدید به سر و دنده (که منجر به خونریزی شدید می‌شود) متحمل شده‌اند نشان می‌دهند آن‌ها روشی برای پانسمان زخم‌های بزرگ، مانند باندهای ساخته شده از پوست جانوران داشتند. به‌طور کلی، به نظر می‌رسد آن‌ها از عفونت‌های شدید اجتناب می‌کردند که دال بر درمان مناسب بلندمدت چنین زخم‌هایی است.
دانش نئاندرتال‌ها در مورد گیاهان دارویی با انسان‌های معاصرشان قابل مقایسه بود. به نظر می‌رسد نئاندرتالی در کوئوا دل سیدرون اسپانیا از صنوبر — که حاوی اسید سالیسیلیک، ماده مؤثرهٔ آسپرین است — برای درمان آبسهٔ دندان استفاده می‌کرده است و همچنین آثاری از قارچ پنی‌سیلیوم کرایزوژنوم که آنتی‌بیوتیک تولید می‌کند نیز آنجا وجود دارد. نئاندرتال‌ها همچنین احتمالاً از بومادران و بابونه استفاده می‌کرده‌اند و طعم تلخ این گیاهان بدان معنی است که مصرف آن‌ها محتملا عامدانه بوده زیرا طعم تلخ می‌تواند نشان از سمی بودن گیاه باشد و نقش بازدارندگی دارد. در غار کبارای اسرائیل بقایای گیاهانی که در طول تاریخی برای خواص دارویی استفاده می‌شدند یافت شده است، از جمله انگور، پسته‌های بنه، بذرهای گاودانه و بلوط.

## زبان

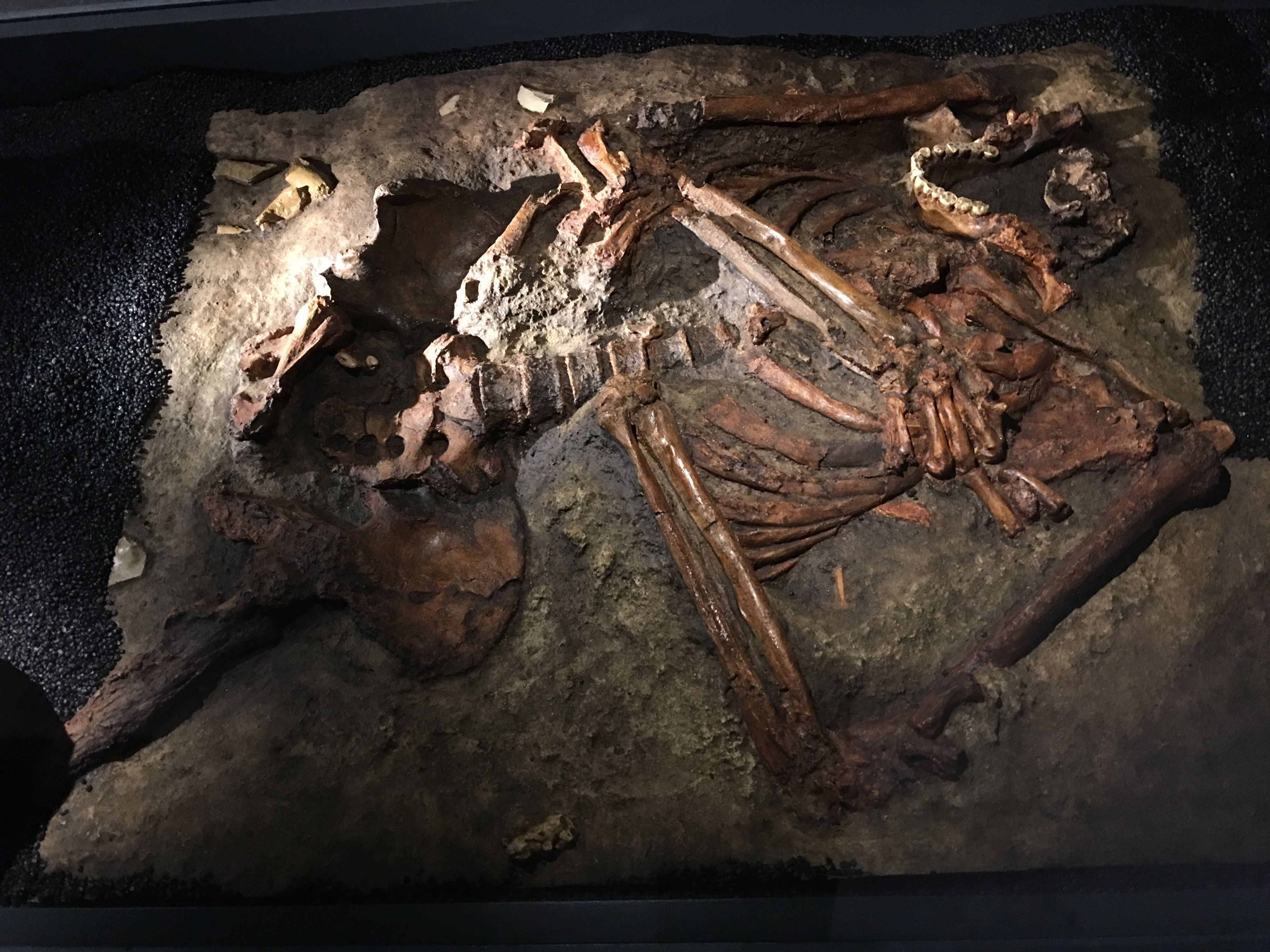
بازسازی اسکلت نئاندرتالی به نام کبارای ۲؛ موزه تاریخ طبیعی لندن

تعیین میزان پیچیدگی زبان نئاندرتال‌ها دشوار است، اما با توجه به اینکه آن‌ها به برخی پیچیدگی‌های فنی و فرهنگی دست یافتند و با انسان‌ها آمیختند، می‌توان به‌طور منطقی فرض کرد حداقل تا حدودی در صحبت کردن توانا و قابل مقایسه با انسان‌های امروزی بوده‌اند. برخی از محققان استدلال می‌کنند نئاندرتال‌ها برای بقا در محیط سختشان احتمالاً به زبانی نسبتاً پیچیده — تا سطحی که نحو خودش را داشته باشد — نیاز داشته‌اند، زیرا باید در مورد موضوعاتی مانند مکان‌ها، شکار و گردآوری و فنون ساخت ابزار ارتباط برقرار می‌کردند. ژن FOXP2 در انسان‌های امروزی با رشد گفتار و زبان مرتبط است. FOXP2 در نئاندرتال‌ها هم وجود داشته، اما نه همان واریانتی که در انسان امروزی دیده می‌شود. نئاندرتال‌ها ناحیهٔ بروکای — که وظیفهٔ شکل‌دهی جملات و درک گفتار را برعهده دارد — بزرگی داشتند اما از میان ۴۸ ژنی که تصور می‌شود بر بستر عصبی زبان تأثیر می‌گذارند، ۱۱ ژن الگوی متیلاسیون متفاوتی بین نئاندرتال‌ها و انسان‌های امروزی داشتند. این می‌تواند بدان معنا باشد که انسان‌های امروزی از نئاندرتال‌ها در بیان زبانی تواناتر بوده‌اند.

فیلیپ لیبرمن، دانشمندِ علوم شناختی، در سال ۱۹۷۱ تلاش کرد مسیر صوتی نئاندرتال‌ها را بازسازی کند و به این نتیجه رسید که به دلیل اندازهٔ بزرگ دهان و اندازهٔ کوچک حفرهٔ حلق (طبق بازسازی او)، شبیه به نوزادان بوده و بنابراین نئاندرتال‌ها قادر به ایجاد طیف وسیعی از صداهای گفتاری نبوده‌اند؛ نتیجتاً نیازی به حنجرهٔ پایین‌آمده برای جا دادن کل زبان در دهان نداشتند (حنجرهٔ نوزاد با افزایش سن پایین می‌رود). فیلیپ لیبرمن گفت نئاندرتال‌ها از نظر آناتومیکی قادر به تولید صداهای 
/a/, /i/, /u/, /ɔ/, /g/, /k/
 نبودند و بنابراین توانایی گفتار واضح نداشتند، هرچند همچنان می‌توانستند در سطحی فراتر از نخستی‌سانان غیرانسان صحبت کنند. با این حال، فقدان حنجرهٔ پایین‌آمده لزوماً به معنای کاهش ظرفیت تولید مصوت نیست. در سال ۱۹۸۳ استخوان لامی نئاندرتال (این استخوان در تولید گفتار انسان نقش دارد) در کبارای ۲ کشف شد. این استخوان لامی نئاندرتال تقریباً با استخوان لامی انسان یکسان است و ممکن است نشان دهد نئاندرتال‌ها توانایی صحبت کردن داشته‌اند. همچنین، انسان‌تباران باستانی سیما دِ لوس هوِسوس دارای استخوان لامی و گوش شبیه به انسان بودند و می‌تواند دال بر این باشد که دستگاه صوتی انسان امروزی در همان زمان فرگشت یافته است. با این حال، استخوان لامی به‌طور قطعی بینشی در مورد آناتومی مسیر صوتی فراهم نمی‌کند. تحقیقات بعدی دستگاه صوتی نئاندرتال‌ها را با انسان‌های امروزی قابل مقایسه و با دامنهٔ صوتی مشابهی بازسازی کرده‌اند. فیلیپ لیبرمن در سال ۲۰۱۵ این فرضیه را مطرح کرد که نئاندرتال‌ها می‌توانستند به زبانی با ساختار نحوی سخن بگویند، هرچند همچنان توانایی تسلط بر زبان‌های انسانی را نداشته‌اند.
اینکه مدرنیته رفتاری نوآوری جدید و منحصر به انسان‌های امروزی است یا اینکه نئاندرتال‌ها نیز از آن برخوردار بوده‌اند همچنان محل اختلاف است.

## دین و باورها

### خاک‌سپاری
نئاندرتال‌ها گاه مردگان خود را دفن می‌کردند — شاید همین مسئله سبب فراوانی بقایای فسیلی آن‌ها باشد — این رفتار به خودی خود نشان از اعتقاد مذهبی به زندگی پس از مرگ نیست، زیرا دفن مردگان می‌توانسته انگیزه‌های غیرنمادینی مانند عاطفهٔ شدید یا جلوگیری از خورده شدن جنازه توسط جانوران مردارخوار نیز داشته باشد.
برآورد می‌شود تاکنون ۳۶ تا ۶۰ محوطهٔ تدفینی نئاندرتال‌ها کشف شده باشد. به نظر نمی‌رسد قدیمی‌ترین تدفین‌های تأییدشده از حدود ۷۰ هزار سال پیش قدیمی تر باشد. شمار کم قبرهای یافت شدهٔ نئاندرتال‌ها نشان می‌دهد این عمل چندان رایج نبوده است. شیوهٔ تدفین در فرهنگ نئاندرتال‌ها عمدتاً در بر گیرندهٔ گورها و چاله‌های ساده و کم‌عمق بوده است. در محوطه‌هایی مانند لا فراسی فرانسه یا غار شانه‌در عراق افراد زیادی دفن شده‌اند و شاید این محوطه‌ها مراکز تدفین یا گورستان نئاندرتال‌ها بوده است.
آئین تدفین نئاندرتال‌ها از زمان کشف لا-شاپل-او-سن ۱ در سال ۱۹۰۸ محل بحث بوده است؛ این نئاندرتال در یک حفرهٔ کوچک مصنوعی در غاری در جنوب غربی فرانسه پیدا شد و ادعایی جنجالی مطرح شد که او را به صورت نمادین دفن کرده‌اند. گور دیگری در غار شانه‌در عراق با گَردهٔ چندین گل که محتملا در زمان دفن شکوفا بوده‌اند — بومادران، گل گندم، زلف پیر یعقوبی، کلاغک، ارمک و ختمی — مرتبط دانسته شد. خواص دارویی این گیاهان باستان‌شناس آمریکایی رالف سولکی را بر آن داشت تا نتیجه بگیرد مَردِ دفن‌شده رهبر، درمانگر یا شمن بوده است و اینکه «ارتباط گل‌ها با نئاندرتال‌ها بُعد جدیدی به دانش ما در مورد انسانیت او می‌افزاید و می‌گوید او روح داشته است.» با این حال، این احتمال نیز وجود دارد که گرده توسط جوندگان کوچک پس از مرگ مرد در آنجا انباشته شده باشد.
قبر کودکان و نوزادان به‌طور ویژه با اشیاء تدفینی مانند مصنوعات و استخوان همراه است؛ قبر نوزادی در لا فراسی فرانسه با سه تراشهٔ چخماق؛ و نوزادی از غار دیدریهٔ سوریه با یک سنگ چخماق مثلثی‌شکل روی سینه‌اش پیدا شد. بقایای کودکی ۱۰ ماهه در غار آمود اسرائیل با آروارهٔ مرال همراه بود که به احتمال زیاد به عمد در آنجا قرار داده شده بوده، زیرا از بقایای دیگر جانوران غیر از تکه‌های کوچک چیزی نمانده است. بقایای تشیک تاش ۱ — نئاندرتالی از ازبکستان — با شاخ‌های بزکوهی که دایره‌وار چیده شده بودند و تختهٔ سنگ آهکی که احتمال داده می‌شود سرش را نگه داشته است، پیدا شد. کودکی از کییک-کوبای کریمهٔ اوکراین با تیغهٔ چخماقی که رویش حکاکی معناداری وجود داشت کشف گردید. این حکاکی به احتمال زیاد نیازمند مهارت زیادی بوده است. به هرحال، اهمیت و ارزش اشیاء تدفینی نامشخص است، بنابراین وجود معنای نمادین در پشت این یافته‌ها قطعی تلقی نمی‌شود.

### باورها
در گذشته تصور می‌شد که استخوان‌های خرس غارنشین، به ویژه جمجمه‌اش، در برخی از غارهای اروپا به ترتیب خاصی چیده شده است و یادگار فرقه‌ای باستانی خرس‌پرستی است که خرس‌ها را شکار و سپس استخوان‌های آن‌ها را به‌طور تشریفاتی مرتب می‌کردند. این می‌تواند از جنس آیین‌های مرتبط با خرس در جوامع شکارچی-گردآورندهٔ انسان‌های امروزی شمالگان باشد، اما از سوی دیگر همچنین ممکن است استخوان‌ها بنا به دلایل طبیعی آنگونه کنار یکدیگر قرار گرفته باشد. همچنین کشف فرقهٔ خرس‌پرست می‌تواند نظریه‌ای که توتم‌باوری را نخستین دین می‌داند تأیید کند؛ بنابراین باید این را هم در نظر گرفت که چنین برداشتی از آن استخوان‌ها شاید صرفاً حاصل تفسیر بیش از حد شواهد برای رسیدن به نتیجهٔ دلخواه باشد.
نیز زمانی باور بر این بود که نئاندرتال‌ها به‌طور آیینی، نئاندرتال‌های دیگر را شکار می‌کردند، می‌کشتند و می‌خوردند و جمجمهٔ نئاندرتال مقتول محور برخی از مراسم‌هایشان بوده است. آلبرتو بلانک، دیرینه‌شناس ایتالیایی، در سال ۱۹۶۲ گفت بر روی جمجمه‌ای از گروتا گواتاری ایتالیا شواهدی از ضربهٔ سریع به سر — نشان‌دهندهٔ قتل آیینی — و بریدگی دقیق و عمدی در قاعده برای دسترسی به مغز وجود دارد. او این جمجمه را با جمجمهٔ قربانیان شکارچیان سر در مالزی و بورنئو مقایسه کرد و آن را شاهدی بر دین مبتنی بر جمجمه نامید. با این حال، امروزه تصور می‌شود این ضربه در واقع نتیجهٔ خورده شدن آن توسط کفتار غارنشین پس از مرگ نئاندرتال بوده است. اگرچه نئاندرتال‌ها گاه هم‌نوع‌خواری هم می‌کردند، اما شواهد قابل توجهی برای تأیید مراسم جدا کردن گوشت از استخوان وجود ندارد.
استوارت، جرالدین و کلایو فینلیسون، دیرینه‌مردم‌شناسان جبل‌الطارقی، و فرانسیسکو گوزمان، باستان‌شناس اسپانیایی، در سال ۲۰۱۹ این احتمال را مطرح کردند که عقاب طلایی برای نئاندرتال‌ها ارزشی نمادین داشته، چیزی که در برخی جوامع انسان‌های امروزی نیز دیده شده است. مدرک آن‌ها این بود که نئاندرتال‌ها در استخوان عقاب‌های طلایی در مقایسه با استخوان سایر پرندگان تغییرات بسیار بیشتری ایجاد کرده‌اند. این پژوهشگران با استناد به همین شواهد، فرضیهٔ «فرقهٔ پرندهٔ خورشید» را پیش نهادند — فرقه‌ای که در آن عقاب طلایی نماد قدرت بوده است. شواهدی از کراپینای کرواسی نشان می‌دهد احتمالاً چنگال پرندگان شکاری به عنوان زیورآلات شخصی استفاده می‌شده است زیرا ساییدگی ناشی از استفاده و حتی بقایای نخ در آن‌ها دیده شده است.

## آمیزش

### آمیزش با انسان‌های امروزی
در حدود ۶۰۰٬۰۰۰ سال پیش، انسان به دو قسمت تقسیم شد. یک گروه در آفریقا ماندند و به انسان‌های خردمند تبدیل شدند. دیگری از طریق زمین، به آسیا و سپس اروپا مهاجرت کرده و تبدیل به انسان نئاندرتال شدند. انسان‌های خردمند اولیه ۲۰۰٬۰۰۰ سال پیش از آفریقا بیرون آمدند و بیش از ۱۵۰٬۰۰۰ سال طول کشید تا سرزمین‌های نئاندرتال‌ها را تسخیر کنند.

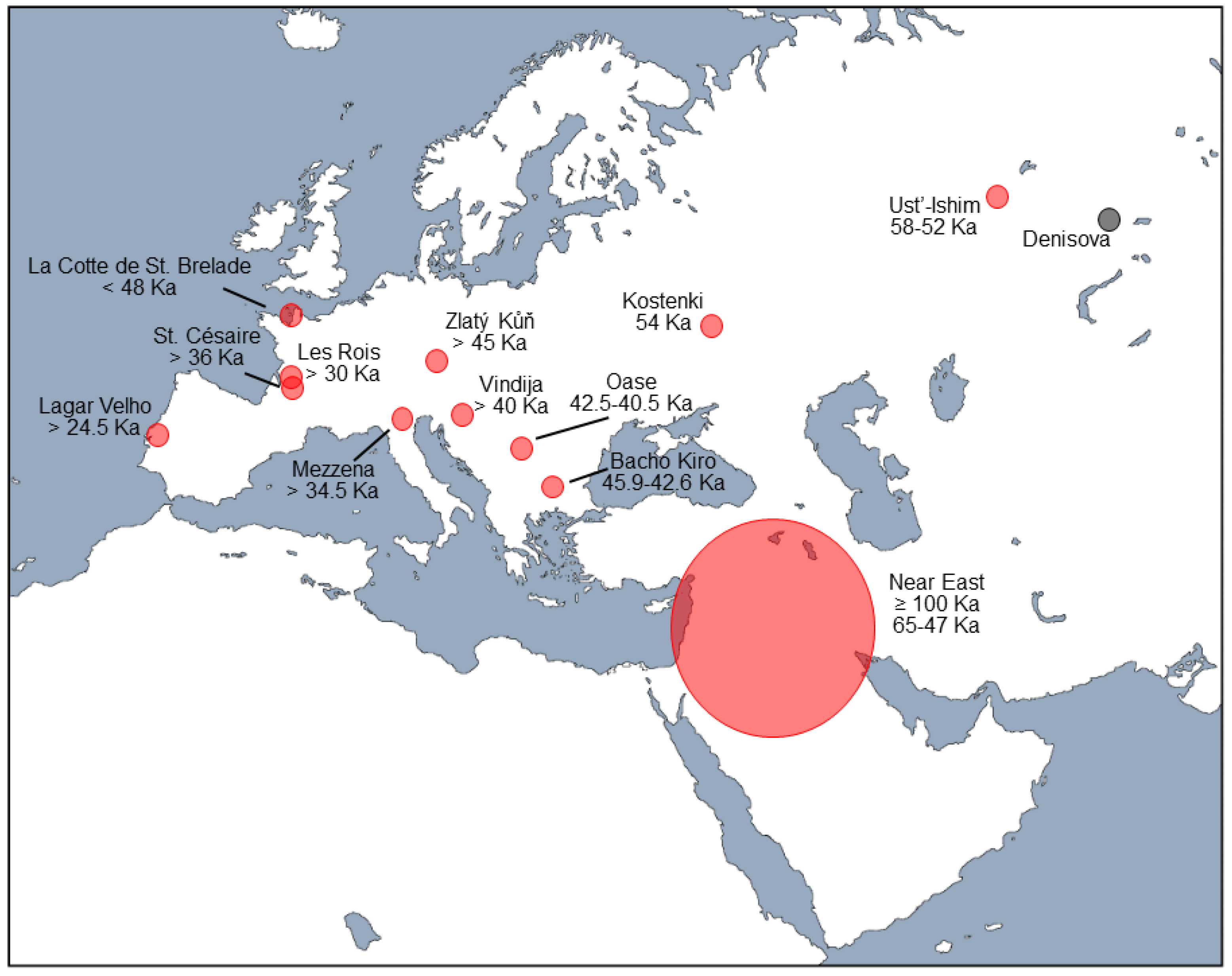
نقشهٔ اوراسیای غرب که مناطق و تاریخ‌های برآوردشدهٔ آمیزش احتمالی نئاندرتال- انسان امروزی (با رنگ قرمز) را بر اساس نمونه‌های فسیلی از مکان‌های مشخص شده نشان می‌دهد.

نخستین توالی ژنوم نئاندرتال در سال ۲۰۱۰ منتشر شد و به‌طور قاطعی بر آمیزش نئاندرتال‌ها و انسان‌های امروزیِ اولیه دلالت داشت. ژنوم تمام جمعیت‌های امروزی انسان‌ها که مورد تحقیق واقع شدند، دارای دی‌ان‌ای نئاندرتال است. برآوردهای مختلفی برای نسبت دی‌ان‌ای نئاندرتال در انسان وجود دارد — از ۱–۴٪ تا ۳٫۴–۷٫۹٪ در اوراسیایی‌های امروزی؛ یا ۱٫۸–۲٫۴٪ در اروپایی‌های امروزی و ۲٫۳–۲٫۶٪ در آسیایی‌های شرقی امروزی. به نظر می‌رسد درصد دی‌ان‌ای نئاندرتال در اروپایی‌هایِ پیش از ابداع کشاورزی مشابه یا کمی بالاتر از آسیایی‌های شرقی امروزی بوده است؛ ممکن است این درصد در اروپایی‌ها به این دلیل کاهش یافته است که اینان پس از آمیزش با نئاندرتال‌ها، از نو با گروهی دیگر از انسان‌هایی آمیخته‌اند که پیش از آمیزش با نئاندرتال‌ها از آن‌ها جدا شده بودند. تحقیقات معمولاً سطح قابل توجهی از دی‌ان‌ای نئاندرتال در انسان‌های آفریقایی جنوب صحرا نیافته‌اند، اما مطالعه‌ای در سال ۲۰۲۰ نشان داد که ۰٫۳ تا ۰٫۵٪ دی‌ان‌ای نئاندرتال در ژنوم پنج نمونهٔ جمعیتی آفریقایی وجود دارد که به احتمال زیاد حاصل مهاجرت معکوس اوراسیایی‌ها و آمیزش آن‌ها با آفریقایی‌ها بوده است. دلیل دیگر می‌تواند آن باشد که پیش از مهاجرت بزرگ انسان‌ها از آفریقا، گروه کوچک‌تری از انسان‌ها از آفریقا خارج شده بودند و اینان بودند که با نئاندرتال‌ها آمیزش کردند. این مطالعه همچنین درصدهای نسبتاً مساوی از دی‌ان‌ای نئاندرتال در جمعیت‌های اروپایی و آسیایی گزارش کرد. چنین درصدهای پایین دی‌ان‌ای نئاندرتال در تمام جمعیت‌های امروزیِ انسان‌ها نشان می‌دهد که آمیزش انسان-نئاندرتال چندان فراگیر نبوده است، مگر اینکه این آمیزش میان نئاندرتال‌ها و جمعیت متفاوتی از انسان‌های امروزی بیشتر رخ داده باشد و آن گروه از انسان‌ها اثر زیادی بر خزانهٔ ژنی جمعیت‌های کنونی انسان‌ها نگذاشته باشند. از ژنومی که انسان‌ها از نئاندرتال به ارث برده‌اند، ۲۵٪ در اروپایی‌های امروزی و ۳۲٪ در آسیایی‌های شرقی امروزی ممکن است مرتبط با ایمنی ویروسی باشد. در مجموع، به نظر می‌رسد که حدود ۲۰٪ از ژنوم نئاندرتال در خزانهٔ ژنی انسان‌های کنونی برجای مانده است.
با این حال، به دلیل جمعیت کم نئاندرتال‌ها و در نتیجه کاهش اثربخشی انتخاب طبیعی بر ایشان، چند جهش کم‌ضرر در نئاندرتال‌ها انباشته شده بود که آن را به جمعیت بسیار بزرگ‌تر انسان‌های امروزی وارد کردند. این جهش‌ها به آرامی در اثر انتخاب طبیعی از جمعیت انسان‌ها حذف شده است. جمعیت اولیه دورگهٔ انسان-نئاندرتال ممکن است در مقایسه با انسان‌های معاصر تا ۹۴٪ کاهش برازش تجربه کرده باشد. با این معیار، برازش نئاندرتال‌ها ممکن است در اثر آمیزش با انسان به‌طور قابل توجهی افزایش یافته باشد. تحقیقی در سال ۲۰۱۷ روی ژن‌های باستانی در ترکیه، ارتباط‌هایی میان داشتن این ژن‌ها با بیماری سلیاک، شدت مالاریا و سندرم کاستلو پیدا کرد. به هر حال، برخی از ژن‌ها شاید به انسان‌های آسیای شرقی امروزی در سازگاری با محیط کمک کرده باشند. واریانت احتمالاً نئاندرتالی Val92Met ژن MC1R که ممکن است به‌طور ضعیفی با موی قرمز و حساسیت به اشعهٔ فرابنفش مرتبط باشد، در درجهٔ اول در شرق آسیا — به جای اروپا — یافت می‌شود. به نظر می‌رسد که برخی از ژن‌های مرتبط با دستگاه ایمنی انسان تحت تأثیر آمیزش با نئاندرتال‌ها قرار گرفته‌اند و ممکن است به انسان در مهاجرت‌هایش کمک کرده باشند، مانند ژن‌های OAS1،STAT2، TLR6 ،TLR1 ،TLR10 و چند ژن مرتبط با پاسخ ایمنی. علاوه بر این، ژن‌های نئاندرتال‌ها در ساختار و عملکرد مغز، رشته‌های میانی، سوخت‌وساز قند، انقباض عضلات، توزیع چربی بدن، ضخامت مینای دندان و میوز اووسیت نیز دخیل بوده‌اند. با این وجود، به نظر می‌رسد که بخش زیادی از آنچه از نئاندرتال‌ها در انسان برجای مانده، دی‌ان‌ای بی‌رمز («زائد») با کارکردهای زیستی اندک است.

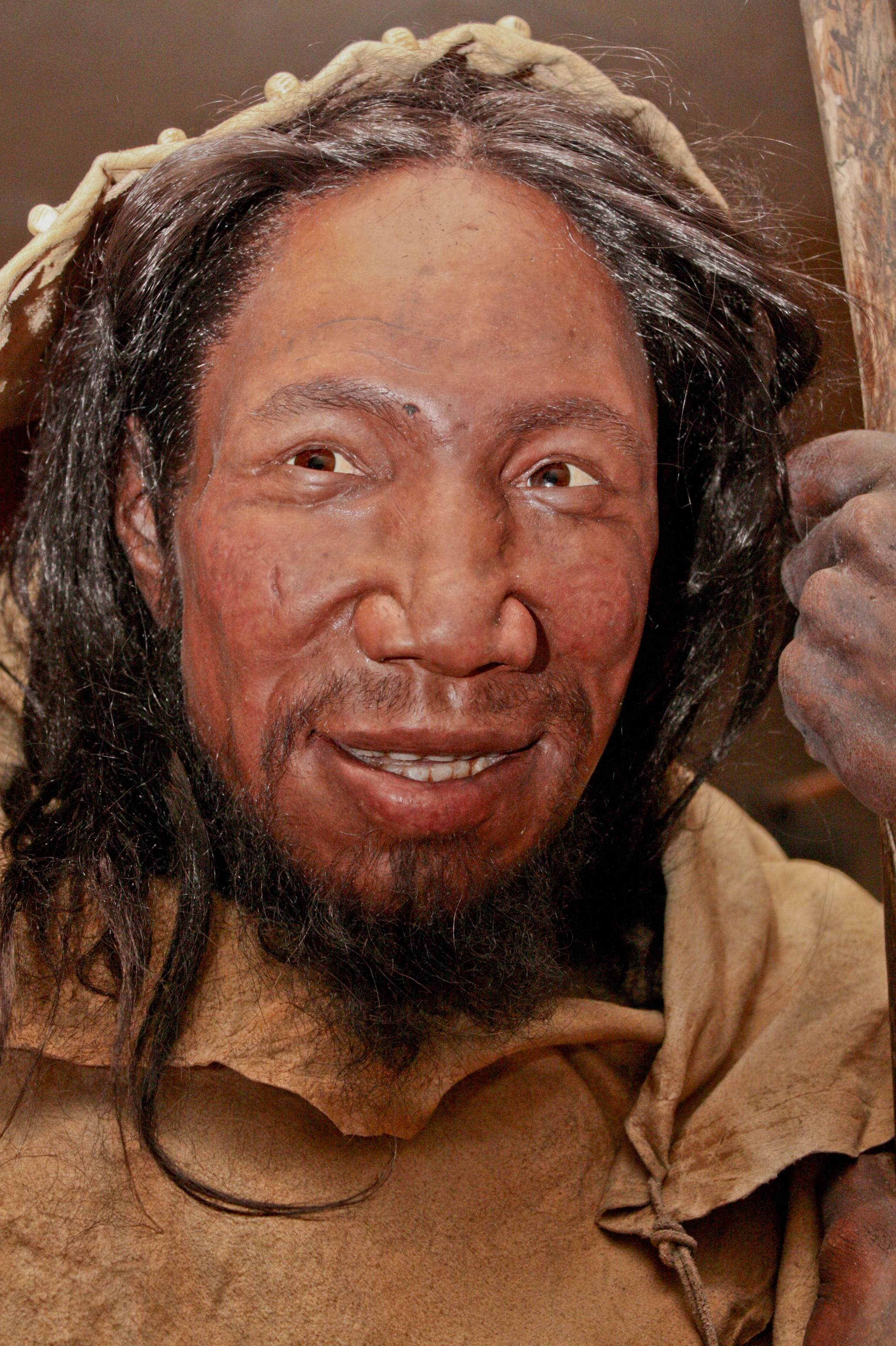
بازسازی انسانی به نام اواسهٔ ۲ که در دورهٔ پارینه‌سنگی زبرین می‌زیست و ۷٫۳٪ دی‌ان‌ای نئاندرتال دارد. او یک جد نئاندرتال تا حداکثر چهار تا شش نسل پیش داشته است.

انسان‌ها در کروموزوم ایکس نسبت کروموزوم‌های غیرجنسی درصد دی‌ان‌ای نئاندرتال خیلی کمتری دارند. نظر به این مسئله، این دیدگاه مطرح شد که آمیزش انسان‌های امروزی با نئاندرتال‌ها عمدتاً میان زنان انسان و مردان نئاندرتال بوده است. دیگران پیشنهاد کرده‌اند که این ممکن است به دلیل انتخاب منفی علیه الل‌های نئاندرتال باشد (ژن‌های مضر نئاندرتال در انسان از بین رفته باشند). با این حال این دو فرضیه لزوماً یکدیگر را نقض نمی‌کنند. مطالعه‌ای در سال ۲۰۲۳ تأیید کرد که بهترین توضیح برای پایین بودن سطح دی‌ان‌ای نئاندرتال روی کروموزوم‌های ایکس بالاتر بودن درصد زنان انسان و مردان نئاندرتال در آمیزش‌ها انسان-نئاندرتال بوده است. همین مطالعه شواهدی از انتخاب منفی در ژن‌های باستانی یافت.
دی‌ان‌ای میتوکندریایی نئاندرتال در انسان‌های امروزی وجود ندارد. دی‌ان‌ای میتوکندریایی از مادر به فرزند منتقل می‌شود. این مدرکی است که آمیزش عمدتاً میان مردان نئاندرتال و زنان انسان امروزی رخ داده است. به گفتهٔ سوانته پبو، روشن نیست که انسان‌های امروزی بر نئاندرتال‌ها تسلط اجتماعی داشته‌اند یا نه؛ همین ممکن است روشن کند که چرا آمیزش بیشتر میان مردان نئاندرتال و زنان انسان امروزی رخ داده است. علاوه بر این، حتی اگر زنان نئاندرتال و مردان انسان امروزی با هم آمیزش کرده باشند و دی‌ان‌ای میتوکندریایی از مادر نئاندرتال به فرزندان دورگه منتقل شده باشد، هر زن دورگهٔ حاصل این آمیزش که فقط پسر به دنیا می‌آورد، دی‌ان‌ای میتوکندریایی نئاندرتالی خود را به نسل‌های بعدی منتقل نمی‌کرد و در نتیجه این دی‌ان‌ای میتوکندریایی در نسل او از بین می‌رفته است.
کروموزوم‌های Y مشتق‌شده از نئاندرتال هم در انسان‌های امروزی وجود ندارد. این کروموزوم از پدر به پسر منتقل می‌شود؛ بنابراین دو احتمال پیشنهاد شده است: یا دورگه‌هایی که نسلشان در جمعیت‌های امروزی انسان باقی مانده، عمدتاً زن بوده‌اند؛ یا کروموزوم Y نئاندرتال با انسان امروزی سازگار نبوده و منقرض شده است.
آخرین شارش ژنی نئاندرتال به ژنوم انسان امروزی ۸۶–۳۷ هزار سال پیش — به احتمال زیاد ۶۵–۴۷ هزار سال پیش — رخ داده است. تصور بر این است که آن ژن‌های نئاندرتال که به ژنوم انسان امروزی وارد شده‌اند، ناشی از آمیزش در خاورمیانه و نه در اروپا بوده است. با این حال، آمیزش انسان-نئاندرتال همچنان در مکان‌های دیگر مانند اروپا، بدون اینکه اثرش در ژنوم انسان‌های امروزی بماند اتفاق افتاده است. در سال ۲۰۱۵، مشخص شد که اواسه ۲، انسانی امروزی با قدمت تقریبی ۴۰ هزار سال از رومانی، دارای ۶–۹٪ (برآورد نقطه‌ای: ۷٫۳٪) دی‌ان‌ای نئاندرتال است — یعنی او یک جد نئاندرتال تا حداکثر چهار تا شش نسل پیش داشته است؛ اما به نظر نمی‌رسد که این جمعیت دورگه سهم قابل توجهی در ژنوم اروپایی‌های بعدی داشته باشند.
در سال ۲۰۱۶، دی‌ان‌ای نئاندرتال‌ها از غار دنیسووا نشان داد که آمیزشی در حدود ۱۰۰ هزار سال رخ داده است. همچنین آمیزش نئاندرتال‌ها با امواج اولیهٔ انسان امروزی ممکن است در مکان‌هایی مانند سرزمین شام تا ۱۲۰ هزار سال پیش هم رخ داده باشد. قدیمی‌ترین بقایای انسان امروزی خارج از آفریقا در غار میسلیه با قدمت ۱۹۴–۱۷۷ هزار سال و غارهای سخول و قفزه با قدمت ۱۲۰–۹۰ هزار سال (هر سه در اسرائیل) یافت شده‌اند. انسان‌های قفزه تقریباً همزمان با نئاندرتال‌های غار طابون (غاری در نزدیکی همان منطقه) زندگی می‌کردند. نئاندرتال‌های هولنشتاین-اشتادل آلمان در مقایسه با نئاندرتال‌های اخیرتر، دارای دی‌ان‌ای میتوکندریایی بسیار متفاوتی هستند — احتمالاً دی‌ان‌ای میتوکندریایی انسان بین ۳۱۶٬۰۰۰ تا ۲۱۹٬۰۰۰ سال پیش به دلیل آمیزش وارد دی‌ان‌ای آن‌ها شد یا شاید صرفاً به دلیل انزوای ژنتیکی نئاندرتال‌های هولنشتاین-اشتادل بوده است. به هر حال، هیچ ردی از این آمیزش در ژنوم انسان امروزی باقی نمانده است.
شواهد ژنتیکی نشان می‌دهد که نئاندرتال‌ها پس از جدایی از دنیسوواها، شارش ژنی (حدود ۳٪ از ژنوم آن‌ها) از تباری دریافت کردند که در نهایت منتهی به انسان‌های امروزی شد. این آمیزش به احتمال زیاد پیش از مهاجرت انسان‌های امروزی از آفریقا در طول آخرین دورهٔ یخبندان و حدود ۲۰۰–۳۰۰ هزار سال پیش رخ داده است.
آمیزش میان نئاندرتال‌ها و انسان‌های امروزی منتقدانی هم در جامعهٔ علمی دارد؛ اینان استدلال می‌کنند که شباهت ژنتیکی از نیای مشترک انسان و نئاندرتال باقی مانده است و حاصل آمیزش نبوده است. اما این محتمل نیست زیرا آفریقایی‌های جنوب صحرا دی‌ان‌ای نئاندرتال ندارند.

### آمیزش با دنیسوواها
اگرچه دی‌ان‌ای هسته‌ای تأیید می‌کند که نئاندرتال‌ها و دنیسوواها به هم نزدیک‌تر هستند تا به انسان امروزی، اما در نئاندرتال‌ها و انسان‌های امروزی دی‌ان‌ای میتوکندریایی از جد مشترک مادری نزدیک‌تری دیده می‌شود. این احتمالاً به دلیل آمیزش دنیسوواها با گونهٔ ناشناخته‌ای از انسان است. انسان‌های نئاندرتال‌مانند ۴۰۰ هزارسالهٔ سیما دلوس هوئسس در شمال اسپانیا بر اساس دی‌ان‌ای میتوکندریایی‌شان، به دنیسوواها نزدیک‌تر هستند تا به نئاندرتال‌ها. چندین فسیل نئاندرتال‌مانند در اوراسیا از دورهٔ زمانی مشابه یافت شد که اغلب در گونهٔ انسان هایدلبرگی گروه‌بندی می‌شوند و برخی از آن‌ها می‌توانند جمعیت‌های بازماندهٔ انسان‌های قدیمی‌تر باشند که احتمال آمیزششان با دنیسوواها وجود دارد. این همچنین توضیح مناسبی برای نئاندرتال آلمانی تقریباً ۱۲۴-هزارساله به‌شمار می‌رود؛ دی‌ان‌ای میتوکندریایی این نئاندرتال حدود ۲۷۰ هزار سال پیش از دیگر نئاندرتال‌ها (به جز نئاندرتال‌های سیما دلوس هوئسس) جدا شده است، اما دی‌ان‌ای ژنومی او (دی‌ان‌ای منتقل‌شده از پدر و مادر) نشان‌دهندهٔ جدایی کمتر از ۱۵۰ هزار سال پیش است.
توالی‌یابی ژنوم یک دنیسووا از غار دنیسووای سیبری نشان می‌دهد که ۱۷٪ از ژنوم او از نئاندرتال‌ها به ارث رسیده است. این دی‌ان‌ای نئاندرتال شباهت بیشتری به استخوان نئاندرتال ۱۲۰-هزارساله از همان غار داشت تا به نئاندرتال‌های غار ویندیای کرواسی یا غار مزمایسکایای قفقاز — بنابراین این آمیزش احتمالاً محلی بوده است. دنیسووا ۱۱ زنی از ۹۰ هزار سال پیش است. پدر او دنیسووایی مرتبط با ساکنان اخیر همان منطقه (غار دنیسووا) و مادرش نئاندرتالی مرتبط به نئاندرتال‌های اروپایی اخیر در غار ویندیای کرواسی بوده است. با توجه به اینکه تعداد کمی از استخوان‌های دنیسوواها کشف شده است، کشف دورگهٔ نسل اول نشان می‌دهد که آمیزش میان این دو گونه بسیار رایج بوده و مهاجرت نئاندرتال‌ها در اوراسیا به احتمال زیاد زمانی پس از ۱۲۰ هزار سال پیش رخ داده است.

## انقراض

### گذار از نئاندرتال به انسان امروزی

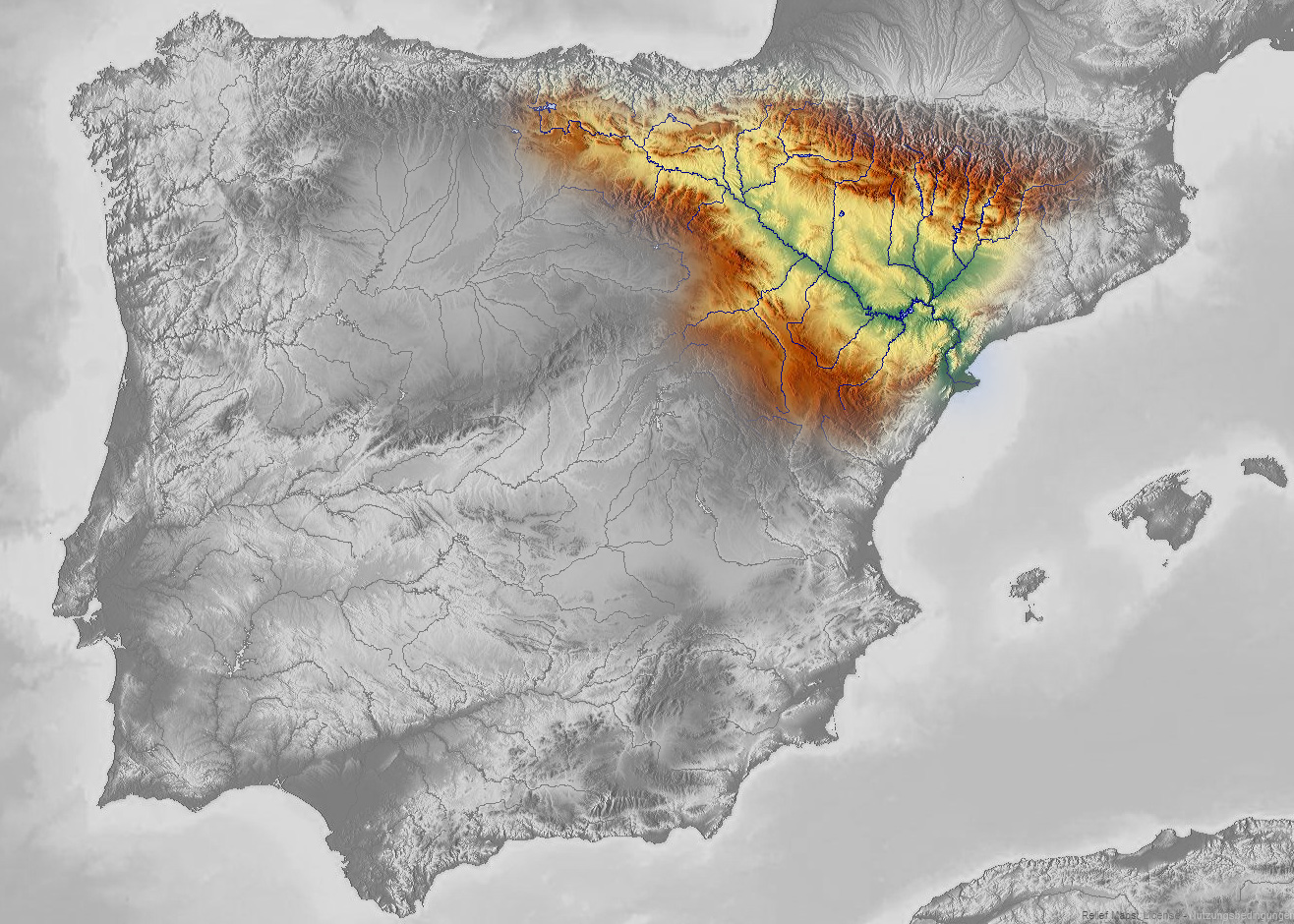
رودخانهٔ ایبرو در شمال اسپانیا

انقراض نئاندرتال‌ها بخشی از رویداد انقراض جانوران بزرگ در اواخر دورهٔ پلیستوسن بوده است. دلیل انقراض آن‌ها هرچه بود، نئاندرتال‌ها جای خود را به انسان‌های امروزی دادند. نمود این اتفاق در جایگزینی تقریباً کامل فناوری ابزار سنگی موستری دوران پارینه‌سنگی میانی (متعلق به نئاندرتال‌ها) با فناوری ابزار سنگی اوریگنیشن دوران پارینه‌سنگی زبرین (متعلق به انسان امروزی) در سراسر اروپا میان ۴۱٬۰۰۰ تا ۳۹٬۰۰۰ سال پیش مشهود است. نئاندرتال‌ها به‌طور تقریبی بین ۴۴٬۲۰۰ تا ۴۰٬۶۰۰ سال پیش از شمال غرب اروپا ناپدید شدند. با این حال، با توجه به گذار از دوره‌های مختلف ابزارهای سنگی — شاتِلپرونی، اولوتزی، پروتواوریگنیشن و اوریگنیشن اولیه — تصور می‌شود که نئاندرتال‌های شبه‌جزیرهٔ ایبری تا حدود ۳۵٬۰۰۰ سال پیش زنده ماندند. پروتواوریگنیشن و اوریگنیشن اولیه به انسان‌های امروزی نسبت داده می‌شود، اما سازندگان ابزارهای شاتِلپرونی و اولوتزی تأیید نشده‌اند و شاید محصول همزیستی و تبادلات فرهنگی میان نئاندرتال‌ها و انسان‌های امروزی باشند. علاوه بر این، ابزارهای اوریگنیشن در جنوب رودخانهٔ ایبرو از حدود ۳۷٬۵۰۰ سال پیش پدیدار می‌شوند که منجر به فرضیهٔ «مرز ایبرو» شده است. این فرضیه بیان می‌کند که این رودخانه مانعی جغرافیایی ایجاد و از مهاجرت انسان‌های امروزی جلوگیری کرده است و بدین ترتیب باعث تداوم بقای نئاندرتال‌ها شده است. با این حال، تاریخ‌گذاری گذار از نئاندرتال به انسان در شبه‌جزیرهٔ ایبری مورد مناقشه است و تاریخ گذار در کوئوا باخوندیلو اسپانیا بین ۴۳٬۰۰۰ تا ۴۰٬۸۰۰ سال پیش برآورد می‌شود. ابزارهای شاتِلپرونی در شمال شرقی ایبری حدود ۴۲٬۵۰۰ تا ۴۱٬۶۰۰ سال پیش پدیدار می‌شود.
برخی از نئاندرتال‌های جبل‌الطارق بسیار متاخرتر هستند — مانند زافارایا (۳۰٬۰۰۰ سال پیش) و غار گورهام (۲۸٬۰۰۰ سال پیش) — که البته ممکن است این تاریخ نادرست باشد، زیرا بر اساس دست‌ساخته‌های مبهم به جای تکیه بر تاریخ‌گذاری مستقیم برآورد شده است. ادعای بقای نئاندرتال‌ها در پناهگاهی قطبی در رشته‌کوه اورال با توجه به ابزارهای سنگی موستری از محوطهٔ بایزووایا در شمال سیبری که به ۳۴٬۰۰۰ سال پیش برمی‌گردد، تا حدی شواهدی — اگرچه ضعیف — دارد؛ انسان‌های امروزی محتملا در این زمان هنوز بخش‌های شمالی اروپا را تصاحب نکرده بودند. با این حال، بقایایی از انسان‌های امروزی از محوطهٔ مامونتوفایا کوریا در همان نزدیکی شناخته شده است و قدمتشان به ۴۰٬۰۰۰ سال پیش برمی‌گردد. تاریخ‌گذاری غیرمستقیم بقایای نئاندرتال‌ها از غار مِزمایسکایا حدود ۳۰٬۰۰۰ سال پیش را نشان می‌دهد، اما تاریخ‌گذاری مستقیم ۳۹٬۷۰۰ سال پیش (۱۱۰۰ سال کمتر یا بیشتر) را به دست داد که با آنچه در دیگر نقاط اروپا دیده شد مطابقت بیشتری دارد.
قدیمی‌ترین نشانهٔ ورود انسان‌های امروزی به اروپا در دورهٔ پارینه‌سنگی زبرین، بقایای صنایع سنگی بوهونیایی در بالکان است که از ۴۸٬۰۰۰ سال پیش آغاز می‌شود و احتمالاً از صنعت سنگی امیران در سرزمین شام سرچشمه گرفته است. قدیمی‌ترین استخوان‌های انسان در اروپا نیز به حدود ‎۴۵–۴۳٬۰۰۰ سال پیش در بلغارستان، ایتالیا، و بریتانیا بازمی‌گردد. این موج از انسان‌های امروزی جایگزین نئاندرتال‌ها شدند. با این حال، نئاندرتال‌ها و انسان‌های امروزی تاریخچهٔ تماس بسیار طولانی‌تری دارند. شواهد دی‌ان‌ای حاکی از تماس انسان‌های امروزی با نئاندرتال‌ها و آمیزش آن‌ها حداقل در ۱۲۰ تا ۱۰۰ هزار سال پیش است. قطعه‌های جمجمهٔ ۲۱۰ هزارساله‌ای از غار آپیدمای یونان ابتدا به نئاندرتال‌ها نسبت داده شد، اما آنالیز مجدد در سال ۲۰۱۹ دانشمندان را به این نتیجه رساند که متعلق به یک انسان امروزی بوده است. همچنین یک جمجمهٔ نئاندرتال متعلق به ۱۷۰ هزار سال پیش از همین غار، نشان می‌دهد که نئاندرتال‌ها جایگزین انسان‌های امروزی شدند تا اینکه انسان‌ها حدود ۴۰ هزار سال پیش به این غار بازگشتند. تحقیقی در سال ۲۰۲۰ این انتساب را رد کرد. بر اساس شواهد باستان‌شناسی، نئاندرتال‌ها حدود ۱۰۰٬۰۰۰ سال پیش در خاورمیانه انسان‌های امروزی را از برخی مناطق راندند و این وضعیت تا حدود ۶۰–۵۰ هزار سال پیش ادامه یافته است.

### دلایل انقراض

#### انسان‌های امروزی

نقشهٔ پراکندگی اعضای سردهٔ انسان
انسان راست‌قامت
نئاندرتال
انسان امروزی اولیه

در گذشته، این‌طور گفته می‌شد که فناوری انسان‌های امروزی به‌طور قابل توجهی برتر از نئاندرتال‌ها بوده است و انسان‌های امروزی سلاح‌ها و استراتژی‌های معیشتی کارآمدتری داشتند. بدین ترتیب، نئاندرتال‌ها که توانایی رقابت با آن‌ها را نداشتند، منقرض شدند.
کشف دورگه‌های نئاندرتال/انسان‌های امروزی سبب احیای فرضیهٔ خاستگاه چندمنطقه‌ای شده است؛ فرضیه‌ای که می‌گوید ترکیب ژنتیکی کنونیِ تمام انسان‌ها نتیجهٔ تماس ژنتیکی پیچیده میان جمعیت‌های مختلف انسان‌هایی است که در سراسر جهان پراکنده شده بودند. بر این اساس، نئاندرتال‌ها و دیگر انسان‌های باستانی در درونِ ژنوم انسان مدرن حل شدند — به بیان دیگر، نئاندرتال‌ها از طریق آمیزش با جمعیت به مراتب بیشتر انسان‌های امروزی و زاییدن فرزندان دورگه به انقراض کشیده شدند. انسان‌های امروزی برای حدود ۳٬۰۰۰ تا ۵٬۰۰۰ سال در اروپا با نئاندرتال‌ها همزیستی داشتند.

#### تغییر اقلیم
انقراض نهایی نئاندرتال‌ها با رویداد هاینریش ۴، دوره‌ای با فصولی بسیار متغیر و متفاوت، همزمان است؛ رویدادهای هاینریش بعدی نیز با دگرگونی‌های عظیم فرهنگی و کاهش شدید جمعیت انسان‌های اروپا مرتبط دانسته می‌شود. این تغییر آب و هوا ممکن است مانند دوره‌های سرمای ناگهانی پیشین باعث خالی شدن چند منطقه از نئاندرتال‌ها شده باشد، اما این بار انسان‌های مهاجر جای خالی نئاندرتال‌ها در مناطق مورد نظر را گرفتند و باعث انقراض نئاندرتال‌ها شدند. در جنوب شبه‌جزیرهٔ ایبری، شواهدی وجود دارد که جمعیت نئاندرتال‌ها در طول رویداد هاینریش ۴ و گسترش بیابان‌های بوته‌ای کاهش یافته است.
همچنین پیشنهاد شده است که تغییر آب و هوا عامل اصلی انقراض نئاندرتال‌ها بوده است، زیرا جمعیت کم آن‌ها را در برابر هرگونه تغییر محیطی آسیب‌پذیر می‌کرده است — به طوری که حتی کاهش اندکی در نرخ بقاء یا زادوولد می‌توانست به سرعت منجر به انقراض آن‌ها شود. با این حال، نئاندرتال‌ها و نیاکانشان در طول صدها هزار سال سکونت در اروپا، از چندین دورهٔ یخبندان جان سالم به در برده بودند. نیز پیشنهاد شده است که حدود ۴۰ هزار سال پیش، زمانی که جمعیت نئاندرتال‌ها محتملا به دلیل عوامل دیگر در حال کاهش بود، فوران آتشفشان ایگنیمبریت کامپانیا در ایتالیا به نابودی نهایی آن‌ها منجر شده است؛ زیرا این فوران باعث کاهش ۲–۴ درجهٔ سانتی‌گراد برای یک سال و باران اسیدی برای چندین سال دیگر شد.

#### بیماری
احتمال دارد انسان‌های امروزی بیماری‌های آفریقایی به نئاندرتال‌ها منتقل کرده باشند و این عامل در انقراض نئاندرتال‌ها نقش داشته باشد. نداشتن ایمنی در کنار جمعیت پایینشان به‌طور بالقوه برای نئاندرتال‌ها ویرانگر بود و تنوع ژنتیکی کم نیز می‌توانست باعث شود که درصد کمتری از نئاندرتال‌ها به‌طور طبیعی در برابر این بیماری‌های جدید ایمنی داشته باشند. با این حال، نئاندرتال‌ها در مقایسه با انسان‌های امروزی، تنوع ژنتیکی مشابه یا بالاتری برای ۱۲ ژن مجموعه سازگاری بافتی اصلی مرتبط با دستگاه ایمنی تطبیقی داشتند که تردیدهایی نسبت به این فرضیه ایجاد می‌کند. جمعیت کم و اثرات منفی ناشی از همخونی ممکن است باعث ناهنجاری مادرزادی نامناسب شده باشد که می‌توانست در کاهش جمعیت آن‌ها نقش داشته باشد (ذوب جهشی).
در پایان سدهٔ بیستم جمعیت مردم فوره در گینهٔ نو به شدت کاهش یافت؛ آنان به دلیل آدمخواری در مراسم تدفین (خوردن از گوشت جنازه) به بیماری‌های قابل انتقال انسفالوپاتی‌های اسفنجی شکل، به‌ویژه بیماری کورو که از طریق بلعیدن پریون‌های موجود در بافت مغز گسترش می‌یابد، دچار شدند. با این حال، آن افراد از این مردم که دارای واریانت ۱۲۹ ژن PRNP بودند، به‌طور طبیعی در برابر پریون‌ها ایمنی داشتند. مطالعهٔ این ژن منجر به کشف این موضوع شد که واریانت ۱۲۹ در تمام انسان‌های امروزی رایج است — این می‌تواند بدان معنا باشد که آدمخواری زمانی در دوران پیشاتاریخ به‌طور گسترده میان انسان‌ها رواج داشته است. از آنجایی که نئاندرتال‌ها نیز تا حدودی هم‌نوع‌خواری می‌کردند و همچنین با انسان‌های امروزی همزیستی داشتند، سایمون آندرداون، دیرین‌مردم‌شناس بریتانیایی، این فرضیه را مطرح می‌کند که انسان‌های امروزی یک بیماری اسفنجی‌شکل شبیه به کورو به نئاندرتال‌ها منتقل کردند و از آنجایی که به نظر می‌رسد واریانت ۱۲۹ در نئاندرتال‌ها وجود نداشت، این بیماری به سرعت آن‌ها را از بین برده است.

## در فرهنگ عامه

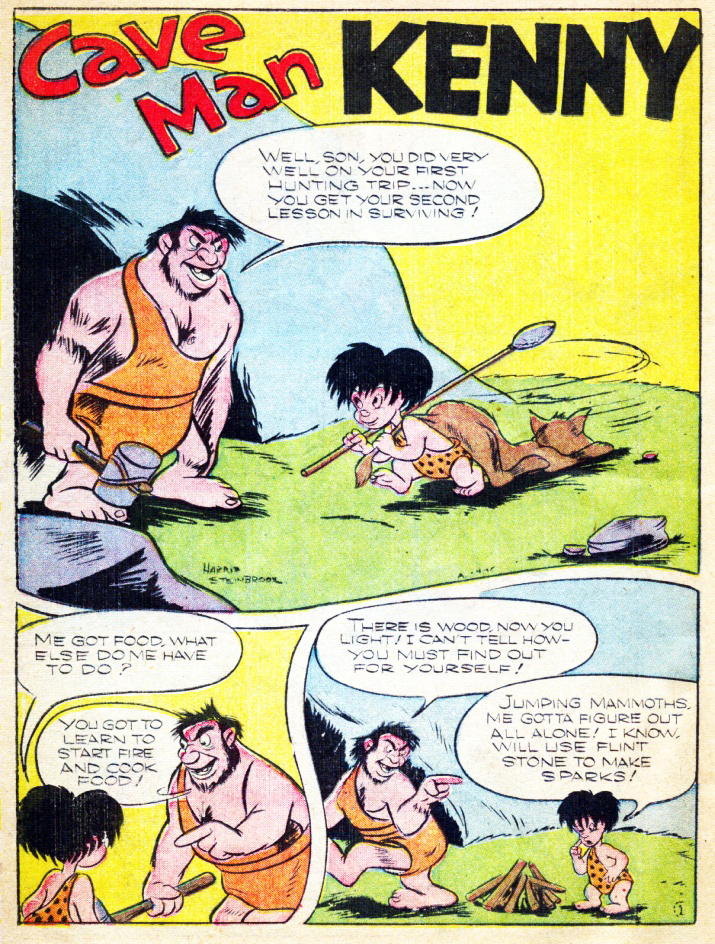
غارنشین‌ها در دهشت سیاه #۱۶ (۱۹۴۶)

نئاندرتال‌ها از زمان کشفشان در آثار فرهنگی عامه، از جمله ادبیات، رسانه‌های تصویری و طنز، حضوری همیشگی داشته‌اند. آنان را اغلب به تمسخر، «غارنشین» می‌نمایانند — موجوداتی بدوی، قوزپشت، چماق به‌دست، غرغرکن و غیراجتماعی که تنها بر اساس غریزه‌های جانوری رفتار می‌کنند. اصطلاح «نئاندرتال» همچنین به عنوان توهین نیز استفاده شده است. نئاندرتال‌ها گاه در ادبیات موجوداتی خشن یا هیولا به تصویر کشیده شده‌اند، مانند داستان‌های مردم دهشتناک اثر اچ. جی. ولز و زن جانوری اثر الیزابت مارشال توماس؛ اما گاه نیز آنان را متمدن گرچه دارای فرهنگی ناآشنا نمایانده‌اند، مانند وارثان اثر ویلیام گلدینگ، رقص ببر اثر بیورن کورتن، فرزندان زمین و قبیلهٔ خرس غار اثر جین ام. آئول.

## نئاندرتال‌ها در ایران

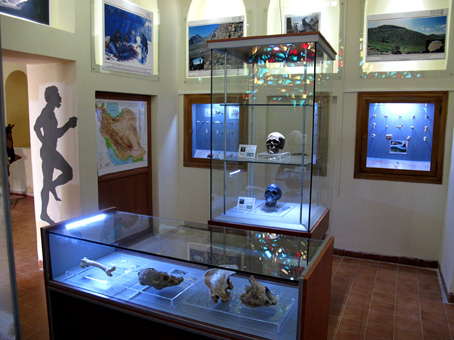
موزه پارینه سنگی زاگرس در کرمانشاه، محل نمایش ابزارهای سنگی و بقایای جانوری دوره پارینه سنگی میانه

در ایران، بقایای نئاندرتال در غار شکارچیان بیستون و غار وزمه و پناهگاه صخره‌ای باوه یوان، در غرب زاگرس کشف شده است. در غار شکارچیان در بیستون نزدیک کرمانشاه، بخشی از استخوان ساعد یافت شد که ویژه انسان‌های نئاندرتال است. در غار وزمه در نزدیکی شهر اسلام‌آباد غرب، یک دندان آسیاب کوچک مربوط به کودک نئاندرتال نزدیک به هشت‌ساله همراه با چند ابزار سنگی نئاندرتال‌ها، سنگواره گوشتخوارانی مانند شیر، پلنگ، کفتار خال‌دار و گونه‌های گیاه‌خوار یافت شده است. ابزارهای سنگی ساخته‌شده توسط این انسان‌ها در دو موزهٔ پارینه‌سنگی زاگرس و ملی ایران به نمایش گذاشته شده‌اند. تنها اثر هنری یافت‌شده از نئاندرتال‌ها در ایران قطعه سنگ آهکی حکاکی شده‌ای است که در کاوش غار مرتاریک بیستون همراه با ابزارهای سنگی این انسان‌ها یافت شده است.

### یادکردها
1. ↑  Howell, F. C. (1957). "The evolutionary significance of variation and varieties of 'Neanderthal' man". The Quarterly Review of Biology. 32 (4): 330–347. doi:10.1086/401978. ISSN 0033-5770. JSTOR 2816956. PMID 13506025. S2CID 10857962.
2. ↑  "Neandertal oder Neanderthal? Was ist denn nun richtig?" [Neandertal or Neanderthal? So which is actually right?]. Kreisstadt Mettmann. Archived from the original on 17 December 2016. Retrieved February 1, 2017. Heute sollten Ortsbezeichnungen das 'Neandertal' ohne 'h' bezeichnen. Alle Namen, die sich auf den prähistorischen Menschen beziehen, führen das 'h'. (Nowadays, place names should refer to the Neander Valley ['Neandertal'] without an 'h'. All names referring to the prehistoric humans have the 'h'.)
3. ↑  Schmitz, R. W.; Serre, D.; Bonani, G.;  et al. (2002). "The Neandertal type site revisited: interdisciplinary investigations of skeletal remains from the Neander Valley, Germany". Proceedings of the National Academy of Sciences. 99 (20): 13342–13347. Bibcode:2002PNAS...9913342S. doi:10.1073/pnas.192464099. PMC 130635. PMID 12232049.
4. ↑  Vogt, K. C. (1864). Lectures on man: his place in creation, and in the history of the earth. London, UK: Longman, Green, Longman and Roberts. pp. 302, 473.
5. ↑  King, W. (1864). "On the Neanderthal skull, or reasons for believing it to belong to the Clydian Period and to a species different from that represented by man". Report of the British Association for the Advancement of Science, Notices and Abstracts, Newcastle-upon-Tyne, 1863. 33: 81–82. Archived from the original on 21 October 2019. Retrieved 4 July 2024 – via Biodiversity Heritage Library.
6. ↑  Murray, J.; Nasheuer, H. P.; Seoighe, C.; McCormack, G. P.; Williams, D. M.; Harper, D. A. T. (2015). "The contribution of William King to the early development of palaeoanthropology". Irish Journal of Earth Sciences. 33: 1–16. doi:10.3318/ijes.2015.33.1. JSTOR 10.3318/ijes.2015.33.1. S2CID 131804686.
7. ↑  Winner, A. K. (1964). "Terminology". Current Anthropology. 5 (2): 119–122. doi:10.1086/200469. JSTOR 2739959. S2CID 224796921.
8. 1 2 3  King, W. (1864). "The reputed fossil man of the Neanderthal" (PDF). Quarterly Journal of Science. 1: 96. Archived (PDF) from the original on 7 January 2019. Retrieved 4 July 2024.
9. ↑  Schmerling, P. (1834). Recherches sur les ossemens fossiles découverts dans les cavernes de la province de Liége [Research on the fossil specimens discovered in the caves of Liège]. P. J. Collardin. pp. 30–32. hdl:2268/207986. Archived from the original on 12 September 2024. Retrieved 4 July 2024.
10. ↑  Menez, A. (2018). "Custodian of the Gibraltar skull: the history of the Gibraltar Scientific Society". Earth Sciences History. 37 (1): 34–62. Bibcode:2018ESHis..37...34M. doi:10.17704/1944-6178-37.1.34.
11. ↑  Schaaffhausen, H. (1858). "Zur Kenntnis der ältesten Rassenschädel" [Acknowledging the oldest racial skull]. Archiv für Anatomie, Physiologie und Wissenschaftliche Medicin (به آلمانی): 453–478.
12. 1 2 3 4 5 6 7 8  Drell, J. R. R. (2000). "Neanderthals: a history of interpretation". Oxford Journal of Archaeology. 19 (1): 1–24. doi:10.1111/1468-0092.00096. S2CID 54616107.
13. 1 2 3 4  Schlager, S.; Wittwer-Backofen, U. (2015). "Images in Paleoanthropology: Facing Our Ancestors".  In Henke, W.; Tattersall, I. (eds.). Handbook of Paleoanthropology. Springer-Verlag Berlin Heidelberg. pp. 1019–1027. doi:10.1007/978-3-642-39979-4_70. ISBN 978-3-642-39978-7.
14. ↑  Fuhlrott, J. C. (1859). "Menschliche Überreste aus einer Felsengrotte des Düsselthales" [Human remains from a rock grotto in Düsseltal] (PDF). Verh Naturhist Ver Preuss Rheinl (به آلمانی). 16: 131–153. Archived (PDF) from the original on 5 March 2016. Retrieved 4 July 2024.
15. ↑  Virchow, R. (1872). "Untersuchung des Neanderthal-Schädels" [Examinations on the Neandertal skull]. Verh Berl Anthrop Ges (به آلمانی). 4: 157–165.
16. ↑  Haeckel, E. (1895). Systematische Phylogenie: Wirbelthiere (به آلمانی). G. Reimer. p. 601.
17. ↑  Boule, M. (1911). L'homme fossile de La Chapelle-aux-Saints [Fossil man from La Chapelle-aux-Saints] (به فرانسوی). Masson. pp. 1–62.
18. ↑  Van Reybrouck, D. (2002). "Boule's error: on the social context of scientific knowledge". Antiquity. 76 (291): 158–164. doi:10.1017/S0003598X00089936. S2CID 164060946.
19. 1 2 3 4  Langdon, J. H. (2016). "Case study 18. Neanderthals in the mirror: imagining our relatives". The science of human evolution: getting it right. Springer. ISBN 978-3-319-41584-0.
20. ↑  Sommer, M. (2006). "Mirror, mirror on the wall: Neanderthal as image and 'distortion' in early 20th-century French science and press" (PDF). Social Studies of Science. 36 (2): 207–240. doi:10.1177/0306312706054527. S2CID 145778787. Archived (PDF) from the original on 28 August 2024. Retrieved 4 July 2024.
21. 1 2 3 4 5  Papagianni & Morse 2013.
22. ↑  Huxley, T. (1891). "The Aryan question and pre-historic man". The Popular Science Monthly. 38: 512–516. Archived from the original on 26 July 2011. Retrieved 4 July 2024.
23. ↑  Steensby, H. P. (1907). "Racestudier i Danmark" [Race Studies in Denmark] (PDF). Geographical Journal (به دانمارکی). Geografisk Tidsskrift. 9. Archived (PDF) from the original on 3 April 2024. Retrieved 4 July 2024.
24. ↑  Coon, C. S. (1962). "The origin of races". Science. Knopf. 140 (3563): 548–549. doi:10.1126/science.140.3563.208. PMID 14022816.
25. ↑  Tattersall, I.; Schwartz, J. H. (1999). "Hominids and hybrids: The place of Neanderthals in human evolution". Proceedings of the National Academy of Sciences. 96 (13): 7117–19. Bibcode:1999PNAS...96.7117T. doi:10.1073/pnas.96.13.7117. JSTOR 48019. PMC 33580. PMID 10377375.
26. ↑  Duarte, C.; Maurício, J.; Pettitt, P. B.; Souto, P.; Trinkaus, E.; van der Plicht, H.; Zilhão, J. (1999). "The early Upper Paleolithic human skeleton from the Abrigo do Lagar Velho (Portugal) and modern human emergence in Iberia". Proceedings of the National Academy of Sciences of the United States of America. 96 (13): 7604–7609. Bibcode:1999PNAS...96.7604D. doi:10.1073/pnas.96.13.7604. PMC 22133. PMID 10377462.
27. 1 2  Hublin, J. J. (2009). "The origin of Neandertals". Proceedings of the National Academy of Sciences. 106 (38): 16022–16027. Bibcode:2009PNAS..10616022H. doi:10.1073/pnas.0904119106. JSTOR 40485013. PMC 2752594. PMID 19805257.
28. ↑  Harvati, K.; Frost, S. R.; McNulty, K. P. (2004). "Neanderthal taxonomy reconsidered: implications of 3D primate models of intra- and interspecific differences". Proceedings of the National Academy of Sciences. 101 (5): 1147–52. Bibcode:2004PNAS..101.1147H. doi:10.1073/pnas.0308085100. PMC 337021. PMID 14745010.
29. ↑  Soficaru, A.; Dobos, A.; Trinkaus, E. (2006). "Early modern humans from the Peștera Muierii, Baia de Fier, Romania". Proceedings of the National Academy of Sciences. 103 (46): 17196–17201. Bibcode:2006PNAS..10317196S. doi:10.1073/pnas.0608443103. JSTOR 30052409. PMC 1859909. PMID 17085588.
30. 1 2 3 4 5 6 7 8 9 10  Reich 2018.
31. 1 2  Green, R. E.; Krause, J.; Briggs, A. W.;  et al. (2010). "A draft sequence of the Neandertal genome". Science. 328 (5979): 710–722. Bibcode:2010Sci...328..710G. doi:10.1126/science.1188021. PMC 5100745. PMID 20448178.
32. 1 2 3  Pääbo, S. (2014). Neanderthal man: in search of lost genomes. New York: Basic Books. p. 237.
33. ↑  Hofreiter, M. (2011). "Drafting human ancestry: What does the Neanderthal genome tell us about hominid evolution? Commentary on Green et al. (2010)". Human Biology. 83 (1): 1–11. doi:10.3378/027.083.0101. PMID 21453001. S2CID 15005225. Archived from the original on 14 May 2020. Retrieved 4 July 2024.
34. ↑  Currat, M.; Excoffier, L. (2004). "Modern humans did not admix with Neanderthals during their range expansion into Europe". PLOS Biology. 2 (12): e421. doi:10.1371/journal.pbio.0020421. PMC 532389. PMID 15562317.
35. ↑  Mendez, F. L.; Poznik, G. D.; Castellano, S.; Bustamante, C. D. (2016). "The divergence of Neandertal and modern human Y chromosomes". American Journal of Human Genetics. 98 (4): 728–734. doi:10.1016/j.ajhg.2016.02.023. PMC 4833433. PMID 27058445.
36. 1 2  Serre, D.; Langaney, A.; Chech, M.; Teschler-Nicola, M.; Paunovic, M.; Mennecier, P.; Hofreiter, M.; Possnert, G.; Pääbo, S. (2004). "No evidence of Neandertal mtDNA contribution to early modern humans". PLOS Biology. 2 (3): e57. doi:10.1371/journal.pbio.0020057. PMC 368159. PMID 15024415.
37. ↑  Sankararaman, S.; Mallick, S.; Dannemann, M.; Prüfer, K.; Kelso, J.; Pääbo, S.; Patterson, N.; Reich, D. (2014). "The genomic landscape of Neanderthal ancestry in present-day humans". Nature. 507 (7492): 354–357. Bibcode:2014Natur.507..354S. doi:10.1038/nature12961. PMC 4072735. PMID 24476815.
38. 1 2 3  Petr, Martin; Hajdinjak, Mateja; Fu, Qiaomei; Essel, Elena; Rougier, Hélène; Crevecoeur, Isabelle; Semal, Patrick; Golovanova, Liubov V.; Doronichev, Vladimir B.; Lalueza-Fox, Carles; de la Rasilla, Marco; Rosas, Antonio; Shunkov, Michael V.; Kozlikin, Maxim B.; Derevianko, Anatoli P. (2020-09-25). "The evolutionary history of Neanderthal and Denisovan Y chromosomes". Science (به انگلیسی). 369 (6511): 1653–1656. Bibcode:2020Sci...369.1653P. doi:10.1126/science.abb6460. hdl:21.11116/0000-0007-11C2-A. ISSN 0036-8075. PMID 32973032.
39. 1 2 3 4 5 6  Prüfer, K.;  et al. (2014). "The complete genome sequence of a Neanderthal from the Altai Mountains". Nature. 505 (7481): 43–49. Bibcode:2014Natur.505...43P. doi:10.1038/nature12886. PMC 4031459. PMID 24352235.
40. 1 2  Pennisi, E. (2013). "More genomes from Denisova Cave show mixing of early human groups". Science. 340 (6134): 799. Bibcode:2013Sci...340..799P. doi:10.1126/science.340.6134.799. PMID 23687020.
41. 1 2 3 4  Rogers, A. R.; Bohlender, R. J.; Huff, C. D. (2017). "Early history of Neanderthals and Denisovans". Proceedings of the National Academy of Sciences. 114 (37): 9859–9863. Bibcode:2017PNAS..114.9859R. doi:10.1073/pnas.1706426114. PMC 5604018. PMID 28784789.
42. 1 2 3  Hajdinjak, M.; Fu, Q.; Hübner, A. (2018). "Reconstructing the genetic history of late Neanderthals". Nature. 555 (7698): 652–656. Bibcode:2018Natur.555..652H. doi:10.1038/nature26151. PMC 6485383. PMID 29562232.
43. 1 2  Posth, C.; Wißing, C.; Kitagawa, K.;  et al. (2017). "Deeply divergent archaic mitochondrial genome provides lower time boundary for African gene flow into Neanderthals". Nature Communications. 8: 16046. Bibcode:2017NatCo...816046P. doi:10.1038/ncomms16046. PMC 5500885. PMID 28675384.
44. 1 2 3  Reilly, Patrick F.; Tjahjadi, Audrey; Miller, Samantha L.; Akey, Joshua M.; Tucci, Serena (September 2022). "The contribution of Neanderthal introgression to modern human traits". Current Biology (به انگلیسی). 32 (18): R970–R983. Bibcode:2022CBio...32.R970R. doi:10.1016/j.cub.2022.08.027. PMC 9741939. PMID 36167050.
45. 1 2 3 4 5 6  Meyer, M.; Arsuaga, J.; de Filippo, C.; Nagel, S. (2016). "Nuclear DNA sequences from the Middle Pleistocene Sima de los Huesos hominins". Nature. 531 (7595): 504–507. Bibcode:2016Natur.531..504M. doi:10.1038/nature17405. PMID 26976447. S2CID 4467094.
46. 1 2 3  Dean, D.; Hublin, J. -J.; Holloway, R.; Ziegler, R. (1998). "On the phylogenetic position of the pre-Neandertal specimen from Reilingen, Germany". Journal of Human Evolution. 34 (5): 485–508. Bibcode:1998JHumE..34..485D. doi:10.1006/jhev.1998.0214. PMID 9614635. S2CID 6996233.
47. ↑  Ko, K. W. (2016). "Hominin interbreeding and the evolution of human variation". Journal of Biological Research-Thessaloniki. 23: 17. doi:10.1186/s40709-016-0054-7. PMC 4947341. PMID 27429943.
48. 1 2  Stringer, C. (2012). "The status of Homo heidelbergensis (Schoetensack 1908)". Evolutionary Anthropology. 21 (3): 101–107. doi:10.1002/evan.21311. PMID 22718477. S2CID 205826399.
49. ↑  Bischoff, J. L.; Shamp, D. D.; Aramburu, A.;  et al. (2003). "The Sima de los Huesos hominids date to beyond U/Th equilibrium (>350kyr) and perhaps to 400–500kyr: new radiometric dates". Journal of Archaeological Science. 30 (3): 275–280. Bibcode:2003JArSc..30..275B. doi:10.1006/jasc.2002.0834. Archived from the original on 13 February 2023. Retrieved 4 July 2024.
50. ↑  Arsuaga, J. L.; Martínez, I.; Gracia, A.; Lorenzo, C. (1997). "The Sima de los Huesos crania (Sierra de Atapuerca, Spain). A comparative study". Journal of Human Evolution. 33 (2–3): 219–281. Bibcode:1997JHumE..33..219A. doi:10.1006/jhev.1997.0133. PMID 9300343. Archived from the original on 13 February 2023. Retrieved 4 July 2024.
51. ↑  Daura, J.; Sanz, M.; Arsuaga, J. L.; Hoffman, D. L. (2017). "New Middle Pleistocene hominin cranium from Gruta da Aroeira (Portugal)". Proceedings of the National Academy of Sciences. 114 (13): 3397–3402. Bibcode:2017PNAS..114.3397D. doi:10.1073/pnas.1619040114. PMC 5380066. PMID 28289213.
52. ↑  Stringer 1993, pp. 65–70.
53. ↑  Vandermeersch, B.; Garralda, M. D. (2011). "Neanderthal Geographical and Chronological Variation".  In S. Condemi; G. -C. Weniger (eds.). Continuity and Discontinuity in the Peopling of Europe. Vertebrate Paleobiology and Paleoanthropology. Springer Netherlands. pp. 113–125. doi:10.1007/978-94-007-0492-3_10. ISBN 978-94-007-0491-6.
54. ↑  Richter, J. (2011). "When Did the Middle Paleolithic Begin?".  In Conard, N. J.; Richter, J. (eds.). Neanderthal Lifeways, Subsistence and Technology. Vertebrate paleobiology and paleoanthropology. Vol. 19. Springer. pp. 7–14. doi:10.1007/978-94-007-0415-2_2. ISBN 978-94-007-0414-5.
55. ↑  Zanolli, C.; Martinón-Torres, M.; Bernardini, F.;  et al. (2018). "The Middle Pleistocene (MIS 12) human dental remains from Fontana Ranuccio (Latium) and Visogliano (Friuli-Venezia Giulia), Italy. A comparative high resolution endostructural assessment". PLOS ONE. 13 (10): e0189773. Bibcode:2018PLoSO..1389773Z. doi:10.1371/journal.pone.0189773. PMC 6169847. PMID 30281595.
56. 1 2 3 4 5 6  Stewart, J.R.; García-Rodríguez, O.; Knul, M.V.; Sewell, L.; Montgomery, H.; Thomas, M.G.; Diekmann, Y. (2019). "Palaeoecological and genetic evidence for Neanderthal power locomotion as an adaptation to a woodland environment". Quaternary Science Reviews. 217: 310–315. Bibcode:2019QSRv..217..310S. doi:10.1016/j.quascirev.2018.12.023. S2CID 133980969.
57. 1 2 3 4  Endicott, P.; Ho, S. Y. W.; Stringer, C. (2010). "Using genetic evidence to evaluate four palaeoanthropological hypotheses for the timing of Neanderthal and modern human origins" (PDF). Journal of Human Evolution. 59 (1): 87–95. Bibcode:2010JHumE..59...87E. doi:10.1016/j.jhevol.2010.04.005. PMID 20510437. Archived (PDF) from the original on 10 May 2014. Retrieved 4 July 2024.
58. ↑  Welker, F.;  et al. (2020). "The dental proteome of Homo antecessor". Nature. 580 (7802): 235–238. Bibcode:2020Natur.580..235W. doi:10.1038/s41586-020-2153-8. PMC 7582224. PMID 32269345. S2CID 214736611.
59. ↑  Briggs, A. W.; Good, J. M.; Green, R. E. (2009). "Targeted retrieval and analysis of five Neandertal mtDNA genomes" (PDF). Science. 325 (5, 938): 318–321. Bibcode:2009Sci...325..318B. doi:10.1126/science.1174462. PMID 19608918. S2CID 7117454. Archived from the original (PDF) on 2019-03-07.
60. ↑  Hajdinjak, M.; Fu, Q.; Hübner, A.;  et al. (March 1, 2018). "Reconstructing the genetic history of late Neanderthals". Nature. 555 (7698): 652–656. Bibcode:2018Natur.555..652H. doi:10.1038/nature26151. ISSN 1476-4687. PMC 6485383. PMID 29562232.
61. 1 2  Krings, M.; Stone, A.; Schmitz, R. W.; Krainitzki, H.; Stoneking, M.; Pääbo, S. (1997). "Neandertal DNA sequences and the origin of modern humans". Cell. 90 (1): 19–30. doi:10.1016/s0092-8674(00)80310-4. hdl:11858/00-001M-0000-0025-0960-8. PMID 9230299. S2CID 13581775.
62. ↑  Krings, M.; Geisert, H.; Schmitz, R. W.; Krainitzki, H.; Pääbo, S. (1999). "DNA sequence of the mitochondrial hypervariable region II from the Neandertal type specimen". Proceedings of the National Academy of Sciences. 96 (10): 5581–5585. Bibcode:1999PNAS...96.5581K. doi:10.1073/pnas.96.10.5581. PMC 21903. PMID 10318927.
63. ↑  Green, R. E.; Malaspinas, A. S.; Krause, J.; Briggs, A. W.;  et al. (2008). "A complete Neandertal mitochondrial genome sequence determined by high-throughput sequencing". Cell. 134 (3): 416–426. doi:10.1016/j.cell.2008.06.021. PMC 2602844. PMID 18692465.
64. ↑  Gómez-Robles, A. (2019). "Dental evolutionary rates and its implications for the Neanderthal–modern human divergence". Science Advances. 5 (5): eaaw1268. Bibcode:2019SciA....5.1268G. doi:10.1126/sciadv.aaw1268. PMC 6520022. PMID 31106274.
65. ↑  Sawyer, S.; Renaud, G.; Viola, B.; Hublin, J. J. (2015). "Nuclear and mitochondrial DNA sequences from two Denisovan individuals". Proceedings of the National Academy of Sciences. 112 (51): 15696–15700. Bibcode:2015PNAS..11215696S. doi:10.1073/pnas.1519905112. PMC 4697428. PMID 26630009.
66. ↑  Rogers, A. R.; Harris, N. S.; Achenbach, A. A. (2020). "Neanderthal-Denisovan ancestors interbred with a distantly related hominin". Science Advances. 6 (8): eaay5483. Bibcode:2020SciA....6.5483R. doi:10.1126/sciadv.aay5483. PMC 7032934. PMID 32128408.
67. ↑  Klein, R. G. (1983). "What Do We Know About Neanderthals and Cro-Magnon Man?". Anthropology. 52 (3): 386–392. JSTOR 41210959.
68. ↑  Serangeli, J.; Bolus, M. (2008). "Out of Europe - The dispersal of a successful European hominin form" (PDF). Quartär. 55: 83–98. Archived from the original (PDF) on February 29, 2020. Retrieved October 11, 2022.
69. ↑  French 2021, p. 133.
70. ↑  Callander, J. (2004). "Dorothy Garrod's excavations in the Late Mousterian of Shukbah Cave in Palestine reconsidered". Proceedings of the Prehistoric Society. 70: 207–231. doi:10.1017/S0079497X00001171. S2CID 191630165.
71. ↑  Smith, T. M.; Tafforeau, P.; Reid, D. J.;  et al. (2007). "Earliest evidence of modern human life history in North African early Homo sapiens". Proceedings of the National Academy of Sciences of the United States of America. 104 (15): 6128–6133. Bibcode:2007PNAS..104.6128S. doi:10.1073/pnas.0700747104. PMC 1828706. PMID 17372199.
72. ↑  Douka, K.; J., Zenobia; Lane, C.;  et al. (2014). "The chronostratigraphy of the Haua Fteah cave (Cyrenaica, northeast Libya)". Journal of Human Evolution. 66: 39–63. Bibcode:2014JHumE..66...39D. doi:10.1016/j.jhevol.2013.10.001. PMID 24331954.
73. ↑  Wu, X. -J.; Bruner, E. (2016). "The endocranial anatomy of Maba 1". American Journal of Physical Anthropology. 160 (4): 633–643. doi:10.1002/ajpa.22974. PMID 26972814.
74. ↑  Nielsen, T. K.; Benito, B. M.;  et al. (2017). "Investigating Neanderthal dispersal above 55°N in Europe during the Last Interglacial Complex". Quaternary International. 431: 88–103. Bibcode:2017QuInt.431...88N. doi:10.1016/j.quaint.2015.10.039.
75. ↑  Nielsen, T. K.; Riede, F. (2018). "On research history and Neanderthal occupation at its northern margins". European Journal of Archaeology. 21 (4): 506–527. doi:10.1017/eaa.2018.12. S2CID 165849999.
76. ↑  Pavlov, P.; Roebroeks, W.; Svendsen, J. I. (2004). "The Pleistocene colonization of northeastern Europe: a report on recent research". Journal of Human Evolution. 47 (1–2): 3–17. Bibcode:2004JHumE..47....3P. doi:10.1016/j.jhevol.2004.05.002. PMID 15288521.
77. 1 2  Slimak, L.; Svendsen, J. I.; Mangerud, J.; Plisson, H. (2011). "Late Mousterian persistence near the Arctic Circle". Science. 332 (6031): 841–845. Bibcode:2011Sci...332..841S. doi:10.1126/science.1203866. JSTOR 29784275. PMID 21566192. S2CID 24688365.
78. ↑  Slimak, L. (2012). "Response to "Comment on Late Mousterian persistence near the Arctic Circle"". Science. 335 (6065): 167. Bibcode:2012Sci...335..167S. doi:10.1126/science.1210211. PMID 22246757.
79. 1 2  Zwyns, N. (2012). "Comment on Late Mousterian persistence near the Arctic Circle". Science. 335 (6065): 167. Bibcode:2012Sci...335..167Z. doi:10.1126/science.1209908. PMID 22246757.
80. ↑  Holan, S. R.; Deméré, T. A.; Fisher, D. C.; Fullager, R.; Paces, J. B.; Jefferson, G. T. (2017). "A 130,000-year-old archaeological site in southern California, USA". Nature. 544 (7651): 479–483. Bibcode:2017Natur.544..479H. doi:10.1038/nature22065. PMID 28447646. S2CID 205255425.
81. ↑  Sutton, M. Q.; Parkinson, J.; Rosen, M. D. (2019). "Observations regarding the Cerutti Mastodon". PaleoAmerica. 5 (1): 8–15. doi:10.1080/20555563.2019.1589409. S2CID 155596679.
82. ↑  Eren, M. I.; Bebber, M. R. (2019). "The Cerutti Mastodon site and experimental archaeology's quiet coming of age". Antiquity. 93 (369): 796–797. doi:10.15184/aqy.2019.50. S2CID 197853460.
83. ↑  Ferrel, P. M. (2019). "The Cerutti Mastodon site reinterpreted with reference to freeway construction plans and methods". PaleoAmerica. 5 (1): 1–7. doi:10.1080/20555563.2019.1589663. S2CID 167172979.
84. 1 2 3 4 5 6 7 8  Bocquet-Appel, J.; Degioanni, A. (2013). "Neanderthal demographic estimates". Current Anthropology. 54: 202–214. doi:10.1086/673725. S2CID 85090309.
85. ↑  Pederzani, Sarah; Britton, Kate; Jones, Jennifer Rose; Agudo Pérez, Lucía; Geiling, Jeanne Marie; Marín-Arroyo, Ana B. (17 July 2023). "Late Pleistocene Neanderthal exploitation of stable and mosaic ecosystems in northern Iberia shown by multi-isotope evidence". Quaternary Research (به انگلیسی). 116: 108–132. Bibcode:2023QuRes.116..108P. doi:10.1017/qua.2023.32. hdl:2164/21236. ISSN 0033-5894. Retrieved 7 February 2024.
86. ↑  Hershkovitz, I.; May, H.; Sarig, R.;  et al. (2021). "A Middle Pleistocene Homo from Nesher Ramla, Israel". Science. 372 (6549): 1424–1428. Bibcode:2021Sci...372.1424H. doi:10.1126/science.abh3169. S2CID 235628111.
87. 1 2  Juric, I.; Aeschbacher, S.; Coop, G. (2016). "The strength of selection against Neanderthal introgression". PLOS Genetics. 12 (11): e1006340. doi:10.1371/journal.pgen.1006340. PMC 5100956. PMID 27824859.
88. 1 2 3 4  Mafessoni, F.; Prüfer, K. (2017). "Better support for a small effective population size of Neandertals and a long shared history of Neandertals and Denisovans". Proceedings of the National Academy of Sciences. 114 (48): 10256–10257. Bibcode:2017PNAS..11410256M. doi:10.1073/pnas.1716918114. PMC 5715791. PMID 29138326.
89. 1 2 3  Fabre, V.; Condemi, S.; Degioanni, A. (2009). "Genetic evidence of geographical groups among Neanderthals". PLOS ONE. 4 (4): e5151. Bibcode:2009PLoSO...4.5151F. doi:10.1371/journal.pone.0005151. PMC 2664900. PMID 19367332.
90. ↑  Mellars, P.; French, J. C. (2011). "Tenfold population increase in Western Europe at the Neandertal-to-modern human transition". Science. 333 (6042): 623–627. Bibcode:2011Sci...333..623M. doi:10.1126/science.1206930. PMID 21798948. S2CID 28256970.
91. 1 2  Trinkaus, E. (2011). "Late Pleistocene adult mortality patterns and modern human establishment". Proceedings of the National Academy of Sciences. 108 (4): 1267–1271. Bibcode:2011PNAS..108.1267T. doi:10.1073/pnas.1018700108. PMC 3029716. PMID 21220336.
92. 1 2 3 4 5 6  Trinkaus, E. (1995). "Neanderthal mortality patterns". Journal of Archaeological Science. 22 (1): 121–142. Bibcode:1995JArSc..22..121T. doi:10.1016/S0305-4403(95)80170-7.
93. 1 2  Pettitt, R. B. (2000). "Neanderthal lifecycles: developmental and social phases in the lives of the last archaics". World Archaeology. 31 (3): 351–366. doi:10.1080/00438240009696926. JSTOR 125106. PMID 16475295. S2CID 43859422.
94. 1 2 3  Helmuth, H. (1998). "Body height, body mass and surface area of the Neanderthals". Zeitschrift für Morphologie und Anthropologie. 82 (1): 1–12. doi:10.1127/zma/1998/1 (inactive March 6, 2024). JSTOR 25757530. PMID 9850627.{{cite journal}}:  تمیزکاری شیوه یادکرد ۱: شناساگر شیء دیجیتال غیرفعال از مارس ۲۰۲۴ (link)
95. 1 2 3  Gómez-Olivencia, A.; Barash, A.; García-Martínez, D.;  et al. (2018). "3D virtual reconstruction of the Kebara 2 Neandertal thorax". Nature Communications. 9 (4387): 4387. Bibcode:2018NatCo...9.4387G. doi:10.1038/s41467-018-06803-z. PMC 6207772. PMID 30377294.
96. 1 2 3  Trinkaus, E. (1981). "Neanderthal limb proportions and cold adaptation".  In Stringer, C. B. (ed.). Aspects of human evolution. Taylor and Francis Ltd.
97. ↑  Formicola, V.; Giannecchini, M. (1998). "Evolutionary trends of stature in Upper Paleolithic and Mesolithic Europe". Journal of Human Evolution. 36 (3): 325. doi:10.1006/jhev.1998.0270. PMID 10074386.
98. ↑  Roser, M.; Appel, C.; Ritchie, H. (2013). "Human height". Our World in Data. Archived from the original on 30 January 2021. Retrieved June 16, 2020.
99. 1 2 3  Duveau, J.; Berillon, G.; Verna, C.; Laisné, G.; Cliquet, D. (2019). "The composition of a Neandertal social group revealed by the hominin footprints at Le Rozel (Normandy, France)". Proceedings of the National Academy of Sciences. 116 (39): 19409–19414. Bibcode:2019PNAS..11619409D. doi:10.1073/pnas.1901789116. PMC 6765299. PMID 31501334.
100. ↑  Froehle, A. W.; Churchill, S. E. (2009). "Energetic competition between Neandertals and anatomically modern humans" (PDF). PaleoAnthropology: 96–116. Archived (PDF) from the original on 24 June 2012. Retrieved 4 July 2024.
101. ↑  Kislev, M.; Barkai, R. (2018). "Neanderthal and woolly mammoth molecular resemblance". Human Biology. 90 (2): 115–128. doi:10.13110/humanbiology.90.2.03. PMID 33951886. S2CID 106401104.
102. ↑  Gómez-Olivencia, A.; Been, E.; Arsuaga, J. L.; Stock, J. T. (2013). "The Neandertal vertebral column 1: the cervical spine". Journal of Human Evolution. 64 (6): 604–630. Bibcode:2013JHumE..64..608G. doi:10.1016/j.jhevol.2013.02.008. PMID 23541382.
103. ↑  García-Martínez, D.; Bastir, M.; Huguet, R. (2017). "The costal remains of the El Sidrón Neanderthal site (Asturias, northern Spain) and their importance for understanding Neanderthal thorax morphology". Journal of Human Evolution. 111: 85–101. Bibcode:2017JHumE.111...85G. doi:10.1016/j.jhevol.2017.06.003. hdl:10261/158977. PMID 28874276. S2CID 4634345.
104. ↑  Gómez-Olivencia, A.; Holliday, T.; Madelaine, M. (2018). "The costal skeleton of the Regourdou 1 Neandertal". Journal of Human Evolution. 130: 151–171. doi:10.1016/j.jhevol.2017.12.005. PMID 29496322.
105. ↑  "What is Lumbarization?". January 13, 2016. Archived from the original on 16 January 2025. Retrieved 4 July 2024.
106. ↑  Weaver, T. D. (2009). "The meaning of Neandertal skeletal morphology". Proceedings of the National Academy of Sciences. 106 (38): 16, 028–16, 033. doi:10.1073/pnas.0903864106. PMC 2752516. PMID 19805258.
107. ↑  Holliday, T. W. (1997). "Postcranial evidence of cold adaptation in European Neandertals". American Journal of Physical Anthropology. 104 (2): 245–258. doi:10.1002/(SICI)1096-8644(199710)104:2<245::AID-AJPA10>3.0.CO;2-#. PMID 9386830.
108. ↑  De Groote, I. (2011). "The Neanderthal lower arm". Journal of Human Evolution. 61 (4): 396–410. Bibcode:2011JHumE..61..396D. doi:10.1016/j.jhevol.2011.05.007. PMID 21762953.
109. ↑  Walker, M. J.; Ortega, J.; Parmová, K.; López, M. V.; Trinkaus, E. (2011). "Morphology, body proportions, and postcranial hypertrophy of a Neandertal female from the Sima de las Palomas, southeastern Spain". Proceedings of the National Academy of Sciences. 108 (25): 10, 087–10, 091. Bibcode:2011PNAS..10810087W. doi:10.1073/pnas.1107318108. PMC 3121844. PMID 21646528.
110. ↑  Raichlen, D.; Armstrong, H.; Lieberman, D. E. (2011). "Calcaneus length determines running economy: Implications for endurance running performance in modern humans and Neandertals". Journal of Human Evolution. 60 (3): 299–308. Bibcode:2011JHumE..60..299R. doi:10.1016/j.jhevol.2010.11.002. PMID 21269660.
111. ↑  Lee, S. S. M.; Piazza, S. J. (2009). "Built for speed: musculoskeletal structure and sprinting ability" (PDF). Journal of Experimental Biology. 212 (22): 3700–3707. doi:10.1242/jeb.031096. PMID 19880732. S2CID 10139786. Archived from the original (PDF) on 2019-12-14.
112. ↑  Gunz, P.; Tilot, A. K.; Wittfeld, K.;  et al. (2019). "Neandertal introgression sheds light on modern human endocranial globularity". Current Biology. 29 (1): 120–127. Bibcode:2019CBio...29E.120G. doi:10.1016/j.cub.2018.10.065. PMC 6380688. PMID 30554901.
113. ↑  Gunz, P.; Harvati, K. (2007). "The Neanderthal "chignon": variation, integration, and homology". Journal of Human Evolution. 52 (3): 262–274. Bibcode:2007JHumE..52..262G. doi:10.1016/j.jhevol.2006.08.010. PMID 17097133.
114. ↑  Romagnoli, Rivals & Benazzi 2022, p. 75.
115. 1 2 3  Pearce, E.; Stringer, C.; Dunbar, R. I. M. (2013). "New insights into differences in brain organization between Neanderthals and anatomically modern humans". Proceedings of the Royal Society B. 280 (1758): 20130168. doi:10.1098/rspb.2013.0168. PMC 3619466. PMID 23486442.
116. ↑  (Finlayson 2019، ص. 95): "Why did Neanderthals have such large eyes? A recent paper compared Neanderthal and modern human eyes and concluded that Neanderthals had invested in enhanced vision (assumed to correlate with eye size) at the expense of the development of the neocortex, which is so important to cognition. ¹ Modern humans, on the other hand, had invested in the neocortex instead and this permitted them to live in larger groups and interact socially with a greater number of individuals than Neanderthals could "..." The paper was rebutted on methodological grounds and concluded that the larger orbits of Neanderthals compared to the modern human population could not permit any interpretation of cognitive ability based on group size."
117. 1 2 3 4  Clement, A. F.; Hillson, S. W.; Aiello, L. C. (2012). "Tooth wear, Neanderthal facial morphology and the anterior dental loading hypothesis". Journal of Human Evolution. 62 (3): 367–376. Bibcode:2012JHumE..62..367C. doi:10.1016/j.jhevol.2011.11.014. PMID 22341317.
118. ↑  Holton, N. E.; Yokley, T. R.; Franciscus, R. G. (2011). "Climatic adaptation and Neandertal facial evolution: A comment on Rae et al. (2011)". Journal of Human Evolution. 61 (5): 624–627. Bibcode:2011JHumE..61..624H. doi:10.1016/j.jhevol.2011.08.001. PMID 21920585.
119. ↑  de Azevedo, S.; González, M. F.; Cintas, C.;  et al. (2017). "Nasal airflow simulations suggest convergent adaptation in Neanderthals and modern humans". Proceedings of the National Academy of Sciences. 114 (47): 12442–12447. Bibcode:2017PNAS..11412442D. doi:10.1073/pnas.1703790114. PMC 5703271. PMID 29087302.
120. ↑  O'Connor, C. F.; Franciscus, R. G.; Holton, N. E. (2005). "Bite force production capability and efficiency in Neandertals and modern humans". American Journal of Physical Anthropology. 127 (2): 129–151. doi:10.1002/ajpa.20025. PMID 15558614.
121. ↑  Benazzi, S.; Nguyen, H. H.; Kullmer, O.; Hublin, J. -J. (2014). "Exploring the biomechanics of taurodontism". Journal of Anatomy. 226 (2): 180–188. doi:10.1111/joa.12260. PMC 4304574. PMID 25407030.
122. ↑  Takaki, P.; Vieira, M.; Bommarito, S. (2014). "Maximum bite force analysis in different age groups". International Archives of Otorhinolaryngology. 18 (3): 272–276. doi:10.1055/s-0034-1374647. PMC 4297017. PMID 25992105.
123. ↑  Holloway, R. L. (1985). "The poor brain of Homo sapiens neanderthalensis: see what you please".  In Delson, E. (ed.). Ancestors: The hard evidence. Alan R. Liss. ISBN 978-0-471-84376-4.
124. 1 2  Amano, H.; Kikuchi, T.; Morita, Y.; Kondo, O.; Suzuki, H.;  et al. (2015). "Virtual reconstruction of the Neanderthal Amud 1 cranium" (PDF). American Journal of Physical Anthropology. 158 (2): 185–197. doi:10.1002/ajpa.22777. hdl:10261/123419. PMID 26249757. S2CID 36974955. Archived (PDF) from the original on 9 February 2020. Retrieved 4 July 2024.
125. ↑  Beals, K.; Smith, C.; Dodd, S. (1984). "Brain size, cranial morphology, climate, and time machines" (PDF). Current Anthropology. 12 (3): 301–30. doi:10.1086/203138. S2CID 86147507.
126. ↑  Allen, J. S.; Damasio, H.; Grabowski, T. J. (2002). "Normal neuroanatomical variation in the human brain: an MRI-volumetric study". American Journal of Physical Anthropology. 118 (4): 341–358. doi:10.1002/ajpa.10092. PMID 12124914. S2CID 21705705.
127. ↑  Balzeau, A.; Grimaud-Hervé, D.; Detroit, F.; Holloway, R. L. (2013). "First description of the Cro-Magnon 1 endocast and study of brain variation and evolution in anatomically modern Homo sapiens". Bulletins et Mémoires de la Société d anthropologie de Paris. 25 (1–2): 11–12. doi:10.1007/s13219-012-0069-z. S2CID 14675512.
128. ↑  Ponce de León, M. S.; Golovanova, L.; Doronichev, V. (2008). "Neanderthal brain size at birth provides insights into the evolution of human life history". Proceedings of the National Academy of Sciences. 105 (37): 13764–13768. doi:10.1073/pnas.0803917105. PMC 2533682. PMID 18779579.
129. ↑  Cartmill, Matt; Smith, Fred H. (20 September 2011). The Human Lineage (به انگلیسی). John Wiley & Sons. p. 500. ISBN 978-1-118-21145-8. "The increased cranial breadth in Neandertals and its low position give the braincase a distinctive oval silhouette in rear view. This vault shape, conventionally described as “en bombe” (French, “bomb-like”), is regarded by some as a uniquely Neandertal apomorphy (Hublin 1980)."
130. ↑  Narayan, Sachindra (1999). Anthropological and Archaeological Research and Development (به انگلیسی). Gyan Publishing House. p. 50. ISBN 978-81-212-0619-8. "...the skull presents a typical rounded profile (called en bombe)..."
131. ↑  Dean, David; Hublin, Jean-Jacques; Holloway, Ralph; Ziegler, Reinhard (1998). "On the phylogenetic position of the pre-Neandertal specimen from Reilingen, Germany". Journal of Human Evolution. 34 (5): 485–508. Bibcode:1998JHumE..34..485D. doi:10.1006/jhev.1998.0214. PMID 9614635.
132. ↑  Buzi, Costantino; Di Vincenzo, Fabio; Profico, Antonio; Harvati, Katerina; Melchionna, Marina; Raia, Pasquale; Manzi, Giorgio (2021). "Retrodeformation of the Steinheim cranium: Insights into the evolution of Neanderthals". Symmetry. 13 (9): 1611. Bibcode:2021Symm...13.1611B. doi:10.3390/sym13091611. hdl:11573/1690670.
133. 1 2  Bruner, Emiliano; Ogihara, Naomichi; Tanabe, Hiroki C. (28 December 2017). Digital Endocasts: From Skulls to Brains (به انگلیسی). Springer. p. 25. ISBN 978-4-431-56582-6.
134. 1 2  Hublin, Jean-Jacques; Neubauer, Simon; Gunz, Philipp (2015). "Brain Ontogeny and Life History in Pleistocene Hominins". Philosophical Transactions of the Royal Society of London. Series B, Biological Sciences. 370 (1663): 1–11. doi:10.1098/rstb.2014.0062. PMC 4305163. PMID 25602066.
135. ↑  Kochiyama, T.; Ogihara, N.; Tanabe, H. C. (2018). "Reconstructing the Neanderthal brain using computational anatomy". Scientific Reports. 8 (6296): 6296. Bibcode:2018NatSR...8.6296K. doi:10.1038/s41598-018-24331-0. PMC 5919901. PMID 29700382.
136. ↑  Bastir, Markus; Rosas, Antonio; Lieberman, Daniel E; O’Higgins, Paul (2008). "Middle Cranial Fossa Anatomy and the Origin of Modern Humans". The Anatomical Record. 291 (2): 130–140. doi:10.1002/ar.20636. PMID 18213701. S2CID 9755048.
137. ↑  Bastir, Markus; Rosas, Antonio; Gunz, Philipp; Peña-Melian, Angel; Manzi, Giorgio; Harvati, Katerina; Kruszynski, Robert; Stringer, Chris; Hublin, Jean-Jacques (2011). "Evolution of the Base of the Brain in Highly Encephalized Human Species". Nature Communications. 2 (2): 588. Bibcode:2011NatCo...2..588B. doi:10.1038/ncomms1593. hdl:10261/123641. PMID 22158443.
138. ↑  Gunz, Philipp; Maureille, Bruno; Hublin, Jean-Jacques (2010). "Brain Development after Birth Differs between Neanderthals and Modern Humans". Current Biology. 20 (21): R921–R922. Bibcode:2010CBio...20.R921G. doi:10.1016/j.cub.2010.10.018. PMID 21056830. S2CID 29295311.
139. ↑  Wynn, Thomas; Overmann, Karenleigh A; Coolidge, Frederick L (2016). "The false dichotomy: A refutation of the Neandertal indistinguishability claim". Journal of Anthropological Sciences. 94 (94): 201–221. doi:10.4436/jass.94022 (inactive March 6, 2024). PMID 26708102. S2CID 15817439.{{cite journal}}:  تمیزکاری شیوه یادکرد ۱: شناساگر شیء دیجیتال غیرفعال از مارس ۲۰۲۴ (link)
140. ↑  Coolidge, Frederick L.; Wynn, Thomas; Overmann, Karenleigh A. (2024). "The Expert Neandertal Mind and Brain, Revisited".  In Wynn, Thomas; Overmann, Karenleigh A.; Coolidge, Frederick L. (eds.). The Oxford Handbook of Cognitive Archaeology. Oxford University Press. pp. 131–149. ISBN 978-0-19-289595-0.
141. 1 2 3 4  Dannemann, M.; Kelso, J. (2017). "The contribution of Neanderthals to phenotypic variation in modern humans". The American Journal of Human Genetics. 101 (4): 578–589. doi:10.1016/j.ajhg.2017.09.010. PMC 5630192. PMID 28985494.
142. ↑  Allentoft, M. E.; Sikora, M. (2015). "Population genomics of Bronze Age Eurasia". Nature. 522 (7, 555): 167–172. Bibcode:2015Natur.522..167A. doi:10.1038/nature14507. PMID 26062507. S2CID 4399103. Archived from the original on 13 July 2019. Retrieved 4 July 2024.
143. ↑  Watson, Traci. "Were Some Neandertals Brown-Eyed Girls?". science.org. Archived from the original on 2 October 2024. Retrieved 4 July 2024. "According to this method, all three Neandertals had a dark complexion and brown eyes, and although one was red-haired, two sported brown locks"
144. ↑  Cerqueira, C. C.; Piaxão-Côrtes, V. R.; Zambra, F. M. B.; Hünemeier, T.; Bortolini, M. (2012). "Predicting Homo pigmentation phenotype through genomic data: From neanderthal to James Watson". American Journal of Human Biology. 24 (5): 705–709. doi:10.1002/ajhb.22263. PMID 22411106. S2CID 25853632.
145. ↑  Lalueza-Fox, C.; Rompler, H.; Caramelli, D.;  et al. (2007). "A melanocortin 1 receptor allele suggests varying pigmentation among Neanderthals". Science. 318 (5855): 1453–1455. Bibcode:2007Sci...318.1453L. doi:10.1126/science.1147417. PMID 17962522. S2CID 10087710.
146. ↑  Smith, T. M.; Tafforeau, P.; Reid, D. J. (2010). "Dental evidence for ontogenetic differences between modern humans and Neanderthals". Proceedings of the National Academy of Sciences. 107 (49): 20923–20928. Bibcode:2010PNAS..10720923S. doi:10.1073/pnas.1010906107. PMC 3000267. PMID 21078988.
147. ↑  Guatelli-Steinberg, D. (2009). "Recent studies of dental development in Neandertals: Implications for Neandertal life histories". Evolutionary Biology. 18 (1): 9–20. doi:10.1002/evan.20190. S2CID 84273699.
148. ↑  Rosas, A.; Ríos, L.; Estalrrich, A.;  et al. (2017). "The growth pattern of Neandertals, reconstructed from a juvenile skeleton from El Sidrón (Spain)". Science. 357 (6537): 1282–1287. Bibcode:2017Sci...357.1282R. doi:10.1126/science.aan6463. PMID 28935804.
149. ↑  DeSilva, J. M. (2018). "Comment on 'The growth pattern of Neandertals, reconstructed from a juvenile skeleton from El Sidrón (Spain)'". Science. 359 (6380): eaar3611. doi:10.1126/science.aar3611. PMID 29590012.
150. ↑  Froehle, A. W.; Churchill, S. E. (2009). "Energetic competition between Neanderthals and anatomically modern humans" (PDF). PaleoAnthropology: 96–116. Archived (PDF) from the original on 20 September 2020. Retrieved 4 July 2024.
151. 1 2  Snodgrass, J. J.; Leonard, W. R. (2009). "Neandertal energetics revisited: insights into population dynamics and life history evolution" (PDF). PaleoAnthropology: 220–237. doi:10.4207/PA.2009.ART31. S2CID 16044193. Archived from the original (PDF) on 2020-08-01.
152. 1 2 3  Hockett, B. (2012). "The consequences of Middle Paleolithic diets on pregnant Neanderthal women". Quaternary International. 264: 78–82. Bibcode:2012QuInt.264...78H. doi:10.1016/j.quaint.2011.07.002.
153. ↑  Taylor, J. S.; Reimchen, T. E. (2016). "Opsin gene repertoires in northern archaic hominids". Genome. 59 (8): 541–549. doi:10.1139/gen-2015-0164. hdl:1807/73317. PMID 27463216.
154. 1 2  Nakahashi, W. (2017). "The effect of trauma on Neanderthal culture: A mathematical analysis". Homo. 68 (2): 83–100. doi:10.1016/j.jchb.2017.02.001. PMID 28238406.
155. ↑  Trinkaus, E.; Villotte, S (2017). "External auditory exostoses and hearing loss in the Shanidar 1 Neandertal". PLOS ONE. 12 (10): e0186684. Bibcode:2017PLoSO..1286684T. doi:10.1371/journal.pone.0186684. PMC 5650169. PMID 29053746.
156. ↑  Trinkaus, E.; Samsel, M.; Villotte, S. (2019). "External auditory exostoses among western Eurasian late Middle and Late Pleistocene humans". PLOS ONE. 14 (8): e0220464. Bibcode:2019PLoSO..1420464T. doi:10.1371/journal.pone.0220464. PMC 6693685. PMID 31412053.
157. ↑  Beier, J.; Anthes, N.; Wahl, J.; Harvati, K. (2018). "Similar cranial trauma prevalence among Neanderthals and Upper Palaeolithic modern humans". Nature. 563 (7733): 686–690. Bibcode:2018Natur.563..686B. doi:10.1038/s41586-018-0696-8. PMID 30429606. S2CID 53306963. Archived from the original on 29 August 2023. Retrieved 4 July 2024.
158. ↑  Trinkaus, E. (2012). "Neandertals, early modern humans, and rodeo riders". Journal of Archaeology. 39 (2): 3691–3693. Bibcode:2012JArSc..39.3691T. doi:10.1016/j.jas.2012.05.039.
159. 1 2  Camarós, E.; Cueto, M.; Lorenzo, C.; Villaverde, V. (2016). "Large carnivore attacks on hominins during the Pleistocene: a forensic approach with a Neanderthal example". Archaeological and Anthropological Sciences. 8 (3): 635–646. Bibcode:2016ArAnS...8..635C. doi:10.1007/s12520-015-0248-1. hdl:10550/54275. S2CID 82001651.
160. ↑  Sánchez-Quinto, F.; Lalueza-Fox, C. (2015). "Almost 20 years of Neanderthal palaeogenetics: adaptation, admixture, diversity, demography and extinction". Philosophical Transactions of the Royal Society B. 370 (1660): 20130374. doi:10.1098/rstb.2013.0374. PMC 4275882. PMID 25487326.
161. 1 2 3  Ríos, L.; Kivell, T. L.; Lalueza-Fox, C.; Estalrrich, A. (2019). "Skeletal anomalies in the Neandertal family of El Sidrón (Spain) support a role of inbreeding in Neandertal extinction". Scientific Reports. 9 (1): 1697. Bibcode:2019NatSR...9.1697R. doi:10.1038/s41598-019-38571-1. PMC 6368597. PMID 30737446.
162. ↑  Haeusler, M.; Trinkaus, E.; Fornai, C.; Müller, J.; Bonneau, N.; Boeni, T.; Frater, N. (2019). "Morphology, pathology, and the vertebral posture of the La Chapelle-aux-Saints Neandertal". Proceedings of the National Academy of Sciences. 116 (11): 4923–4927. Bibcode:2019PNAS..116.4923H. doi:10.1073/pnas.1820745116. PMC 6421410. PMID 30804177.
163. ↑  Crubézy, E.; Trinkaus, E. (1992). "Shanidar 1: a case of hyperostotic disease (DISH) in the middle Paleolithic". American Journal of Physical Anthropology. 89 (4): 411–420. doi:10.1002/ajpa.1330890402. PMID 1463085.
164. ↑  Houldcroft, C. J.; Underdown, S. J. (2016). "Neanderthal genomics suggests a pleistocene time frame for the first epidemiologic transition" (PDF). American Journal of Physical Anthropology. 160 (3): 379–388. doi:10.1002/ajpa.22985. PMID 27063929. Archived (PDF) from the original on 23 July 2018. Retrieved 4 July 2024.
165. ↑  Pimenoff, V. N.; de Oliveira, C. M.; Bravo, I. G. (2017). "Transmission between archaic and modern human ancestors during the evolution of the oncogenic human papillomavirus 16". Molecular Biology and Evolution. 34 (1): 4–19. doi:10.1093/molbev/msw214. PMC 5854117. PMID 28025273.
166. 1 2 3 4  Weyrich, L. S.; Duchene, S.; Soubrier, J.;  et al. (2017). "Neanderthal behaviour, diet, and disease inferred from ancient DNA in dental calculus". Nature. 544 (7650): 357–361. Bibcode:2017Natur.544..357W. doi:10.1038/nature21674. hdl:10261/152016. PMID 28273061. S2CID 4457717.
167. ↑  Fennel, K. J.; Trinkaus, E. (1997). "Bilateral femoral and tibial periostitis in the La Ferrassie 1 Neanderthal". Journal of Archaeological Science. 24 (11): 985–995. Bibcode:1997JArSc..24..985F. doi:10.1006/jasc.1996.0176.
168. ↑  Soltysiak, A. (2012). "Comment: low dental caries rate in Neandertals: the result of diet or the oral flora composition?". Homo. 63 (2): 110–113. doi:10.1016/j.jchb.2012.02.001. PMID 22409830.
169. 1 2 3  Smith, T. A.; Austin, C.; Green, D. R.;  et al. (2018). "Wintertime stress, nursing, and lead exposure in Neanderthal children". Science Advances. 4 (10): eaau9483. Bibcode:2018SciA....4.9483S. doi:10.1126/sciadv.aau9483. PMC 6209393. PMID 30402544.
170. 1 2 3 4 5 6 7 8 9 10  Hayden, B. (2012). "Neandertal social structure?". Oxford Journal of Archaeology. 31 (1): 1–26. doi:10.1111/j.1468-0092.2011.00376.x.
171. ↑  Rosas, A.; Estalrrich, A.; García-Vargas, S.; García-Tabernero, A.; Huguet, R.; Lalueza-Fox, C.; de la Rasilla, M. (2013). "Identification of Neandertal individuals in fragmentary fossil assemblages by means of tooth associations: The case of El Sidrón (Asturias, Spain)". Comptes Rendus Palevol. 12 (5): 279–291. Bibcode:2013CRPal..12..279R. doi:10.1016/j.crpv.2013.06.003.
172. 1 2 3 4 5  Spikins, P.; Hitchens, G.; Needham, A.;  et al. (2014). "The Cradle of Thought: Growth, Learning, Play and Attachment in Neanderthal Children" (PDF). Oxford Journal of Archaeology. 33 (2): 111–134. doi:10.1111/ojoa.12030. Archived (PDF) from the original on 24 July 2018. Retrieved 4 July 2024.
173. ↑  Farizy, C. (1994). "Spatial patterning of Middle Paleolithic sites". Journal of Anthropological Archaeology. 13 (2): 153–160. doi:10.1006/jaar.1994.1010.
174. ↑  Torres, Trinidad; Ortiz, José E.; Cobo, Rafael; de Hoz, Pedro; García-Redondo, Ana; Grün, Rainer (1 January 2007). "Hominid exploitation of the environment and cave bear populations. The case of Ursus spelaeus Rosenmüller-Heinroth in Amutxate cave (Aralar, Navarra-Spain)". Journal of Human Evolution. 52 (1): 1–15. Bibcode:2007JHumE..52....1T. doi:10.1016/j.jhevol.2006.07.013. ISSN 0047-2484. PMID 16996576. Retrieved 25 February 2024 – via Elsevier Science Direct.
175. ↑  Fortes, G. G.; Grandal-d'Anglade, A.; Kolbe, B. (2016). "Ancient DNA reveals differences in behaviour and sociality between brown bears and extinct cave bears" (PDF). Molecular Ecology. 25 (19): 4907–4918. Bibcode:2016MolEc..25.4907F. doi:10.1111/mec.13800. PMID 27506329. S2CID 18353913. Archived (PDF) from the original on 24 June 2024. Retrieved 4 July 2024.
176. ↑  Stiller, M.; Baryshnikov, G.; Bocherens, H. (2010). "Withering away—25,000 years of genetic decline preceded cave bear extinction". Molecular Biology and Evolution. 27 (5): 975–978. doi:10.1093/molbev/msq083. PMID 20335279.
177. ↑  Trájer, Attila J. (15 June 2023). "Ecological evaluation of the development of Neanderthal niche exploitation". Quaternary Science Reviews. 310: 108127. Bibcode:2023QSRv..31008127T. doi:10.1016/j.quascirev.2023.108127. ISSN 0277-3791.
178. ↑  Ekshtain, R.; Malinsky-Buller, A.; Greenbaum, N.;  et al. (2019). "Persistent Neanderthal occupation of the open-air site of 'Ein Qashish, Israel". PLOS ONE. 14 (6): e0215668. Bibcode:2019PLoSO..1415668E. doi:10.1371/journal.pone.0215668. PMC 6594589. PMID 31242180.
179. ↑  Been, E.; Hovers, E.; Ekshtain, R. (2017). "The first Neanderthal remains from an open-air Middle Palaeolithic site in the Levant". Scientific Reports. 7 (2958): 2958. Bibcode:2017NatSR...7.2958B. doi:10.1038/s41598-017-03025-z. PMC 5462778. PMID 28592838.
180. 1 2  Demay, L.; Péan, S.; Patou-Mathis, M. (2012). "Mammoths used as food and building resources by Neanderthals: zooarchaeological study applied to layer 4, Molodova I (Ukraine)" (PDF). Quaternary International. 276–277: 212–226. Bibcode:2012QuInt.276..212D. doi:10.1016/j.quaint.2011.11.019. hdl:2268/190618. Archived (PDF) from the original on 22 September 2017. Retrieved 4 July 2024.
181. ↑  Zimmer, Carl (2022-10-19). "First Known Family of Neanderthals Found in Russian Cave". The New York Times (به انگلیسی). ISSN 0362-4331. Archived from the original on 10 May 2024. Retrieved 2022-10-21.
182. ↑  Skov, Laurits; Peyrégne, Stéphane; Popli, Divyaratan; Iasi, Leonardo N. M.; Devièse, Thibaut; Slon, Viviane; Zavala, Elena I.; Hajdinjak, Mateja; Sümer, Arev P.; Grote, Steffi; Bossoms Mesa, Alba; López Herráez, David; Nickel, Birgit; Nagel, Sarah; Richter, Julia (October 2022). "Genetic insights into the social organization of Neanderthals". Nature (به انگلیسی). 610 (7932): 519–525. Bibcode:2022Natur.610..519S. doi:10.1038/s41586-022-05283-y. ISSN 1476-4687. PMC 9581778. PMID 36261548.
183. ↑  Lalueza-Fox, C.; Rosas, A.; Estalrrich, A. (2011). "Genetic evidence for patrilocal mating behavior among Neandertal groups". Proceedings of the National Academy of Sciences. 108 (1): 250–253. doi:10.1073/pnas.1011553108. PMC 3017130. PMID 21173265.
184. ↑  Pearce, E.; Moutsiou, T. (2015). "Using obsidian transfer distances to explore social network maintenance in late Pleistocene hunter-gatherers". Journal of Anthropology and Archaeology. 36: 12–20. doi:10.1016/j.jaa.2014.07.002. PMC 4157217. PMID 25214705.
185. 1 2  Ruebens, K. (2013). "Regional behaviour among late Neanderthal groups in Western Europe: A comparative assessment of late Middle Palaeolithic bifacial tool variability". Journal of Human Evolution. 65 (4): 341–362. Bibcode:2013JHumE..65..341R. doi:10.1016/j.jhevol.2013.06.009. PMID 23928352. Archived from the original on 13 December 2024. Retrieved 4 July 2024.
186. 1 2  Rosas, A.; Bastir, M.; Martínez-Maza, C. (2006). "Paleobiology and comparative morphology of a late Neandertal sample from El Sidrón, Asturias, Spain". Proceedings of the National Academy of Sciences. 103 (51): 19266–19271. Bibcode:2006PNAS..10319266R. doi:10.1073/pnas.0609662104. PMC 1748215. PMID 17164326.
187. 1 2 3 4  Peyrégne, S.; Slon, V.; Mafessoni, F.;  et al. (2019). "Nuclear DNA from two early Neandertals reveals 80 ka of genetic continuity in Europe". Science Advances. 5 (6): eaaw5873. Bibcode:2019SciA....5.5873P. doi:10.1126/sciadv.aaw5873. PMC 6594762. PMID 31249872.
188. 1 2  Kolobova, K. A.; Roberts, R. G.; Chabai, V. P.;  et al. (2020). "Archaeological evidence for two separate dispersals of Neanderthals into southern Siberia". PNAS. 117 (6): 2979–2885. Bibcode:2020PNAS..117.2879K. doi:10.1073/pnas.1918047117. PMC 7022189. PMID 31988114.
189. ↑  Picin, A.; Hajdinjak, M.; Nowaczewska, W. (2020). "New perspectives on Neanderthal dispersal and turnover from Stajnia Cave (Poland)". Scientific Reports. 10 (14778): 14778. Bibcode:2020NatSR..1014778P. doi:10.1038/s41598-020-71504-x. PMC 7479612. PMID 32901061.
190. ↑  Zollikofer, C. P. E.; Ponce de Leon, M. S.; Vandermeersch, B.; Leveque, F. (2002). "Evidence for interpersonal violence in the St. Cesaire Neanderthal". Proceedings of the National Academy of Sciences. 99 (9): 6444–6448. Bibcode:2002PNAS...99.6444Z. doi:10.1073/pnas.082111899. PMC 122968. PMID 11972028.
191. ↑  Churchill, S. E.; Franciscus, R. G.; McKean-Peraza, H. A.; Daniel, J. A.; Warren, B. R. (2009). "Shanidar 3 Neandertal rib puncture wound and Paleolithic weaponry". Journal of Human Evolution. 57 (2): 163–178. Bibcode:2009JHumE..57..163C. doi:10.1016/j.jhevol.2009.05.010. PMID 19615713.
192. ↑  Estalrrich, A.; Rosas, A. (2015). "Division of labor by sex and age in Neandertals: an approach through the study of activity-related dental wear". Journal of Human Evolution. 80: 51–63. Bibcode:2015JHumE..80...51E. doi:10.1016/j.jhevol.2014.07.007. PMID 25681013.
193. 1 2 3  Camarós, E.; Cueto, M.; Teira, L.; Münzel, S. C. (2017). "Bears in the scene: Pleistocene complex interactions with implications concerning the study of Neanderthal behavior". Quaternary International. 435: 237–246. Bibcode:2017QuInt.435..237C. doi:10.1016/j.quaint.2015.11.027.
194. 1 2 3 4 5  Spikins, P.; Needham, A.; Wright, B. (2019). "Living to fight another day: The ecological and evolutionary significance of Neanderthal healthcare". Quaternary Science Reviews. 217: 98–118. Bibcode:2019QSRv..217...98S. doi:10.1016/j.quascirev.2018.08.011.
195. 1 2  Valensi, P.; Michel, V.;  et al. (2013). "New data on human behavior from a 160,000 year old Acheulean occupation level at Lazaret cave, south-east France: An archaeozoological approach". Quaternary International. 316: 123–139. Bibcode:2013QuInt.316..123V. doi:10.1016/j.quaint.2013.10.034.
196. 1 2 3  Dusseldorp, G. L. (2013). "Neanderthals and Cave Hyenas: Co-existence, Competition or Conflict?" (PDF).  In Clark, J. L.; Speth, J. D. (eds.). Zooarchaeology and Modern Human Origins. Vertebrate paleobiology and paleoanthropology. Springer Science+Business Media Dordrecht. pp. 191–208. doi:10.1007/978-94-007-6766-9_12. ISBN 978-94-007-6765-2.
197. ↑  Bocherens, H.; Drucker, D. G.; Billiou, D.; Patou-Mathis, M.; Vandermeersch, B. (2005). "Isotopic evidence for diet and subsistence pattern of the Saint-Césaire I Neanderthal: review and use of a multi-source mixing model". Journal of Human Evolution. 49 (1): 71–87. Bibcode:2005JHumE..49...71B. doi:10.1016/j.jhevol.2005.03.003. PMID 15869783.
198. ↑  Jaouen, K.;  et al. (2019). "Exceptionally high δ15N values in collagen single amino acids confirm Neandertals as high-trophic level carnivores". Proceedings of the National Academy of Sciences. 116 (11): 4928–4933. Bibcode:2019PNAS..116.4928J. doi:10.1073/pnas.1814087116. PMC 6421459. PMID 30782806.
199. ↑  Scott, K. (1980). "Two hunting episodes of middle Palaeolithic age at La Cotte de Saint-Brelade, Jersey (Channel Islands)". World Archaeology. 12 (2): 137–152. doi:10.1080/00438243.1980.9979788.
200. 1 2  Scott, B.; Bates, M.; Bates, C. R.; Conneller, C. (2015). "A new view from La Cotte de St Brelade, Jersey". Antiquity. 88 (339): 13–29. doi:10.1017/S0003598X00050195. hdl:11858/00-001M-0000-002E-32BE-E.
201. 1 2  Marín, J.; Saladié, P.; Rodríguez-Hidalgo, A.; Carbonell, E. (2017). "Neanderthal hunting strategies inferred from mortality profiles within the Abric Romaní sequence". PLOS ONE. 12 (11): e0186970. Bibcode:2017PLoSO..1286970M. doi:10.1371/journal.pone.0186970. PMC 5699840. PMID 29166384.
202. ↑  White, Mark; Pettitt, Paul; Schreve, Danielle (15 May 2016). "Shoot first, ask questions later: Interpretative narratives of Neanderthal hunting". Quaternary Science Reviews. 140: 1–20. Bibcode:2016QSRv..140....1W. doi:10.1016/j.quascirev.2016.03.004. ISSN 0277-3791. Retrieved 25 February 2024 – via Elsevier Science Direct.
203. 1 2 3 4 5  Brown 2011.
204. 1 2 3  Tattersall 2015.
205. ↑  Salazar-García, Domingo C.; Power, Robert C.; Sanchis Serra, Alfred; Villaverde, Valentín; Walker, Michael J.; Henry, Amanda G. (18 December 2013). "Neanderthal diets in central and southeastern Mediterranean Iberia". Quaternary International. Paleolithic Ecodynamics in southern Iberia. 318: 3–18. Bibcode:2013QuInt.318....3S. doi:10.1016/j.quaint.2013.06.007. hdl:10550/42242. ISSN 1040-6182. Retrieved 11 February 2024 – via Elsevier Science Direct.
206. 1 2  El Zaatari, S.; Grine, F. E.; Ungar, P. S.; Hublin, J. -J. (2016). "Neandertal versus modern human dietary responses to climatic fluctuations". PLOS ONE. 11 (4): e0153277. Bibcode:2016PLoSO..1153277E. doi:10.1371/journal.pone.0153277. PMC 4847867. PMID 27119336.
207. ↑  Hardy, B. L. (2010). "Climatic variability and plant food distribution in Pleistocene Europe: Implications for Neanderthal diet and subsistence". Quaternary Science Reviews. 29 (5–6): 662–679. Bibcode:2010QSRv...29..662H. doi:10.1016/j.quascirev.2009.11.016.
208. ↑  Buck, L. T.; Stringer, C. B. (2014). "Having the stomach for it: a contribution to Neanderthal diets?" (PDF). Quaternary Science Reviews. 96: 161–167. Bibcode:2014QSRv...96..161B. doi:10.1016/j.quascirev.2013.09.003. Archived (PDF) from the original on 7 August 2024. Retrieved 4 July 2024.
209. ↑  Carrión, José S.; Walker, Michael J. (1 August 2019). "Background to Neanderthal presence in Western Mediterranean Europe". Quaternary Science Reviews. Neanderthals: Ecology and Evolution. 217: 7–44. Bibcode:2019QSRv..217....7C. doi:10.1016/j.quascirev.2018.10.011. ISSN 0277-3791. S2CID 135133190. Retrieved 25 February 2024 – via Elsevier Science Direct.
210. 1 2  Daujeard, C.; Vettese, D.; Britton, K.; Béarez, P.; Boulbes, N.; Crégut-Bonnoure, E.; Desclaux, E.; Lateur, N.; Pike-Tay, A.; Rivals, F.; Allué, E.; Chacón, M. G.; Puaud, S.; Richard, M.; Courty, M. -A.; Gallotti, R.; Hardy, B.; Bahain, J. J.; Falguères, C.; Pons-Branchu, E.; Valladas, H.; Moncel, M. -H. (1 March 2019). "Neanderthal selective hunting of reindeer? The case study of Abri du Maras (south-eastern France)". Archaeological and Anthropological Sciences (به انگلیسی). 11 (3): 985–1011. Bibcode:2019ArAnS..11..985D. doi:10.1007/s12520-017-0580-8. hdl:2164/11676. ISSN 1866-9565. S2CID 134607529. Retrieved 25 February 2024.
211. 1 2 3  Livraghi, Alessandra; Fanfarillo, Gabriele; Colle, Maurizio Dal; Romandini, Matteo; Peresani, Marco (10 June 2021). "Neanderthal ecology and the exploitation of cervids and bovids at the onset of MIS4: A study on De Nadale cave, Italy". Quaternary International (به انگلیسی). 586: 24–41. Bibcode:2021QuInt.586...24L. doi:10.1016/j.quaint.2019.11.024. hdl:11392/2414685. S2CID 213340432. Archived from the original on 17 November 2023. Retrieved 25 February 2024 – via Elsevier Science Direct.
212. ↑  Yravedra, José; Cobo-Sánchez, Lucía (1 January 2015). "Neanderthal exploitation of ibex and chamois in southwestern Europe". Journal of Human Evolution. 78: 12–32. Bibcode:2015JHumE..78...12Y. doi:10.1016/j.jhevol.2014.10.002. ISSN 0047-2484. PMID 25481629. Retrieved 25 February 2024 – via Elsevier Science Direct.
213. ↑  Terlato, Gabriele; Livraghi, Alessandra; Romandini, Matteo; Peresani, Marco (1 June 2019). "Large bovids on the Neanderthal menu: Exploitation of Bison priscus and Bos primigenius in northeastern Italy". Journal of Archaeological Science. 25: 129–143. Bibcode:2019JArSR..25..129T. doi:10.1016/j.jasrep.2019.04.006. ISSN 2352-409X. S2CID 146317863. Retrieved 25 February 2024 – via Elsevier Science Direct.
214. ↑  Germonpré, Mietje; Udrescu, Mircea; Fiers, Evelyne (9 July 2014). "Possible evidence of mammoth hunting at the Neanderthal site of Spy (Belgium)". Quaternary International. Environmental and Cultural Dynamics in Western and Central Europe during the Upper Pleistocene. 337: 28–42. Bibcode:2014QuInt.337...28G. doi:10.1016/j.quaint.2012.10.035. ISSN 1040-6182. Retrieved 25 February 2024 – via Elsevier Science Direct.
215. ↑  Gaudzinski-Windheuser, Sabine; Kindler, Lutz; MacDonald, Katharine; Roebroeks, Wil (3 February 2023). "Hunting and processing of straight-tusked elephants 125.000 years ago: Implications for Neanderthal behavior". Science Advances (به انگلیسی). 9 (5): eadd8186. Bibcode:2023SciA....9D8186G. doi:10.1126/sciadv.add8186. ISSN 2375-2548. PMC 9891704. PMID 36724231.
216. ↑  Bocherens, Hervé; Drucker, Dorothée G.; Billiou, Daniel; Patou-Mathis, Marylène; Vandermeersch, Bernard (1 July 2005). "Isotopic evidence for diet and subsistence pattern of the Saint-Césaire I Neanderthal: review and use of a multi-source mixing model". Journal of Human Evolution. 49 (1): 71–87. Bibcode:2005JHumE..49...71B. doi:10.1016/j.jhevol.2005.03.003. ISSN 0047-2484. PMID 15869783. Retrieved 25 February 2024 – via Elsevier Science Direct.
217. 1 2  Richards, M. P.; Pettitt, P. B.; Trinkaus, E.; Smith, F. H.; Paunović, M.; Karavanić, I. (2000). "Neanderthal diet at Vindija and Neanderthal predation: The evidence from stable isotopes". Proceedings of the National Academy of Sciences of the United States of America. 97 (13): 7663–7666. Bibcode:2000PNAS...97.7663R. doi:10.1073/pnas.120178997. JSTOR 122870. PMC 16602. PMID 10852955.
218. ↑  Fiorenza, L.; Benazzi, S.; Tausch, J.; Kullmer, O.; Bromage, T. G.; Schrenk, F. (2011).  Rosenberg, Karen (ed.). "Molar macrowear reveals Neanderthal eco-geographic dietary variation". PLOS ONE. 6 (3): e14769. Bibcode:2011PLoSO...614769F. doi:10.1371/journal.pone.0014769. PMC 3060801. PMID 21445243.
219. ↑  Romandini, M.; Terlato, G.; Nannini, N. (2018). "Bears and humans, a Neanderthal tale. Reconstructing uncommon behaviors from zooarchaeological evidence in southern Europe". Journal of Archaeological Science. 90: 71–91. Bibcode:2018JArSc..90...71R. doi:10.1016/j.jas.2017.12.004. hdl:11392/2381729. S2CID 53410125.
220. ↑  Finlayson, Stewart; Finlayson, Clive (9 November 2016). "The birdmen of the Pleistocene: On the relationship between Neanderthals and scavenging birds". Quaternary International. Humankind and the avian world: Zooarchaeological evidence for inferring behavioural evolutionary signatures. 421: 78–84. Bibcode:2016QuInt.421...78F. doi:10.1016/j.quaint.2015.12.057. ISSN 1040-6182. Retrieved 25 February 2024 – via Elsevier Science Direct.
221. ↑  Colonese, A. C.; Mannino, M. A.; Mayer, DE (2011). "Marine mollusc exploitation in Mediterranean prehistory: an overview". Quaternary International. 239 (1–2): 86–103. Bibcode:2011QuInt.239...86C. doi:10.1016/j.quaint.2010.09.001.
222. 1 2 3  Villa, P.; Soriano, S.; Pollarolo, L. (2020). "Neandertals on the beach: use of marine resources at Grotta dei Moscerini (Latium, Italy)". PLOS ONE. 15 (1): e0226690. Bibcode:2020PLoSO..1526690V. doi:10.1371/journal.pone.0226690. PMC 6961883. PMID 31940356.
223. ↑  Cortés-Sánchez, M.; Morales-Muñiz, A.;  et al. (2011). "Earliest known use of marine resources by Neanderthals". PLOS ONE. 6 (9): e24026. Bibcode:2011PLoSO...624026C. doi:10.1371/journal.pone.0024026. PMC 3173367. PMID 21935371.
224. ↑  Stringer, C. B.; Finlayson, C.; Barton, R. N. E. (2008). "Neanderthal exploitation of marine mammals in Gibraltar". Proceedings of the National Academy of Sciences. 105 (38): 14319–14324. Bibcode:2008PNAS..10514319S. doi:10.1073/pnas.0805474105. PMC 2567146. PMID 18809913.
225. ↑  Zilhão, J.; Angelucci, D. E.; Igreja, M. A.;  et al. (2020). "Last Interglacial Iberian Neandertals as fisher-hunter-gatherers" (PDF). Science. 367 (6485): eaaz7943. doi:10.1126/science.aaz7943. hdl:2445/207289. PMID 32217702. S2CID 214671143. Archived from the original (PDF) on November 8, 2020. Retrieved October 4, 2020.
226. 1 2 3 4  Hardy, B. L.; Moncel, M. -H.; Daujeard, C.;  et al. (2013). "Impossible Neanderthals? Making string, throwing projectiles and catching small game during Marine Isotope Stage 4 (Abri du Maras, France)". Quaternary Science Reviews. 82: 23–40. Bibcode:2013QSRv...82...23H. doi:10.1016/j.quascirev.2013.09.028.
227. ↑  Bocherens, H.; Baryshnikov, G.; Van Neer, W. (2014). "Were bears or lions involved in salmon accumulation in the Middle Palaeolithic of the Caucasus? An isotopic investigation in Kudaro 3 cave". Quaternary International. 339–340: 112–118. Bibcode:2014QuInt.339..112B. doi:10.1016/j.quaint.2013.06.026.
228. ↑  Shipley, G. P.; Kindscher, K. (2016). "Evidence for the paleoethnobotany of the Neanderthal: a review of the literature". Scientifica. 2016: 1–12. doi:10.1155/2016/8927654. PMC 5098096. PMID 27843675.
229. ↑  Madella, M.; Jones, M. K.; Goldberg, P.; Goren, Y.; Hovers, E. (2002). "The Exploitation of plant resources by Neanderthals in Amud Cave (Israel): the evidence from phytolith studies". Journal of Archaeological Science. 29 (7): 703–719. Bibcode:2002JArSc..29..703M. doi:10.1006/jasc.2001.0743. S2CID 43217031.
230. ↑  Trinkaus, E. (1975). "Squatting among the Neandertals: A problem in the behavioral interpretation of skeletal morphology". Journal of Archaeological Science. 2 (4): 327–351. Bibcode:1975JArSc...2..327T. doi:10.1016/0305-4403(75)90005-9.
231. ↑  Sistiaga, A.;  et al. (2014). "The Neanderthal meal: A new perspective using faecal biomarkers". PLOS ONE. 9 (6): e101045. Bibcode:2014PLoSO...9j1045S. doi:10.1371/journal.pone.0101045. PMC 4071062. PMID 24963925.
232. 1 2  Lev, E.; Kislev, M. E.; Bar-Yosef, O. (2005). "Mousterian vegetal food in Kebara Cave, Mt. Carmel". Journal of Archaeological Science. 32 (3): 475–484. Bibcode:2005JArSc..32..475L. doi:10.1016/j.jas.2004.11.006.
233. ↑  Henry, A. G.; Brooks, A. S.; Piperno, D. R. (2011). "Microfossils in calculus demonstrate consumption of plants and cooked foods in Neanderthal diets (Shanidar III, Iraq; Spy I and II, Belgium)". Proceedings of the National Academy of Sciences. 108 (2): 486–491. Bibcode:2011PNAS..108..486H. doi:10.1073/pnas.1016868108. PMC 3021051. PMID 21187393.
234. 1 2 3  Krief, S.; Daujeard, C.; Moncel, M.; Lamon, N.; Reynolds, V. (2015). "Flavouring food: the contribution of chimpanzee behaviour to the understanding of Neanderthal calculus composition and plant use in Neanderthal diets". Antiquity. 89 (344): 464–471. doi:10.15184/aqy.2014.7. S2CID 86646905.
235. ↑  Daugeard, C. (2008). "Exploitation du milieu animal par les Néandertaliens dans le Sud-Est de la France" [Exploitation of the environment by Neanderthals in the southeast of France]. Bulletin de la Société préhistorique française (به فرانسوی). 106 (4): 818–819. Archived from the original on 29 August 2023. Retrieved 4 July 2024.
236. 1 2  Speth, J. D. (2015). "When did humans learn to boil?" (PDF). PaleoAnthropology: 54–67. Archived (PDF) from the original on 8 June 2024. Retrieved 4 July 2024.
237. ↑  Hardy, K.; Buckley, S.; Collins, M. J.; Estalrrich, A. (2012). "Neanderthal medics? Evidence for food, cooking, and medicinal plants entrapped in dental calculus". The Science of Nature. 99 (8): 617–626. Bibcode:2012NW.....99..617H. doi:10.1007/s00114-012-0942-0. PMID 22806252. S2CID 10925552.
238. 1 2  Buckley, S.; Hardy, K.; Huffman, M. (2013). "Neanderthal self-medication in context". Antiquity. 87 (337): 873–878. doi:10.1017/S0003598X00049528. S2CID 160563162.
239. ↑  Agam, A.; Barkai, R. (2018). "Elephant and mammoth hunting during the Paleolithic: a review of the relevant archaeological, ethnographic and ethnohistorical records". Quaternary. 1 (3): 19. doi:10.3390/quat1010003.
240. 1 2 3  Zilhão, J.; Angelucci, D. E.; Badal-García, E. (2010). "Symbolic use of marine shells and mineral pigments by Iberian Neandertals". Proceedings of the National Academy of Sciences. 107 (3): 1023–1028. Bibcode:2010PNAS..107.1023Z. doi:10.1073/pnas.0914088107. PMC 2824307. PMID 20080653.
241. ↑  Shipman, 2015 & pp. 120–143.
242. ↑  Diedrich, C. G. (2010). "The Crocuta crocuta spelaea (Goldfuss 1823) population and its prey from the Late Pleistocene Teufelskammer Cave hyena den besides the famous Paleolithic Neandertal Cave (NRW, NW Germany)". Historical Biology. 23 (2–3): 237–270. doi:10.1080/08912963.2010.530348. S2CID 128758869.
243. ↑  Rougier, Hélène; Crevecoeur, Isabelle (6 July 2016). "Neandertal cannibalism and Neandertal bones used as tools in Northern Europe". Scientific Reports (به انگلیسی). 6 (1): 29005. Bibcode:2016NatSR...629005R. doi:10.1038/srep29005. ISSN 2045-2322. PMC 4933918. PMID 27381450. Our results show that the Neandertals from the Troisième caverne of Goyet were butchered, with the hypothesis of their exploitation as food sources the most parsimonious explanation for the observed bone surface modifications. Goyet provides the first unambiguous evidence of Neandertal cannibalism in Northern Europe and given the dates obtained on the Neandertal remains, it is most likely that they were processed by their fellow Neandertals as no modern humans are known to have been in the region at the time. However, the available data make it impossible to determine whether the modifications observed on the Neandertal skeletal material represent symbolic practices or simply result from the processing of immediately available sources of food.
244. 1 2 3  Rougier, H.; Crevecoeur, I.; Beauval, C. (2016). "Neandertal cannibalism and Neandertal bones used as tools in Northern Europe". Scientific Reports. 6 (29, 005): 29005. Bibcode:2016NatSR...629005R. doi:10.1038/srep29005. PMC 4933918. PMID 27381450.
245. 1 2 3 4  Yravedra, J.; Yustos, M. (2015). "Cannibalism in the Neanderthal world: an exhaustive revision". Journal of Taphonomy. 13 (1): 33–52.
246. ↑  Defleur, A.; White, T.; Valensi, P.; Slimak, L. (1999). "Neanderthal cannibalism at Moula-Guercy, Ardèche, France". Science. 286 (5437): 128–131. doi:10.1126/science.286.5437.128. PMID 10506562.
247. ↑  Maureille, B.; Sandrine, C.; Beauval, C.; Mann, A. E. (2017). "The challenges of identifying partially digested human teeth: first description of Neandertal remains from the Mousterian site of Marillac (Marillac-le-Franc, Charente, France) and implications for palaeoanthropological research". Paleo. 28: 201–212. doi:10.4000/paleo.3448. Archived from the original on 4 March 2024. Retrieved 4 July 2024.
248. 1 2  Roebroeks, W.; Sier, M. J.; Nielsen, T. K.;  et al. (2012). "Use of red ochre by early Neandertals". Proceedings of the National Academy of Sciences of the United States of America. 109 (6): 1889–1894. Bibcode:2012PNAS..109.1889R. doi:10.1073/pnas.1112261109. PMC 3277516. PMID 22308348.
249. ↑  d'Errico, F.; Vanhaeren, M.; Henshilwood, C. (2009). "From the origin of language to the diversification of languages: What archaeology and paleoanthropology say?". Becoming eloquent: advances in the emergence of language, human cognition, and modern cultures. John Benjamins Publishing Company. p. 25. ISBN 978-90-272-3269-4.
250. ↑  Marin, C.; Moncele, M. -H.; Anghelinu, M.; Cârciumaru, R. (2002). "The Cioarei-Boroșteni Cave (Carpathian Mountains, Romania): Middle Palaeolithic finds and technological analysis of the lithic assemblages". Antiquity. 76 (293): 681–690. doi:10.1017/S0003598X00091122. S2CID 130918977.
251. ↑  Peresani, M.; Vanhaeren, M.; Quaggiotto, E.;  et al. (2013). "An ochered fossil marine shell from the Mousterian of Fumane Cave, Italy". PLOS ONE. 8 (7): e68572. Bibcode:2013PLoSO...868572P. doi:10.1371/journal.pone.0068572. PMC 3707824. PMID 23874677.
252. ↑  Hoffman, D. L.; Angelucci, D. E.; Villaverde, V.; Zapata, Z.; Zilhão, J. (2018). "Symbolic use of marine shells and mineral pigments by Iberian Neandertals 115,000 years ago". Science Advances. 4 (2): eaar5255. Bibcode:2018SciA....4.5255H. doi:10.1126/sciadv.aar5255. PMC 5833998. PMID 29507889.
253. ↑  Higham, T.; Jacobi, R.; Julien, M.; David, F.; Basell, L.; Wood, R.; Davies, W.; Ramsey, C. B. (2010). "Chronology of the Grotte du Renne (France) and implications for the context of ornaments and human remains within the Chatelperronian". Proceedings of the National Academy of Sciences. 107 (47): 20234–20239. Bibcode:2010PNAS..10720234H. doi:10.1073/pnas.1007963107. PMC 2996711. PMID 20956292.
254. ↑  Mellars, P. (2010). "Neanderthal symbolism and ornament manufacture: The bursting of a bubble?". Proceedings of the National Academy of Sciences of the United States of America. 107 (47): 20147–20148. Bibcode:2010PNAS..10720147M. doi:10.1073/pnas.1014588107. PMC 2996706. PMID 21078972.
255. ↑  Hublin, J. -J.; Talamo, S.; Julien, M.; David, F.; Connet, N.; Bodu, P.; Vandermeersch, B.; Richards, M.P. (2012). "Radiocarbon dates from the Grotte du Renne and Saint-Césaire support a Neandertal origin for the Châtelperronian". Proceedings of the National Academy of Sciences USA. 109 (46): 18743–18748. Bibcode:2012PNAS..10918743H. doi:10.1073/pnas.1212924109. PMC 3503158. PMID 23112183.
256. ↑  Welkera, F.; Hajdinjak, M.; Talamo, S.; Jaouen, K.; Dannemann, M.; David, F.; Julien, M.; Meyer, M.; Kelso, J.; Barnes, I.; Brace, S.; Kamminga, P.; Fischer, R.; Kessler, B.M.; Stewart, J.R.; Pääbo, S.; Collins, M.J.; Hublin, J. -J. (2016). "Palaeoproteomic evidence identifies archaic hominins associated with the Châtelperronian at the Grotte du Renne". Proceedings of the National Academy of Sciences USA. 113 (40): 11162–11167. Bibcode:2016PNAS..11311162W. doi:10.1073/pnas.1605834113. PMC 5056053. PMID 27638212.
257. ↑  Finlayson 2019, pp. 129–132.
258. ↑  Finlayson, C.; Brown, K.; Blasco, R.; Rosell, J.; Negro, J. José; Bortolotti, G. R.; Finlayson, G.; Sánchez Marco, A.; Giles Pacheco, F.; Rodríguez Vidal, J.; Carrión, J. S.; Fa, D. A.; Rodríguez Llanes, J. M. (2012). "Birds of a feather: Neanderthal exploitation of raptors and corvids". PLOS ONE. 7 (9): e45927. Bibcode:2012PLoSO...745927F. doi:10.1371/journal.pone.0045927. PMC 3444460. PMID 23029321.
259. 1 2  Finlayson, S.; Finlayson, G.; Guzman, F. G.; Finlayson, C. (2019). "Neanderthals and the cult of the sun bird". Quaternary Science Reviews. 217: 217–224. Bibcode:2019QSRv..217..217F. doi:10.1016/j.quascirev.2019.04.010. S2CID 149949579.
260. ↑  Radovčić, D.; Sršen, A. O.; Radovčić, J.; Frayer, D. W.; Petraglia, M. D. (2015). "Evidence for Neandertal jewelry: modified white-tailed eagle claws at Krapina". PLOS ONE. 10 (3): e0119802. Bibcode:2015PLoSO..1019802R. doi:10.1371/journal.pone.0119802. PMC 4356571. PMID 25760648.
261. ↑  Callaway, E. (2015). "Neanderthals wore eagle talons as jewellery". Nature. doi:10.1038/nature.2015.17095. S2CID 191368693.
262. ↑  Rodríguez-Hidalgo, A.; Morales, J. I.; Cebrià, A.;  et al. (2019). "The Châtelperronian Neanderthals of Cova Foradada (Calafell, Spain) used imperial eagle phalanges for symbolic purposes". Science Advances. 5 (11): eaax1984. Bibcode:2019SciA....5.1984R. doi:10.1126/sciadv.aax1984. PMC 6824858. PMID 31701003.
263. ↑  d’Errico, F.; Tsvelykh, A. (2017). "A decorated raven bone from the Zaskalnaya VI (Kolosovskaya) Neanderthal site, Crimea". PLOS ONE. 12 (3): e0173435. Bibcode:2017PLoSO..1273435M. doi:10.1371/journal.pone.0173435. PMC 5371307. PMID 28355292.
264. ↑  Marquet, J.; Lorblanchet, M.; Oberlin, C.; Thamo-Bozso, E.; Aubry, T. (2016). "New dating of the "mask" of La Roche-Cotard (Langeais, Indre-et-Loire, France)". Paleo Revue d'Archéologie Préhistorique. 27: 253–263. Archived from the original on 27 February 2024. Retrieved 4 July 2024.
265. ↑  Marquet, J. -C.; Lorblanchet, M. (2003). "A Neanderthal face? The proto-figurine from La Roche-Cotard, Langeais (Indre-et-Loire, France)". Antiquity. 77 (298): 661–670. doi:10.1017/s0003598x00061627. ISSN 0003-598X. S2CID 162609308.
266. ↑  Pettitt, P. B. (2003). "Is this the infancy of art? Or the art of an infant? A possible Neanderthal face from La Roche-Cotard, France" (PDF). Before Farming. 11 (3). Archived from the original (PDF) on October 2, 2011.
267. ↑  "But is it art?". Science. 302 (5652): 1890a–1890. 2003. doi:10.1126/science.302.5652.1890a. S2CID 149146480.
268. ↑  Marshack, A. (1988). "The Neanderthal and the human capacity for symbolic thought".  In Otte, M. (ed.). L'Homme de Néandertal: la pensée [Neanderthal man: thought]. Vol. 5. Université de Liège. p. 71.
269. 1 2  Majkić, A.; d’Errico, F.; Stepanchuk, V. (2018). "Assessing the significance of Palaeolithic engraved cortexes. A case study from the Mousterian site of Kiik-Koba, Crimea". PLOS ONE. 13 (5): e0195049. Bibcode:2018PLoSO..1395049M. doi:10.1371/journal.pone.0195049. PMC 5931501. PMID 29718916.
270. ↑  E. Callaway (2014). "Neanderthals made some of Europe's oldest art". Nature News. doi:10.1038/nature.2014.15805. S2CID 163840392. Archived from the original on 25 February 2021. Retrieved 4 July 2024.
271. ↑  Rodríguez-Vidal, J.; d'Errico, F.; Pacheco, F. G. (2014). "A rock engraving made by Neanderthals in Gibraltar". Proceedings of the National Academy of Sciences. 111 (37): 13301–13306. Bibcode:2014PNAS..11113301R. doi:10.1073/pnas.1411529111. PMC 4169962. PMID 25197076.
272. ↑  Leder, D.; Hermann, R.; Hüls, M.;  et al. (2021). "A 51,000-year-old engraved bone reveals Neanderthals' capacity for symbolic behaviour". Nature Ecology & Evolution. 5 (9): 1273–1282. Bibcode:2021NatEE...5.1273L. doi:10.1038/s41559-021-01487-z. PMID 34226702. S2CID 235746596.
273. ↑  Pike, A. W.; Hoffmann, D. L.; Pettitt, P. B.; García-Diez, M.; Zilhão, J. (2017). "Dating Palaeolithic cave art: Why U–Th is the way to go" (PDF). Quaternary International. 432: 41–49. Bibcode:2017QuInt.432...41P. doi:10.1016/j.quaint.2015.12.013. S2CID 130629624. Archived (PDF) from the original on 20 June 2020. Retrieved 4 July 2024.
274. ↑  Hoffmann, D. L.; Standish, C. D.; García-Diez, M.; Pettitt, P. B.; Milton, J. A.; Zilhão, J.; Alcolea-González, J. J.; Cantalejo-Duarte, P.; Collado, H.; de Balbín, R.; Lorblanchet, M.; Ramos-Muñoz, J.; Weniger, G. -C.; Pike, A. W. G. (2018). "U-Th dating of carbonate crusts reveals Neandertal origin of Iberian cave art". Science. 359 (6378): 912–915. Bibcode:2018Sci...359..912H. doi:10.1126/science.aap7778. hdl:10498/21578. PMID 29472483.
275. ↑  Marris, E. (2018). "Neanderthal artists made oldest-known cave paintings". Nature News. doi:10.1038/d41586-018-02357-8.
276. ↑  Aubert, M.; Brumm, A.; Huntley, J. (2018). "Early dates for 'Neanderthal cave art' may be wrong". Journal of Human Evolution. 125: 215–217. Bibcode:2018JHumE.125..215A. doi:10.1016/j.jhevol.2018.08.004. PMID 30173883. S2CID 52145541.
277. 1 2 3  Moncel, M. -H.; Chiotti, L.; Gaillard, C.; Onoratini, G.; Pleurdeau, D. (2012). "Non utilitarian objects in the Palaeolithic: emergence of the sense of precious?". Archaeology, Ethnology & Anthropology of Eurasia. 401: 25–27. doi:10.1016/j.aeae.2012.05.004.
278. ↑  Cârciumaru, M.; Niţu, E. -C.; Cîrstina, O. (2015). "A geode painted with ochre by the Neanderthal man". Comptes Rendus Palevol. 14 (2): 31–41. Bibcode:2015CRPal..14...31C. doi:10.1016/j.crpv.2014.05.003.
279. ↑  Dobosi, V. T. (1985). "Jewelry, musical instruments and exotic objects from the Hungarian Palaeolithic". Folia Archaeologica. 36: 7–29.
280. ↑  Withalm, G. (2004). "New evidence for cave bear hunting from Potočka Zijalka Cave, Slovenia". Mitteilungen der Kommission für Quartärforschung der Österreichischen Akademie der Wissenschaften. 13: 219–234.
281. 1 2  Diedrich, C. G. (2015). "'Neanderthal bone flutes': simply products of Ice Age spotted hyena scavenging activities on cave bear cubs in European cave bear dens". Royal Society Open Science. 2 (4): 140022. Bibcode:2015RSOS....240022D. doi:10.1098/rsos.140022. PMC 4448875. PMID 26064624.
282. ↑  Morley, Iain (2006). "Mousterian Musicianship? The Case of the Divje Babe I Bone". Oxford Journal of Archaeology. 25 (4): 317–333. doi:10.1111/j.1468-0092.2006.00264.x. Archived from the original on 29 April 2021. Retrieved May 30, 2024.
283. ↑  Brodar, Mitja (September 26, 2008). ""Piščalka" iz Divjih bab ni neandertalska" [The Divje Babe "Flute" is not Neanderthal] (به اسلوونیایی). Archived from the original on July 28, 2011.
284. ↑  Turk, M.; Turk, I.; Dimkaroski, L. (2018). "The Mousterian musical instrument from the Divje Babe I Cave (Slovenia): arguments on the material evidence for Neanderthal musical behaviour". L'Anthropologie. 122 (4): 1–28. doi:10.1016/j.anthro.2018.10.001. S2CID 133682741. Archived from the original on October 20, 2021. Retrieved January 9, 2020.
285. 1 2  Dediu, D.; Levinson, S. C. (2018). "Neanderthal language revisited: not only us". Current Opinion in Behavioral Sciences. 21: 49–55. doi:10.1016/j.cobeha.2018.01.001. hdl:21.11116/0000-0000-1667-4. S2CID 54391128. Archived from the original on 13 October 2019. Retrieved 4 July 2024.
286. ↑  Shaw, I.; Jameson, R., eds. (1999). A dictionary of archaeology. Blackwell. p. 408. ISBN 978-0-631-17423-3.
287. ↑  Richter, D.; Grün, R.; Joannes-Boyau, R.; Steele;  et al. (2017). "The age of the hominin fossils from Jebel Irhoud, Morocco, and the origins of the Middle Stone Age". Nature. 546 (7657): 293–296. Bibcode:2017Natur.546..293R. doi:10.1038/nature22335. PMID 28593967. S2CID 205255853.
288. ↑  Li, F.; Kuhn, S. L.; Chen, F. (2018). "The easternmost Middle Paleolithic (Mousterian) from Jinsitai Cave, North China". Journal of Human Evolution. 114: 76–84. Bibcode:2018JHumE.114...76L. doi:10.1016/j.jhevol.2017.10.004. PMID 29447762.
289. ↑  Lycett, S. J.; von Cramon-Taubadel, N. (2013). "A 3D morphometric analysis of surface geometry in Levallois cores: patterns of stability and variability across regions and their implications". Journal of Archaeological Science. 40 (3): 1508–1517. Bibcode:2013JArSc..40.1508L. doi:10.1016/j.jas.2012.11.005.
290. 1 2  Rolland, N.; Dibble, H. L. (1990). "A new synthesis of Middle Paleolithic variability". American Antiquity. 55 (3): 480–499. doi:10.2307/281279. JSTOR 281279. S2CID 161990108.
291. ↑  Rocca, R.; Connet, N.; Lhomme, V. (2017). "Before the transition? The final middle Palaeolithic lithic industry from the Grotte du Renne (layer XI) at Arcy-sur-Cure (Burgundy, France)". Comptes Rendus Palevol. 16 (8): 878–893. Bibcode:2017CRPal..16..878R. doi:10.1016/j.crpv.2017.04.003.
292. 1 2  Milks, A.; Parker, D.; Pope, M. (2019). "External ballistics of Pleistocene hand-thrown spears: experimental performance data and implications for human evolution". Scientific Reports. 9 (1): 820. Bibcode:2019NatSR...9..820M. doi:10.1038/s41598-018-37904-w. PMC 6347593. PMID 30683877.
293. 1 2  Faivre, J. -P.; Maureille, B.; Bayle, P.; Crevecoeur, I. (2014). "Middle Pleistocene human remains from Tourville-la-Rivière (Normandy, France) and their archaeological context". PLOS ONE. 9 (10): e104111. Bibcode:2014PLoSO...9j4111F. doi:10.1371/journal.pone.0104111. PMC 4189787. PMID 25295956.
294. ↑  Boëda, E.; Geneste, J. M.; Griggo, C.; Mercier, N.; Muhesen, S.; Reyss, J. L.; Taha, A.; Valladas, H. (2015). "A Levallois point embedded in the vertebra of a wild ass (Equus africanus): hafting, projectiles and Mousterian hunting weapons". Antiquity. 73 (280): 394–402. CiteSeerX 10.1.1.453.29. doi:10.1017/S0003598X00088335. S2CID 163560577.
295. ↑  Roussel, M.; Soressi, M.; Hublin, J. -J. (2016). "The Châtelperronian conundrum: blade and bladelet lithic technologies from Quinçay, France". Journal of Human Evolution. 95: 13–32. Bibcode:2016JHumE..95...13R. doi:10.1016/j.jhevol.2016.02.003. PMID 27260172.
296. ↑  Hublin, J. -J.; Talamo, S.; Julien, M.; David, F.; Connet, N.; Bodu, P.; Vandermeersch, B.; Richards, M. P. (2012). "Radiocarbon dates from the Grotte du Renne and Saint-Césaire support a Neandertal origin for the Châtelperronian". Proceedings of the National Academy of Sciences. 190 (46): 18743–18748. Bibcode:2012PNAS..10918743H. doi:10.1073/pnas.1212924109. PMC 3503158. PMID 23112183.
297. 1 2  Soressi, M.; McPherron, S. P.; Lenoir, M.;  et al. (2013). "Neandertals made the first specialized bone tools in Europe". Proceedings of the National Academy of Sciences. 110 (35): 14186–14190. Bibcode:2013PNAS..11014186S. doi:10.1073/pnas.1302730110. PMC 3761603. PMID 23940333.
298. ↑  Caron, F.; d'Errico, F.; Del Moral, P.; Santos, F.; Zilhâo, J. (2011). "The reality of Neandertal symbolic behavior at the Grotte du Renne, Arcy-sur-Cure, France". PLOS ONE. 6 (6): e21545. Bibcode:2011PLoSO...621545C. doi:10.1371/journal.pone.0021545. PMC 3126825. PMID 21738702.
299. ↑  Mellars, P.; Gravina, B.; Ramsey, C. B. (2007). "Confirmation of Neanderthal/modern human interstratification at the Chatelperronian type-site". Proceedings of the National Academy of Sciences. 104 (9): 3657–3662. Bibcode:2007PNAS..104.3657M. doi:10.1073/pnas.0608053104. PMC 1805566. PMID 17360698.
300. ↑  Gravina, B.; Bachellerie, F.; Caux, S. (2018). "No reliable evidence for a Neanderthal-Châtelperronian association at La Roche-à-Pierrot, Saint-Césaire". Scientific Reports. 8 (1): 15134. Bibcode:2018NatSR...815134G. doi:10.1038/s41598-018-33084-9. PMC 6181958. PMID 30310091.
301. 1 2  Hoffecker, J. F. (2009). "The spread of modern humans in Europe". Proceedings of the National Academy of Sciences of the United States of America. 106 (38): 16040–16045. Bibcode:2009PNAS..10616040H. doi:10.1073/pnas.0903446106. PMC 2752585. PMID 19571003.
302. ↑  Villa, P.; Pollarolo, L.; Conforti, J.;  et al. (2018). "From Neandertals to modern humans: new data on the Uluzzian". PLOS ONE. 13 (5): e0196786. Bibcode:2018PLoSO..1396786V. doi:10.1371/journal.pone.0196786. PMC 5942857. PMID 29742147.
303. ↑  Martisius, N. L.; Welker, F.; Dogandžić, T.;  et al. (2020). "Non-destructive ZooMS identification reveals strategic bone tool raw material selection by Neandertals". Scientific Reports. 10 (1): 7746. Bibcode:2020NatSR..10.7746M. doi:10.1038/s41598-020-64358-w. PMC 7210944. PMID 32385291.
304. ↑  Hardy, B. L.; Moncel, M. -H.; Kerfant, C.;  et al. (2020). "Direct evidence of Neanderthal fibre technology and its cognitive and behavioral implications". Scientific Reports. 10 (4889): 4889. Bibcode:2020NatSR..10.4889H. doi:10.1038/s41598-020-61839-w. PMC 7145842. PMID 32273518.
305. ↑  Sykes 2020, pp. 260–261.
306. ↑  Speth, J. D.; Tchernov, E. (2002). "Middle Paleolithic tortoise use at Kebara Cave (Israel)". Journal of Archaeological Science. 29 (5): 471–483. Bibcode:2002JArSc..29..471S. doi:10.1006/jasc.2001.0740.
307. ↑  Aranguren, B.; Revedin, A.; Amico, N.; Cavulli, F.; Giachi, G.; Grimaldi, S.; Macchioni, N.; Santaniello, F. (2018). "Wooden tools and fire technology in the early Neanderthal site of Poggetti Vecchi (Italy)". Proceedings of the National Academy of Sciences. 115 (9): 2054–2059. Bibcode:2018PNAS..115.2054A. doi:10.1073/pnas.1716068115. PMC 5834685. PMID 29432163.
308. ↑  Leder, Dirk; Lehmann, Jens; Milks, Annemieke; Koddenberg, Tim; Sietz, Michael; Vogel, Matthias; Böhner, Utz; Terberger, Thomas (2024-04-09). "The wooden artifacts from Schöningen's Spear Horizon and their place in human evolution". Proceedings of the National Academy of Sciences (به انگلیسی). 121 (15). Bibcode:2024PNAS..12120484L. doi:10.1073/pnas.2320484121. ISSN 0027-8424. PMC 11009636. PMID 38557183.
309. ↑  Sorensen, A. C.; Claud, E.; Soressi, M. (2018). "Neandertal fire-making technology inferred from microwear analysis". Scientific Reports. 8 (1): 10065. Bibcode:2018NatSR...810065S. doi:10.1038/s41598-018-28342-9. ISSN 2045-2322. PMC 6053370. PMID 30026576.
310. ↑  Brittingham, A.; Hren, M. T.; Hartman, G.; Wilkinson, K. N.; Mallol, C.; Gasparyan, B.; Adler, D. S. (2019). "Geochemical evidence for the control of fire by Middle Palaeolithic hominins". Scientific Reports. 9 (1): 15368. Bibcode:2019NatSR...915368B. doi:10.1038/s41598-019-51433-0. PMC 6814844. PMID 31653870.
311. ↑  Heyes, P. J.; Anastasakis, K.; de Jong, W.; van Hoesel, A.; Roebroeks, W.; Soressi, M. (2016). "Selection and Use of Manganese Dioxide by Neanderthals". Scientific Reports. 6 (1): 22,159. Bibcode:2016NatSR...622159H. doi:10.1038/srep22159. PMC 4770591. PMID 26922901.
312. 1 2  Kedar, Y.; Barkai, R. (2019). "The significance of air circulation and hearth location at Paleolithic cave sites". Open Quaternary. 5 (1): 4. doi:10.5334/oq.52.
313. ↑  Jaubert, J.; Verheyden, S.; Genty, D.;  et al. (2016). "Early Neanderthal constructions deep in Bruniquel Cave in southwestern France". Nature. 534 (7605): 111–114. Bibcode:2016Natur.534..111J. doi:10.1038/nature18291. PMID 27251286. S2CID 205249458.
314. ↑  Degano, I.; Soriano, S.; Villa, P.; Pollarolo, L.; Lukejko, J. J.; Jacobs, Z.; Douka, K.; Vitagliano, S.; Tozzi, C. (2019). "Hafting of Middle Paleolithic tools in Latium (central Italy): new data from Fossellone and Sant'Agostino caves". PLOS ONE. 14 (6): e0213473. Bibcode:2019PLoSO..1413473D. doi:10.1371/journal.pone.0213473. PMC 6586293. PMID 31220106.
315. ↑  Schmidt, P.; Blessing, M.; Rageot, M.; Iovita, R.; Pfleging, J.; Nickel, K. G.; Righetti, L.; Tennie, C. (2019). "Birch tar production does not prove Neanderthal behavioral complexity". Proceedings of the National Academy of Sciences. 116 (36): 17707–17711. Bibcode:2019PNAS..11617707S. doi:10.1073/pnas.1911137116. PMC 6731756. PMID 31427508.
316. ↑  Schmidt, P.; Koch, T.; Blessing, M.; Karakostis, F.A.; Harvati, K.; Dresely, V. & Charrié-Duhaut, A. (2023). "Production method of the Königsaue birch tar documents cumulative culture in Neanderthals". Archaeological and Anthropological Sciences. 15 (6): 84. Bibcode:2023ArAnS..15...84S. doi:10.1007/s12520-023-01789-2. PMC 10202989. PMID 37228449.
317. ↑  Sørensen, B. (2009). "Energy use by Eem Neanderthals". Journal of Archaeological Science. 36 (10): 2201–2205. Bibcode:2009JArSc..36.2201S. doi:10.1016/j.jas.2009.06.003. S2CID 44218631.
318. ↑  Hoffecker, J. F. (2009). "The spread of modern humans in Europe". Proceedings of the National Academy of Sciences. 106 (38): 16040–16045. Bibcode:2009PNAS..10616040H. doi:10.1073/pnas.0903446106. PMC 2752585. PMID 19571003.
319. 1 2  Collard, M.; Tarle, L.; Sandgathe, D.; Allan, A. (2016). "Faunal evidence for a difference in clothing use between Neanderthals and early modern humans in Europe". Journal of Anthropological Archaeology. 44: 235–246. doi:10.1016/j.jaa.2016.07.010. hdl:2164/9989.
320. 1 2  Wales, N. (2012). "Modeling Neanderthal clothing using ethnographic analogues". Journal of Human Evolution. 63 (6): 781–795. Bibcode:2012JHumE..63..781W. doi:10.1016/j.jhevol.2012.08.006. PMID 23084621.
321. ↑  Ferentinos, G.; Gkioni, M.; Geraga, M.; Papatheodorou, G. (2012). "Early seafaring activity in the southern Ionian Islands, Mediterranean Sea". Journal of Archaeological Science. 39 (7): 2167–2176. Bibcode:2011JQS....26..553S. doi:10.1016/j.jas.2012.01.032.
322. 1 2 3  Strasser, T. F.; Runnels, C.; Wegmann, K. W.; Panagopoulou, E. (2011). "Dating Palaeolithic sites in southwestern Crete, Greece". Journal of Quaternary Science. 26 (5): 553–560. Bibcode:2011JQS....26..553S. doi:10.1016/j.jas.2012.01.032.
323. 1 2  Carter, T.; Contreras, D. A.; Holcomb, J.; Mihailović, D. D. (2019). "Earliest occupation of the Central Aegean (Naxos), Greece: implications for hominin and Homo sapiens behavior and dispersals". Science Advances. 5 (10): eaax0997. Bibcode:2019SciA....5..997C. doi:10.1126/sciadv.aax0997. PMC 6795523. PMID 31663021.
324. ↑  Johansson, S. (2015). "Language abilities in Neanderthals". Annual Review of Linguistics. 1: 311–322. doi:10.1146/annurev-linguist-030514-124945.
325. 1 2  Whiting, K.; Konstantakos, L.; Sadler, G.; Gill, C. (2018). "Were Neanderthals rational? A stoic approach". Humanities. 7 (2): 39. doi:10.3390/h7020039.
326. ↑  Krause, J.; Lalueza-Fox, C.; Orlando, L. (2007). "The derived FOXP2 variant of modern humans was shared with Neandertals". Current Biology. 17 (21): 1, 908–1, 912. Bibcode:2007CBio...17.1908K. doi:10.1016/j.cub.2007.10.008. hdl:11858/00-001M-0000-000F-FED3-1. PMID 17949978. S2CID 9518208.
327. ↑  Mozzi, A.; Forni, D.; Clerici, M.; Pozzoli, U.; Mascheretti, S. (2016). "The evolutionary history of genes involved in spoken and written language: beyond FOXP2". Scientific Reports. 6: 22157. Bibcode:2016NatSR...622157M. doi:10.1038/srep22157. PMC 4766443. PMID 26912479.
328. ↑  Murphy, E.; Benítez-Burraco, A. (2017). "Paleo-oscillomics: inferring aspects of Neanderthal language abilities from gene regulation of neural oscillations" (PDF). Journal of Anthropological Sciences. 96 (96): 111–124. doi:10.4436/JASS.96010. PMID 30566085. S2CID 56479752.
329. ↑  Laitman & Reidenberg 2009.
330. ↑  Laitman, Noden & Van De Water 2006.
331. ↑  Lieberman, P.; Crelin, E. S. (1971). "On the speech of Neanderthal man". Linguistic Inquiry. 2 (2): 203–222. doi:10.1515/9783110819434-007. JSTOR 4177625.
332. ↑  Lieberman, P. (1992). "On Neanderthal speech and Neanderthal extinction". Current Anthropology. 33 (4): 409–410. doi:10.1086/204092. S2CID 144005974.
333. ↑  Lieberman, P. (2007). "Current views on Neanderthal speech capabilities: A reply to Boe et al. (2002)". Journal of Phonetics. 35 (4): 552–563. doi:10.1016/j.wocn.2005.07.002.
334. ↑  Boë, L. -J.; Heim, J. -L.; Honda, K.; Maeda, S. (2002). "The potential Neandertal vowel space was as large as that of modern humans". Journal of Phonetics. 30 (3): 465–484. doi:10.1006/jpho.2002.0170. S2CID 16685699.
335. ↑  D’Anastasio, R.; Wroe, S.; Tuniz, C.; Mancini, L.; Cesana, D. T. (2013). "Micro-biomechanics of the Kebara 2 hyoid and its implications for speech in Neanderthals". PLOS ONE. 8 (12): e82261. Bibcode:2013PLoSO...882261D. doi:10.1371/journal.pone.0082261. PMC 3867335. PMID 24367509.
336. ↑  Boë, L.J.; Heim, J.L.; Honda, K.; Maeda, S.; Badin, P.; Abry, C. (2007). "The vocal tract of newborn humans and Neanderthals: Acoustic capabilities and consequences for the debate on the origin of language. A reply to Lieberman". Journal of Phonetics. 35 (4): 564–581. doi:10.1016/j.wocn.2007.06.006.
337. ↑  Lieberman, P. (2015). "Language did not spring forth 100,000 years ago". PLOS Biology. 13 (2): e1002064. doi:10.1371/journal.pbio.1002064. PMC 4332681. PMID 25679377.
338. 1 2  Finlayson 2019.
339. ↑  Kissel, M.; Fuentes, A. (2018). "'Behavioral modernity' as a process, not an event, in the human niche". Time and Mind. 11 (2): 163–183. doi:10.1080/1751696X.2018.1469230. S2CID 165770309.
340. ↑  Sterelny, K. (2011). "From hominins to humans: how sapiens became behaviourally modern". Philosophical Transactions of the Royal Society B. 366 (1566): 809–822. doi:10.1098/rstb.2010.0301. PMC 3048993. PMID 21320896.
341. 1 2  Wunn, I. (2001). "Cave bear worship in the Paleolithic" (PDF). Cadernos do Laboratorio Xeolóxico de Laxe. 26: 457–463.
342. ↑  Vyshedskiy, A. (2017). "Language evolution to revolution: from a slowly developing finite communication system with many words to infinite modern language". Research Ideas and Outcomes. 5: e38546. bioRxiv 10.1101/166520. doi:10.3897/rio.5.e38546.
343. ↑  Defleur, Alban (1993). Les Sépultures Moustériennes. Paris: CNRS. ISBN 978-2-222-04651-6. Retrieved 29 July 2022.
344. ↑  Harrold, Francis B. (October 1980). "A comparative analysis of Eurasian Palaeolithic burials". World Archaeology. 12 (2): 195–211. doi:10.1080/00438243.1980.9979792. Retrieved 29 July 2022.
345. ↑  Otte, Marcel (1996). Le paléolithique inférieur et moyen en Europe. Paris: Armand Colin. ISBN 2-200-01389-2. Retrieved 29 July 2022.
346. ↑  Smirnov, Yuri (June 1989). "Intentional human burial: Middle Paleolithic (last glaciation) beginnings". Journal of World Prehistory. 3 (2): 199–233. doi:10.1007/BF00975761. S2CID 163801437. Retrieved 29 July 2022.
347. ↑  Pettitt, Paul (January 2002). "The Neanderthal dead: exploring mortuary variability in Middle Palaeolithic Eurasia". Before Farming. 2002 (1): 1–26. doi:10.3828/BFARM.2002.1.4. S2CID 52906473.
348. 1 2  Pettitt, Paul (2017). The Oxford Handbook of Archaeology. New York: Oxford University Press. pp. 354–355. ISBN 978-0-19-885520-0. Retrieved 30 July 2022.
349. ↑  Rendu, W.; Beauval, C.; Crevecoeur, I.; Bayle, P.; Balzeau, A.; Bismuth, T.; Bourguignon, L.; Delfour, G.; Faivre, J. -P.; Lacrampe-Cuyaubère, F.; Muth, X.; Pasty, S.; Semal, P.; Tavormina, C.; Todisco, D.; Turq, A.; Maureille, B. (2016). "Let the dead speak…comments on Dibble et al.'s reply to 'Evidence supporting an intentional burial at La Chapelle-aux-Saints'". Journal of Archaeological Science. 69: 12–20. Bibcode:2016JArSc..69...12R. doi:10.1016/j.jas.2016.02.006.
350. ↑  Rendu, W.; Beauval, C.; Crevecoeur, I.;  et al. (2014). "Evidence supporting an intentional Neandertal burial at La Chapelle-aux-Saints". Proceedings of the National Academy of Sciences. 111 (1): 81–86. Bibcode:2014PNAS..111...81R. doi:10.1073/pnas.1316780110. PMC 3890882. PMID 24344286.
351. ↑  Dibble, H.; Aldeias, V.; Goldberg, P.; Sandgathe, D.; Steele, T. E. (2015). "A critical look at evidence from La Chapelle-aux-Saints supporting an intentional burial". Journal of Archaeological Science. 53: 649–657. doi:10.1016/j.jas.2014.04.019.
352. ↑  Leroi-Gourhan, A. (1975). "The flowers found with Shanidar IV, a Neanderthal burial in Iraq". Science. 190 (4214): 562–564. Bibcode:1975Sci...190..562L. doi:10.1126/science.190.4214.562. S2CID 140686473.
353. ↑  Solecki, R. S. (1975). "Shanidar IV: a Neanderthal flower burial in northern Iraq". Science. 190 (4217): 880–881. Bibcode:1975Sci...190..880S. doi:10.1126/science.190.4217.880. S2CID 71625677.
354. ↑  Sommer, J. D. (1999). "The Shanidar IV 'flower burial': a re-evaluation of Neanderthal burial ritual". Cambridge Archaeological Journal. 9 (1): 127–129. doi:10.1017/s0959774300015249. S2CID 162496872.
355. ↑  Wunn, I. (2000). "Beginning of religion". Numen. 47 (4): 417–452. doi:10.1163/156852700511612.
356. ↑  Carroll, M. P. (1986). "The bear cult that wasn't: a study in the psychohistory of anthropology". Journal of Psychoanalytic Anthropology. 19 (1): 19–34.
357. ↑  Blanc, A. C. (1962). "Some evidence for the early ideologies of man".  In Washburn, S. L. (ed.). Social life of early man. Routledge. pp. 124–126. ISBN 978-1-136-54361-6.
358. ↑  White, T. D.; Toth, N.; Chase, P. G. (1991). "The question of ritual cannibalism at Grotta Guattari". Current Anthropology. 32 (7): 118–138. doi:10.1086/203931. JSTOR 2743640. S2CID 144628134.
359. ↑  Romagnoli, Rivals & Benazzi 2022, pp. 267–268.
360. ↑  Longrich, Nicholas R (2020-11-03). "Did Neanderthals go to war with our ancestors?". BBC Home (به انگلیسی). Retrieved 2024-10-13.‏
361. ↑  Churchill, Steven E.; Keys, Kamryn; Ross, Ann H. (August 2022). "Midfacial Morphology and Neandertal–Modern Human Interbreeding". Biology (به انگلیسی). 11 (8): 1163. doi:10.3390/biology11081163. ISSN 2079-7737. PMC 9404802. PMID 36009790.
362. ↑  Sankararaman, S.; Patterson, N.; Li, H.; Pääbo, S.; Reich, D; Akey, J. M. (2012). "The date of interbreeding between Neandertals and modern humans". PLOS Genetics. 8 (10): e1002947. arXiv:1208.2238. Bibcode:2012arXiv1208.2238S. doi:10.1371/journal.pgen.1002947. PMC 3464203. PMID 23055938.
363. 1 2  Yang, M. A.; Malaspinas, A. S.; Durand, E. Y.; Slatkin, M. (2012). "Ancient structure in Africa unlikely to explain Neanderthal and non-African genetic similarity". Molecular Biology and Evolution. 29 (10): 2, 987–2, 995. doi:10.1093/molbev/mss117. PMC 3457770. PMID 22513287.
364. ↑  Sánchez-Quinto, F.; Botigué, L. R.; Civit, S.; Arenas, C.; Ávila-Arcos, M. C.; Bustamante, C. D.; Comas, D.; Lalueza-Fox, C.; Caramelli, D. (2012). "North African populations carry the signature of admixture with Neandertals". PLOS ONE. 7 (10): e47765. Bibcode:2012PLoSO...747765S. doi:10.1371/journal.pone.0047765. PMC 3474783. PMID 23082212.
365. ↑  Sankararaman, S.; Mallick, S.; Dannemann, M.; Prüfer, K.; Kelso, J.; Pääbo, S.; Patterson, N.; Reich, D. (2014). "The genomic landscape of Neanderthal ancestry in present-day humans". Nature. 507 (7492): 354–357. Bibcode:2014Natur.507..354S. doi:10.1038/nature12961. PMC 4072735. PMID 24476815.
366. ↑  Yotova, V.; Lefebvre, J. -F.; Moreau, C.;  et al. (2011). "An X-linked haplotype of Neandertal origin is present among all non-African populations". Molecular Biology and Evolution. 28 (7): 1957–1962. doi:10.1093/molbev/msr024. PMID 21266489.
367. ↑  Fu, Q.; Li, H.; Moorjani, P.;  et al. (2014). "Genome sequence of a 45,000-year-old modern human from western Siberia". Nature. 514 (7523): 445–449. Bibcode:2014Natur.514..445F. doi:10.1038/nature13810. PMC 4753769. PMID 25341783.
368. 1 2 3  Chen, L.; Wolf, A. B.; Fu, W.; Akey, J. M. (2020). "Identifying and Interpreting Apparent Neanderthal Ancestry in African Individuals". Cell. 180 (4): 677–687.e16. doi:10.1016/j.cell.2020.01.012. PMID 32004458. S2CID 210955842.
369. ↑  Lohse, K.; Frantz, L. A. F. (2013). "Maximum likelihood evidence for Neandertal admixture in Eurasian populations from three genomes". Populations and Evolution. 1307: 8263. arXiv:1307.8263. Bibcode:2013arXiv1307.8263L.
370. ↑  Prüfer, K.; de Filippo, C.; Grote, S.; Mafessoni, F.; Korlević, P.; Hajdinjak, M.;  et al. (2017). "A high-coverage Neandertal genome from Vindija Cave in Croatia". Science. 358 (6363): 655–658. Bibcode:2017Sci...358..655P. doi:10.1126/science.aao1887. PMC 6185897. PMID 28982794.
371. ↑  Pääbo, S. (2015). "The diverse origins of the human gene pool". Nature Reviews Genetics. 16 (6): 313–314. doi:10.1038/nrg3954. PMID 25982166. S2CID 5628263.
372. ↑  Enard, D.; Petrov, D. A. (2018). "Evidence that RNA viruses drove of adaptive introgression between Neanderthals and modern humans". Cell. 175 (2): 360–371. doi:10.1016/j.cell.2018.08.034. PMC 6176737. PMID 30290142.
373. ↑  Vernot, B.; Akey, J. M. (2014). "Resurrecting surviving Neandertal lineages from modern human genomes". Science. 343 (6174): 1017–1021. Bibcode:2014Sci...343.1017V. doi:10.1126/science.1245938. PMID 24476670. S2CID 23003860.
374. ↑  Taskent, R. O.; Alioglu, N. D.; Fer, E.;  et al. (2017). "Variation and functional impact of Neanderthal ancestry in Western Asia". Genome Biology and Evolution. 9 (12): 3516–3624. doi:10.1093/gbe/evx216. PMC 5751057. PMID 29040546.
375. ↑  Zorina-Lichtenwalter, K.; Lichtenwalter, R. N.; Zaykin, D. V.;  et al. (2019). "A study in scarlet: MC1R as the main predictor of red hair and exemplar of the flip-flop effect". Human Molecular Genetics. 28 (12): 2093–2106. doi:10.1093/hmg/ddz018. PMC 6548228. PMID 30657907.
376. ↑  Ding, Q.; Hu, Y.; Xu, S.; Wang, C. -C.; Li, H.; Zhang, R.; Yan, S.; Wang, J.; Jin, L. (2014). "Neanderthal origin of the haplotypes carrying the functional variant Val92Met in the MC1R in modern humans". Molecular Biology and Evolution. 31 (8): 1994–2003. doi:10.1093/molbev/msu180. PMID 24916031. "We further discovered that all of the putative Neanderthal introgressive haplotypes carry the Val92Met variant, a loss-of-function variant in MC1R that is associated with multiple dermatological traits including skin color and photoaging. Frequency of this Neanderthal introgression is low in Europeans (~5%), moderate in continental East Asians (~30%), and high in Taiwanese aborigines (60–70%)."
377. ↑  Ségurel, L.; Quintana-Murci, L. (2014). "Preserving immune diversity through ancient inheritance and admixture". Current Opinion in Immunology. 30: 79–84. doi:10.1016/j.coi.2014.08.002. PMID 25190608.
378. ↑  Mendez, F. L.; Watkins, J. C.; Hammer, M. F. (2013). "Neandertal origin of genetic variation at the cluster of OAS immunity genes" (PDF). Molecular Biology and Evolution. 30 (4): 798–801. doi:10.1093/molbev/mst004. PMID 23315957. S2CID 2839679. Archived from the original (PDF) on 2019-02-23.
379. ↑  Mendez, F. L.; Watkins, J. C.; Hammer, M. F. (2012). "A haplotype at STAT2 introgressed from Neanderthals and serves as a candidate of positive selection in Papua New Guinea". American Journal of Human Genetics. 91 (2): 265–274. doi:10.1016/j.ajhg.2012.06.015. PMC 3415544. PMID 22883142.
380. ↑  Dannemann, M.; Andrés, A. A.; Kelso, J. (2016). "Introgression of Neandertal- and Denisovan-like haplotypes contributes to adaptive variation in human toll-like receptors". American Journal of Human Genetics. 98 (1): 22–33. doi:10.1016/j.ajhg.2015.11.015. PMC 4716682. PMID 26748514.
381. ↑  Nédélec, Y.; Sanz, J.; Baharian, G.;  et al. (2016). "Genetic ancestry and natural selection drive population differences in immune responses to pathogens". Cell. 167 (3): 657–669. doi:10.1016/j.cell.2016.09.025. PMID 27768889.
382. ↑  Gregory, M. D.; Kippenhan, J. S.; Eisenberg, D. P.;  et al. (2017). "Neanderthal-derived genetic variation shapes modern human cranium and brain". Scientific Reports. 7 (1): 6308. Bibcode:2017NatSR...7.6308G. doi:10.1038/s41598-017-06587-0. PMC 5524936. PMID 28740249.
383. ↑  Dolgova, O.; Lao, O. (2018). "Evolutionary and medical consequences of archaic introgression into modern human genomes". Genes. 9 (7): 358. doi:10.3390/genes9070358. PMC 6070777. PMID 30022013.
384. 1 2  Fu, Q.; Hajdinjak, M.; Moldovan, O. T.;  et al. (2015). "An early modern human from Romania with a recent Neanderthal ancestor". Nature. 524 (7564): 216–219. Bibcode:2015Natur.524..216F. doi:10.1038/nature14558. PMC 4537386. PMID 26098372.
385. ↑  Chevy, Elizabeth T.; Huerta-Sánchez, Emilia; Ramachandran, Sohini (2023-08-14). "Integrating sex-bias into studies of archaic introgression on chromosome X". PLOS Genetics. 19 (8): e1010399. doi:10.1371/journal.pgen.1010399. ISSN 1553-7404. PMC 10449224. PMID 37578977. We have shown that the observed low level of archaic coverage on chromosome X could be explained merely by a reduction in the effect of heterosis and sex-biases in the introgression events, without involving a more complex model with hybrid incompatibilities. Our work also suggests that negative selection was likely acting on archaic variants, and provides an appropriate set of null models for evaluating positive selection on introgressed segments on chromosome X.
386. ↑  Luo, S.; Valencia, C. A.; Zhang, J.; Lee, N. -C.; Slone, J.; Gui, B.; Wang, X.; Li, Z.; Dell, S.; Brown, J.; Chen, S. M.; Chien, Y. -H.; Hwu, W. -L.; Fan, P. -C.; Wong, L. -J.; Atwal, P. S.; Huang, T. (2018). "Biparental inheritance of mitochondrial DNA in humans". Proceedings of the National Academy of Sciences. 115 (51): 13039–13044. Bibcode:2018PNAS..11513039L. doi:10.1073/pnas.1810946115. PMC 6304937. PMID 30478036.
387. ↑  Papini, M. (2020). Comparative Psychology: Evolution and Development of Brain and Behavior, 3rd Edition. Taylor & Francis. p. 619. ISBN 978-1-00-017770-1. Retrieved 2024-03-28. There is evidence of somewhat selective interbreeding. mtDNA from Neanderthals is absent in modern humans. Because mtDNA is carried only by females, interbreeding may have occurred mainly between Neanderthal males and modern females (Krings, Stone, Schmitz, Krainitzki, Stoneking, & Pääbo, 1997).
388. 1 2  Paabo, S. (2014). Neanderthal Man: In Search of Lost Genomes. Basic Books. p. 19. ISBN 978-0-465-02083-6. Retrieved 2024-03-28.
389. ↑  Mendez, F. L.; Poznik, G. D.; Castellano, S.; Bustamante, C. D. (2016). "The divergence of Neandertal and modern human Y chromosomes". American Journal of Human Genetics. 98 (4): 728–734. doi:10.1016/j.ajhg.2016.02.023. PMC 4833433. PMID 27058445.
390. ↑  Sankararaman, S.; Patterson, N.; Li, H.; Pääbo, S.; Reich, D. (2012). "The date of interbreeding between Neandertals and modern humans". PLOS Genetics. 8 (10): e1002947. arXiv:1208.2238. Bibcode:2012arXiv1208.2238S. doi:10.1371/journal.pgen.1002947. PMC 3464203. PMID 23055938.
391. ↑  Kuhlwilm, M. (2016). "Ancient gene flow from early modern humans into eastern Neanderthals". Nature. 530 (7591): 429–433. Bibcode:2016Natur.530..429K. doi:10.1038/nature16544. PMC 4933530. PMID 26886800.
392. ↑  Hershkovitz, I.; Weber, G. W.; Quam, R.; Duval, M.; Grün, R. (2018). "The earliest modern humans outside Africa". Science. 359 (6374): 459. Bibcode:2018Sci...359..456H. doi:10.1126/science.aap8369. hdl:10072/372670. PMID 29371468.
393. ↑  McDermott, F.; Grün, R.; Stringer, C. B.; Hawkesworth, C. J. (1993). "Mass-spectrometric U-series dates for Israeli Neanderthal/early modern hominid sites". Nature. 363 (6426): 252–255. Bibcode:1993Natur.363..252M. doi:10.1038/363252a0. PMID 8387643. S2CID 4234812.
394. ↑  Pagani, L. (2016). "Genomic analyses inform on migration events during the peopling of Eurasia". Nature. 538 (7624): 238–242. Bibcode:2016Natur.538..238P. doi:10.1038/nature19792. PMC 5164938. PMID 27654910.
395. ↑  Lowery, R. K.; Uribe, G.; Jimenez, E. B.; Weiss, M. A.; Herrera, K. J.; Regueiro, M.; Herrera, R. J. (2013). "Neanderthal and Denisova genetic affinities with contemporary humans: Introgression versus common ancestral polymorphisms". Gene. 530 (1): 83–94. doi:10.1016/j.gene.2013.06.005. PMID 23872234.
396. ↑  Pääbo, S. (2014). "A mitochondrial genome sequence of a hominin from Sima de los Huesos" (PDF). Nature. 505 (7483): 403–406. Bibcode:2014Natur.505..403M. doi:10.1038/nature12788. PMID 24305051. S2CID 4456221.
397. ↑  Warren, Matthew (2018). "Mum's a Neanderthal, dad's a Denisovan: First discovery of an ancient-human hybrid". Nature News. 560 (7719): 417–418. Bibcode:2018Natur.560..417W. doi:10.1038/d41586-018-06004-0. PMID 30135540.
398. ↑  Hortolà, Policarp; Martínez-Navarro, Bienvenido (8 May 2013). "The Quaternary megafaunal extinction and the fate of Neanderthals: An integrative working hypothesis". Quaternary International. East meets West: First settlements and human evolution in Eurasia. 295: 69–72. Bibcode:2013QuInt.295...69H. doi:10.1016/j.quaint.2012.02.037. ISSN 1040-6182. Retrieved 5 February 2024 – via Elsevier Science Direct.
399. 1 2  Higham, T.; Douka, K.; Wood, R.; Ramsey, C. B.; Brock, F.; Basell, L.; Camps, M.; Arrizabalaga, A.; Baena, J.; Barroso-Ruíz, C.; C. Bergman; C. Boitard; P. Boscato; M. Caparrós; N.J. Conard; C. Draily; A. Froment; B. Galván; P. Gambassini; A. Garcia-Moreno; S. Grimaldi; P. Haesaerts; B. Holt; M. -J. Iriarte-Chiapusso; A. Jelinek; J.F. Jordá Pardo; J. -M. Maíllo-Fernández; A. Marom; J. Maroto; M. Menéndez; L. Metz; E. Morin; A. Moroni; F. Negrino; E. Panagopoulou; M. Peresani; S. Pirson; M. de la Rasilla; J. Riel-Salvatore; A. Ronchitelli; D. Santamaria; P. Semal; L. Slimak; J. Soler; N. Soler; A. Villaluenga; R. Pinhasi; R. Jacobi;  et al. (2014). "The timing and spatiotemporal patterning of Neanderthal disappearance". Nature. 512 (7514): 306–309. Bibcode:2014Natur.512..306H. doi:10.1038/nature13621. hdl:1885/75138. PMID 25143113. S2CID 205239973. We show that the Mousterian [the Neanderthal tool-making tradition] ended by 41,030–39,260 calibrated years BP (at 95.4% probability) across Europe. We also demonstrate that succeeding 'transitional' archaeological industries, one of which has been linked with Neanderthals (Châtelperronian), end at a similar time.
400. ↑  Higham, T. (2011). "European Middle and Upper Palaeolithic radiocarbon dates are often older than they look: problems with previous dates and some remedies". Antiquity. 85 (327): 235–249. doi:10.1017/s0003598x00067570. S2CID 163207571. Few events of European prehistory are more important than the transition from ancient to modern humans about 40,000 years ago, a period that unfortunately lies near the limit of radiocarbon dating. This paper shows that as many as 70 per cent of the oldest radiocarbon dates in the literature may be too young, due to contamination by modern carbon.
401. 1 2  Galván, B.; Hernández, C. M.; Mallol, C.; Mercier, N.; Sistiaga, A.; Soler, V. (2014). "New evidence of early Neanderthal disappearance in the Iberian Peninsula". Journal of Human Evolution. 75: 16–27. Bibcode:2014JHumE..75...16G. doi:10.1016/j.jhevol.2014.06.002. PMID 25016565.
402. ↑  Agusti, J.; Rubio-Campillo, X. (2017). "Were Neanderthals responsible for their own extinction?". Quaternary International. 431: 232–237. Bibcode:2017QuInt.431..232A. doi:10.1016/j.quaint.2016.02.017.
403. ↑  Devièse, Thibaut; Abrams, Grégory; Hajdinjak, Mateja; Pirson, Stéphane; De Groote, Isabelle; Di Modica, Kévin; Toussaint, Michel; Fischer, Valentin; Comeskey, Dan; Spindler, Luke; Meyer, Matthias; Semal, Patrick; Higham, Tom (23 March 2021). "Reevaluating the timing of Neanderthal disappearance in Northwest Europe". Proceedings of the National Academy of Sciences of the United States of America (به انگلیسی). 118 (12). Bibcode:2021PNAS..11822466D. doi:10.1073/pnas.2022466118. ISSN 0027-8424. PMC 7999949. PMID 33798098.
404. 1 2  Zilhão, J.; Anesin, D.; Aubry, T.;  et al. (2017). "Precise dating of the Middle-to-Upper Paleolithic transition in Murcia (Spain) supports late Neandertal persistence in Iberia". Heliyon. 3 (1): E00435. Bibcode:2017Heliy...300435Z. doi:10.1016/j.heliyon.2017.e00435. PMC 5696381. PMID 29188235.
405. ↑  Morales, J. I; Cebrià, A.; Burguet-Coca, A.;  et al. (2019). "The Middle-to-Upper Paleolithic transition occupations from Cova Foradada (Calafell, NE Iberia)". PLOS ONE. 14 (5): e0215832. Bibcode:2019PLoSO..1415832M. doi:10.1371/journal.pone.0215832. PMC 6522054. PMID 31095578.
406. ↑  Cortés-Sánches, M.; Jiménez-Espejo, F. J.; Simón-Vallejo, M. D.; Stringer, C.;  et al. (2019). "An early Aurignacian arrival in southwestern Europe". Nature Ecology & Evolution. 3 (2): 207–212. Bibcode:2019NatEE...3..207C. doi:10.1038/s41559-018-0753-6. PMID 30664696. S2CID 58571988.
407. ↑  Anderson, L.; Reynolds, N.; Teyssandier, N. (2019). "No reliable evidence for a very early Aurignacian in Southern Iberia". Nature Ecology and Evolution. 3 (5): 713. Bibcode:2019NatEE...3..713A. doi:10.1038/s41559-019-0885-3. PMID 30988496. S2CID 115153460.
408. ↑  de la Peña, P. (2019). "Dating on its own cannot resolve hominin occupation patterns". Nature Ecology and Evolution. 3 (5): 712. Bibcode:2019NatEE...3..712D. doi:10.1038/s41559-019-0886-2. PMID 30988497. S2CID 116861216.
409. ↑  Cortés-Sánches, M.; Jiménez-Espejo, F. J.; Simón-Vallejo, M. D.; Stringer, C.;  et al. (2019). "Reply to 'Dating on its own cannot resolve hominin occupation patterns' and 'No reliable evidence for a very early Aurignacian in Southern Iberia'". Nature Ecology and Evolution. 3 (5): 714–715. Bibcode:2019NatEE...3..714C. doi:10.1038/s41559-019-0887-1. PMID 30988498. S2CID 115153407.
410. ↑  Fontugne, M.; Reyss, J. L.; Ruis, C. B.; Lara, P. M. (1995). "The Mousterian site of Zafarraya (Granada, Spain): dating and implications on the palaeolithic peopling processes of Western Europe". Comptes Rendus de l'Académie des Sciences. 321 (10): 931–937.
411. ↑  Finlayson, C.; Pacheco, F. G. (2006). "Late survival of Neanderthals at the southernmost extreme of Europe". Nature. 443 (7, 113): 850–853. Bibcode:2006Natur.443..850F. doi:10.1038/nature05195. PMID 16971951. S2CID 4411186.
412. ↑  Pavlov, P.; Svendsen, J. I.; Indrelid, S. (2001). "Human presence in the European Arctic nearly 40,000 years ago". Nature. 413 (6, 851): 64–67. Bibcode:2001Natur.413...64P. doi:10.1038/35092552. PMID 11544525. S2CID 1986562.
413. 1 2  Pinhasi, R.; Higham, T. F. G.; Golovanova, L. V.; Doronichev, V. B. (2011). "Revised age of late Neanderthal occupation and the end of the Middle Palaeolithic in the northern Caucasus". Proceedings of the National Academy of Sciences. 108 (21): 8611–8616. Bibcode:2011PNAS..108.8611P. doi:10.1073/pnas.1018938108. PMC 3102382. PMID 21555570. The direct date of the fossil (39,700±1,100 14C BP) is in good agreement with the probability distribution function, indicating at a high level of probability that Neanderthals did not survive at Mezmaiskaya Cave after 39 kya cal BP. [...] This challenges previous claims for late Neanderthal survival in the northern Caucasus. [...] Our results confirm the lack of reliably dated Neanderthal fossils younger than ≈40 kya cal BP in any other region of Western Eurasia, including the Caucasus.
414. ↑  Hublin, J. -J.; Sirakov, N.;  et al. (2020). "Initial Upper Palaeolithic Homo sapiens from Bacho Kiro Cave, Bulgaria" (PDF). Nature. 581 (7808): 299–302. Bibcode:2020Natur.581..299H. doi:10.1038/s41586-020-2259-z. hdl:11585/770553. PMID 32433609. S2CID 218592678.
415. ↑  Benazzi, S.; Douka, K.; Fornai, C.; Bauer, C.C.; Kullmer, O.; Svoboda, J. Í.; Pap, I.; Mallegni, F.; Bayle, P.; Coquerelle, M.; Condemi, S.; Ronchitelli, A.; Harvati, K.; Weber, G.W. (2011). "Early dispersal of modern humans in Europe and implications for Neanderthal behaviour". Nature. 479 (7374): 525–528. Bibcode:2011Natur.479..525B. doi:10.1038/nature10617. PMID 22048311. S2CID 205226924.
416. ↑  Higham, T.; Compton, T.; Stringer, C.; Jacobi, R.; Shapiro, B.; Trinkaus, E.; Chandler, B.; Gröning, F.; Collins, C.; Hillson, S.; o’Higgins, P.; Fitzgerald, C.; Fagan, M. (2011). "The earliest evidence for anatomically modern humans in northwestern Europe". Nature. 479 (7374): 521–524. Bibcode:2011Natur.479..521H. doi:10.1038/nature10484. PMID 22048314. S2CID 4374023.
417. ↑  Harvati, K.;  et al. (2019). "Apidima Cave fossils provide earliest evidence of Homo sapiens in Eurasia". Nature. 571 (7766): 500–504. doi:10.1038/s41586-019-1376-z. PMID 31292546. S2CID 195873640.
418. ↑  de Lumley, M. -A.; Guipert, G.; de Lumley, H.; Protopapa, N.; Pitsios, T. (2020). "Apidima 1 and Apidima 2: two anteneandertal skulls in the Peloponnese, Greece". L'Anthropologie. 124 (1): 102743. doi:10.1016/j.anthro.2019.102743. S2CID 216449347.
419. ↑  de Lumley, M. -A.; Guipert, G.; de Lumley, H.; Protopapa, N.; Pitsios, T. (2020). "Apidima 1 and Apidima 2: two anteneandertal skulls in the Peloponnese, Greece". L'Anthropologie. 124 (1): 102743. doi:10.1016/j.anthro.2019.102743. S2CID 216449347.
420. 1 2  Villa, P.; Roebroeks, W. (2014). "Neandertal demise: an archaeological analysis of the modern human superiority complex". PLOS ONE. 9 (4): e96424. Bibcode:2014PLoSO...996424V. doi:10.1371/journal.pone.0096424. PMC 4005592. PMID 24789039.
421. ↑  Prüfer, Kay; Posth, Cosimo (June 2021). "A genome sequence from a modern human skull over 45,000 years old from Zlatý kůň in Czechia". Nature Ecology & Evolution. 5 (6): 820–825. Bibcode:2021NatEE...5..820P. doi:10.1038/s41559-021-01443-x. ISSN 2397-334X. PMC 8175239. PMID 33828249.
422. ↑  Bradtmöller, M.; Pastoors, A.; Weninger, B.; Weninger, G. (2012). "The repeated replacement model – Rapid climate change and population dynamics in Late Pleistocene Europe". Quaternary International. 247: 38–49. Bibcode:2012QuInt.247...38B. doi:10.1016/j.quaint.2010.10.015.
423. ↑  Wolf, D.; Kolb, T.; Alcaraz-Castaño, M.; Heinrich, S. (2018). "Climate deteriorations and Neanderthal demise in interior Iberia". Scientific Reports. 8 (1): 7048. Bibcode:2018NatSR...8.7048W. doi:10.1038/s41598-018-25343-6. PMC 5935692. PMID 29728579.
424. ↑  Staubwasser, M.; Drăgușin, V.; Onac, B. P. (2018). "Impact of climate change on the transition of Neanderthals to modern humans in Europe". Proceedings of the National Academy of Sciences of the United States of America. 115 (37): 9116–9121. Bibcode:2018PNAS..115.9116S. doi:10.1073/pnas.1808647115. PMC 6140518. PMID 30150388.
425. ↑  d’Errico, Francesco; Sánchez Goñi, Marı́a Fernanda (April 2003). "Neandertal extinction and the millennial scale climatic variability of OIS 3". Quaternary Science Reviews (به انگلیسی). 22 (8–9): 769–788. Bibcode:2003QSRv...22..769D. doi:10.1016/S0277-3791(03)00009-X. Retrieved 14 March 2024 – via Elsevier Science Direct.
426. ↑  Degioanni, A.; Bonenfant, C.; Cabut, S.; Condemi, S. (2019). "Living on the edge: Was demographic weakness the cause of Neanderthal demise?". PLOS ONE. 14 (5). e0216742. Bibcode:2019PLoSO..1416742D. doi:10.1371/journal.pone.0216742. PMC 6541251. PMID 31141515.
427. ↑  Black, B. A.; Neely, R. R.; Manga, M. (2015). "Campanian Ignimbrite volcanism, climate, and the final decline of the Neanderthals" (PDF). Geology. 43 (5): 411–414. Bibcode:2015Geo....43..411B. doi:10.1130/G36514.1. OSTI 1512181. S2CID 128647846.
428. ↑  Marti, A.; Folch, A.; Costa, A.; Engwell, S. (2016). "Reconstructing the plinian and co-ignimbrite sources of large volcanic eruptions: A novel approach for the Campanian Ignimbrite". Scientific Reports. 6 (21220): 1–11. Bibcode:2016NatSR...621220M. doi:10.1038/srep21220. PMC 4756320. PMID 26883449.
429. ↑  Sullivan, A. P.; de Manuel, M.; Marques-Bonet, T.; Perry, G. H. (2017). "An evolutionary medicine perspective on Neandertal extinction" (PDF). Journal of Human Evolution. 108: 62–71. Bibcode:2017JHumE.108...62S. doi:10.1016/j.jhevol.2017.03.004. PMID 28622932. S2CID 4592682.
430. ↑  Underdown, S. (2008). "A potential role for transmissible spongiform encephalopathies in Neanderthal extinction". Medical Hypotheses. 71 (1): 4–7. doi:10.1016/j.mehy.2007.12.014. PMID 18280671.
431. ↑  Liberski, P. (2013). "Kuru: a journey back in time from Papua New Guinea to the Neanderthals' extinction". Pathogens. 2 (3): 472–505. doi:10.3390/pathogens2030472. PMC 4235695. PMID 25437203.
432. ↑  Heydari-Guran, Saman; Benazzi, Stefano; Talamo, Sahra; Ghasidian, Elham; Hariri, Nemat; Oxilia, Gregorio; Asiabani, Samran; Azizi, Faramarz; Naderi, Rahmat (2021-08-26). "The discovery of an in situ Neanderthal remain in the Bawa Yawan Rockshelter, West-Central Zagros Mountains, Kermanshah". PLOS ONE (به انگلیسی). 16 (8): e0253708. doi:10.1371/journal.pone.0253708. ISSN 1932-6203. PMC 8389444. PMID 34437543.{{cite journal}}:  نگهداری یادکرد:فرمت پارامتر PMC (link)
433. ↑  بیگلری، فریدون، مرجان مشکور، سونیا شیدرنگ، مرتضی رحمتی، حسین داودی، امیر ساعد موچشی، کمال طاهری، سجاد سمیعی و کامیار عبدی ۱۳۹۹، کاوش در غار وزمه و بررسی منطقه اطراف آن در کوه‌های قاضی‌وند، دشت اسلام‌آباد غرب، کرمانشاه ۱۳۹۸، مجموعه مقالات کوتاه هجدهمین گردهمایی سالانه باستان‌شناسی ایران، گردآورنده: روح اله شیرازی، صص ۱۴۴–۱۳۷، پژوهشکده باستان‌شناسی، پژوهشگاه میراث فرهنگی و گردشگری، تهران
434. ↑  Zanolli, Clément, Fereidoun Biglari, Marjan Mashkour, Kamyar Abdi, Herve Monchot, Karyne Debue, Arnaud Mazurier, Priscilla Bayle, Mona Le Luyer, Hélène Rougier, Erik Trinkaus, Roberto Macchiarelli. (2019). Neanderthal from the Central Western Zagros, Iran. Structural reassessment of the Wezmeh 1 maxillary premolar. Journal of Human Evolution, Vol: 135.
435. ↑  «نسخه آرشیو شده» (PDF). بایگانی‌شده از اصلی (PDF) در ۲۵ فوریه ۲۰۱۵. دریافت‌شده در ۱۳ آوریل ۲۰۱۷.
436. ↑  بیگلری، فریدون و سونیا شیدرنگ ۱۳۴۲، عصر شکارگر-گردآوران، نخستین ساکنان سرزمین ایران، در تاریخ مصور ایران در سپیده دم تاریخ، به کوشش احسان رضایی و فاطمه شفیعی سروستانی، ۶۱–۴۶، نشر سایان، تهران

### آثار
- Brown, K.; Fa, D. A.; Finlayson, G.; Finlayson, C. (2011). "Small game and marine resource exploitation by Neanderthals: the evidence from Gibraltar". Trekking the shore: changing coastlines and the antiquity of coastal settlement. Interdisciplinary contributions to archaeology. Springer. ISBN 978-1-4419-8218-6.
- Romagnoli, Francesca; Rivals, Florent; Benazzi, Stefano (2022). Updating Neanderthals: Understanding Behavioural Complexity in the Late Middle Palaeolithic (به انگلیسی). Academic Press. ISBN 978-0-12-821429-9.
- Finlayson, C. (2019). The smart Neanderthal: bird catching, cave art, and the cognitive revolution. Oxford University Press. ISBN 978-0-19-251812-5.
- French, Jennifer (2021). Palaeolithic Europe: A Demographic and Social Prehistory. Cambridge, UK: Cambridge University Press. ISBN 978-1-108-49206-5.
- Papagianni, D.; Morse, M. A. (2013). "Still with us?". Neanderthals rediscovered: how modern science is rewriting their story. Thames and Hudson. ISBN 978-0-500-77311-6.
- Reich, D. (2018). "Encounters with Neanderthals". Who we are and how we got here: ancient DNA and the new science of the human past. Oxford University Press. ISBN 978-0-19-882125-0.
- Shipman, P. (2015). "How humans and their dogs drove Neanderthals to extinction". The invaders: how humans and their dogs drove Neanderthals to extinction. Harvard University Press. doi:10.2307/j.ctvjf9zbs. ISBN 978-0-674-42538-5. JSTOR j.ctvjf9zbs.
- Stringer, C.; Gamble, C. (1993). In search of the Neanderthals. Thames and Hudson. ISBN 978-0-500-05070-5.
- Sykes, Rebecca Wragg (2020). Kindred: Neanderthal Life, Love, Death and Art. London, UK: Bloomsbury Sigma. ISBN 978-1-4729-3749-0.
- Tattersall, I. (2015). "Neanderthals, DNA, and creativity". The strange case of the Rickety Cossack: and other cautionary tales from human evolution. St. Martin's Publishing Group. ISBN 978-1-4668-7943-0.
- Hunt, Chris;  et al. (28 August 2023). "Shanidar et ses fleurs? Reflections on the palynology of the Neanderthal 'Flower Burial' hypothesis". Journal of Archaeological Science. 159: 105822. Bibcode:2023JArSc.159j5822H. doi:10.1016/j.jas.2023.105822. S2CID 261325698.
- Laitman JT, Reidenberg JS (2009). "The evolution of the human larynx: Nature's great experiment".  In Fried MP, Ferlito A (eds.). The Larynx (3rd ed.). San Diego: Plural. pp. 19–38. ISBN 978-1-59756-062-7. OCLC 183609898.
- Laitman JT, Noden DM, Van De Water TR (2006). "Formation of the larynx: from homeobox genes to critical periods".  In Rubin JS, Sataloff RT, Korovin GS (eds.). Diagnosis & Treatment Voice Disorders. San Diego: Plural. pp. 3–20. ISBN 978-1-59756-007-8. OCLC 63279542.